# Liste der Biografien/Koh
Liste der Biografien |
Portal Biografien |
Personensuche
# |
A |
B |
C |
D |
E |
F |
G |
H |
I |
J |
K |
L |
M |
N |
O |
P |
Q |
R |
S |
T |
U |
V |
W |
X |
Y |
Z |
?
 
Ka |
Kb |
Kc |
Kd |
Ke |
Kf |
Kg |
Kh |
Ki |
Kj |
Kl |
Km |
Kn |
Ko |
Kp |
Kr |
Ks |
Kt |
Ku |
Kv |
Kw |
Ky |
Kx |
Kz
 
Koa |
Kob |
Koc |
Kod |
Koe |
Kof |
Kog |
Koh |
Koi |
Koj |
Kok |
Kol |
Kom |
Kon |
Koo |
Kop |
Kor |
Kos |
Kot |
Kou |
Kov |
Kow |
Kox |
Koy |
Koz
Die Liste der Biografien führt alle Personen auf, die in der deutschsprachigen Wikipedia einen Artikel haben. Dieses ist eine Teilliste mit 1091 Einträgen von Personen, deren Namen mit den Buchstaben „Koh“ beginnt.

## Koh
- Koh Pei Xiang, Daryl (* 1990), singapurischer E-Sportler
- Koh, Bong Ihn (* 1985), südkoreanischer Cellist und Molekularbiologe
- Koh, Bong-jo (* 2002), südkoreanischer Fußballspieler
- Koh, Chang-su (* 1970), südkoreanischer Komponist
- Koh, Harold Hongju (* 1954), US-amerikanischer Rechtswissenschaftler
- Koh, Jennifer (* 1976), US-amerikanische Geigerin
- Koh, Leng Kang (* 1968), singapurischer Badmintonspieler
- Koh, Lian Pin (* 1976), singapurischer Biologe, Hochschullehrer und Politiker
- Koh, Maria Grace (* 1992), bruneiische Schwimmerin
- Koh, Poh Koon (* 1972), singapurischer Politiker, Arzt und Offizier
- Koh, Se-kai (* 1934), taiwanischer Historiker, Politikwissenschaftler und ehemaliger Diplomat
- Koh, Seung-jin (* 2000), südkoreanischer Fußballspieler
- Koh, Terence (* 1977), chinesisch-kanadischer Künstler

### Koha
- Koha, Jaan (1929–1993), estnischer Komponist
- Kohák, Erazim (1933–2020), tschechischer Philosoph und Publizist
- Kohala, Svante (* 1998), schwedischer Rennrodler
- Kohala, Tove (* 2001), schwedische Rennrodlerin
- Kohan, Jenji (* 1969), US-amerikanische TV-Autorin, Produzentin und RegisseurinJenji Kohan (* 1969)

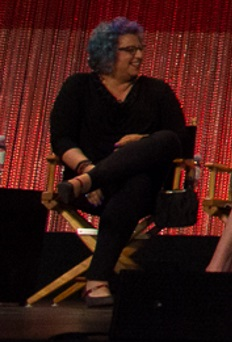
Jenji Kohan (* 1969)

- Kohan, Ljubym (* 1975), ukrainischer Skispringer
- Kohan, Martín (* 1967), argentinischer Schriftsteller
- Kohan, Paula (* 1980), argentinische Schauspielerin und Modedesignerin
- Kohanfekr, Kayvan (* 1991), iranischer Radsportler
- Kōhara, Harumi (* 1965), japanische Badmintonspielerin
- Kohara, Noboru (* 1983), japanischer Fußballspieler
- Kohara, Riko (* 1990), japanische Seiyū und Rockmusik-Gitarristin
- Koharović, Nebojša (* 1963), kroatischer Diplomat und Politiker
- Koháry, Andreas Joseph von (1694–1758), k.k. General der Kavallerie und Geheimer Rat
- Koháry, Ferenc József (1767–1826), ungarischer Fürst
- Koháry, Johann Nepomuk (* 1733), ungarischer Graf, Theaterdirektor, Abenteurer
- Koháry, Maria Antonie Gabriele von (1797–1862), ungarisch-österreichische Magnatin, Erbin des Hauses Koháry und Stammmutter der Linie Sachsen-Coburg-Gotha-Koháry
- Koháry, Stephan II. (1649–1731), ungarischer Graf und Dichter
- Kōhata, Shiho (* 1989), japanische Fußballspielerin
- Kohatsu, Tatsuki (* 1993), japanischer Fußballspieler
- Kohaut, Jakob Joseph († 1762), böhmischer Lautenist
- Kohaut, Josef († 1777), böhmischer Komponist und Lautenist
- Kohaut, Karl († 1784), österreichischer Lautenist, Komponist und Hofbeamter

### Kohd
- Kohde, Peter (* 1954), deutscher Fußballspieler (DDR)
- Kohde-Kilsch, Claudia (* 1963), deutsche TennisspielerinClaudia Kohde-Kilsch (* 1963)

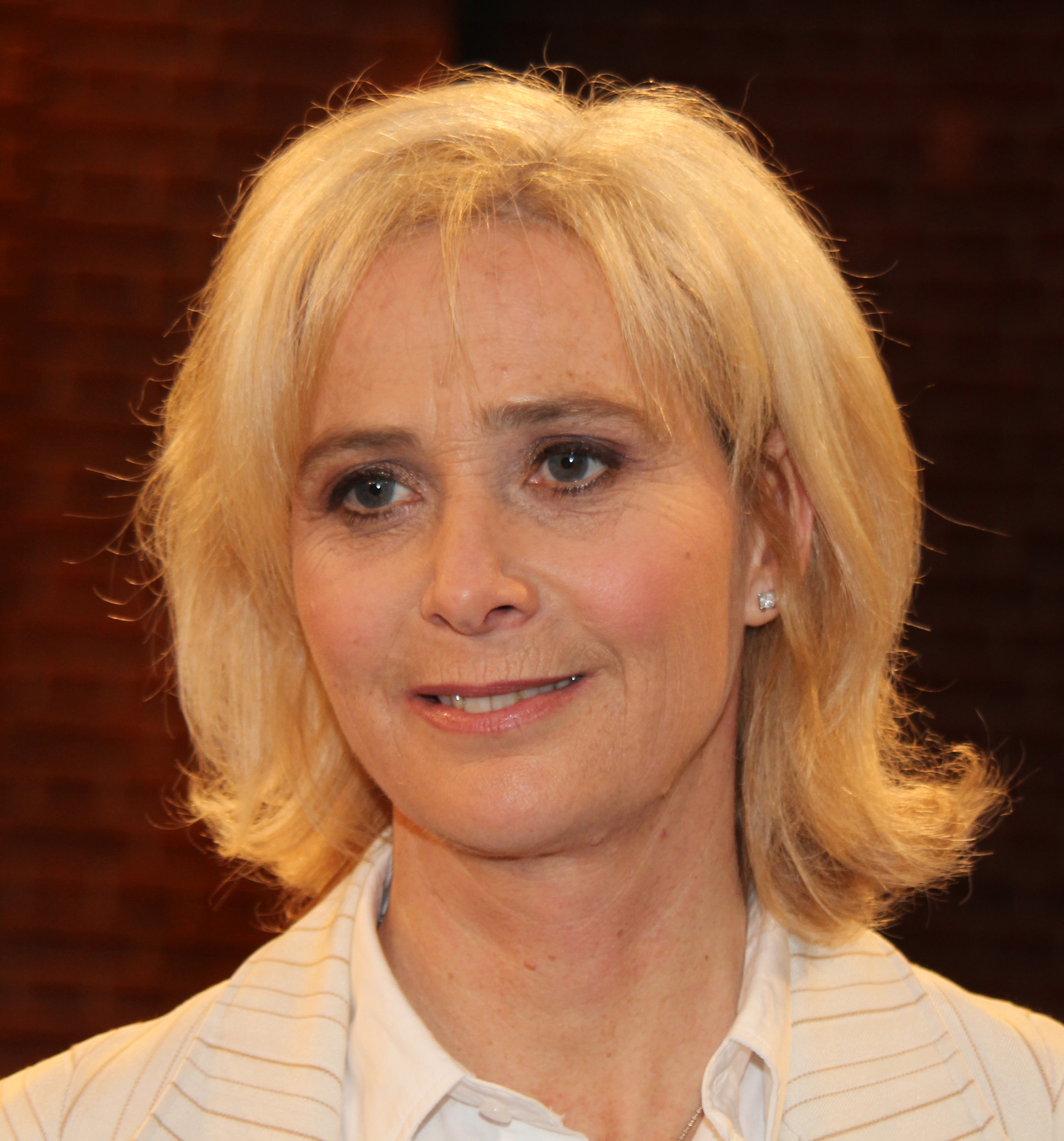
Claudia Kohde-Kilsch (* 1963)

### Kohe
- Kohei, Ito (* 1988), japanischer Fußballspieler
- Kohen, Azra (* 1979), türkische Autorin
- Kohen, Jitzchak (* 1951), israelischer Politiker
- Kohen, Linda (* 1924), italo-uruguayische Malerin
- Kohen, Marcelo (* 1957), argentinischer Jurist
- Kohen, Rafael ben Jekutiel Süsskind (1722–1803), Rabbiner
- Kohen, Tobias (1652–1729), deutsch-polnischer Arzt und Schriftsteller

### Kohf
- Kohfeld, Katja (* 1968), deutsche politische Beamtin
- Kohfeldt, Florian (* 1982), deutscher Fußballtrainer
- Kohfeldt, Gustav (1867–1934), deutscher Philologe, Hochschullehrer und Bibliothekar
- Kohfink, Otto (1907–1994), deutscher Motorradrennfahrer

### Kohi
- Kohil, Kamal (* 1971), algerischer Langstreckenläufer
- Kohistani, Fardeen (* 1994), afghanischer Fußballtorhüter
- Kohistani, Freschta (1991–2020), afghanische Politikerin und Menschenrechtsaktivistin
- Kohistani, Israfeel (* 1987), afghanischer Fußballspieler
- Kohistani, Tahmina (* 1989), afghanische Leichtathletin

### Kohl
- Köhl, Alexander (* 1965), deutscher Schriftsteller und Biograf
- Kohl, Andreas von (1568–1655), Jurist und Vizekanzler in Brandenburg
- Kohl, Anja (* 1970), deutsche Journalistin und ModeratorinAnja Kohl (* 1970)

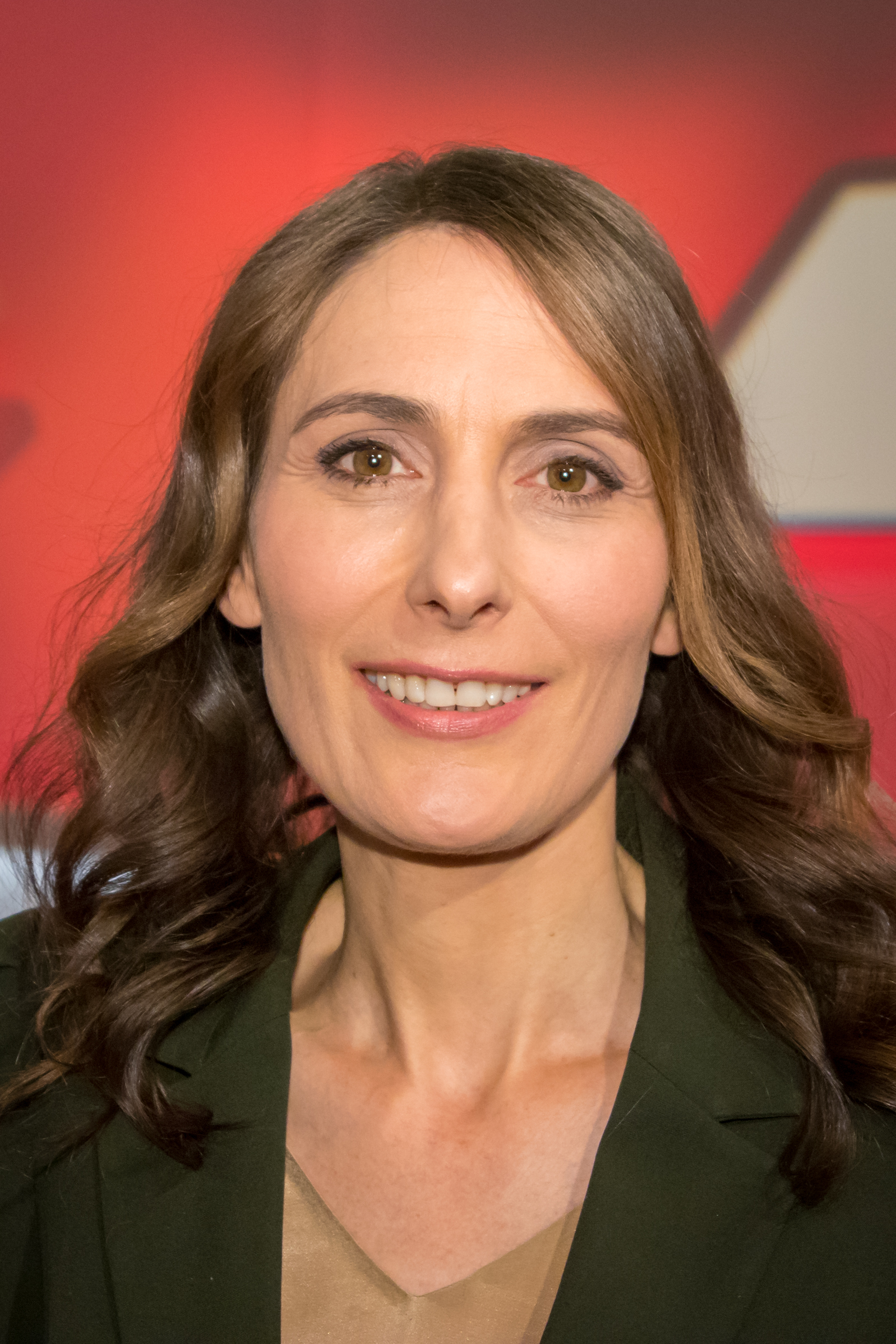
Anja Kohl (* 1970)

- Kohl, Anton (1851–1913), deutscher Geistlicher und Politiker (Zentrum), MdR
- Kohl, Anton (1867–1934), österreichischer Kommunalpolitiker der Sozialdemokratischen Arbeiterpartei Österreichs (SDAP)
- Kohl, Anton (1886–1967), deutscher Regisseur und Theaterintendant
- Kohl, Benedikt (* 1988), deutscher Eishockeyspieler
- Köhl, Bernhard (1624–1700), Schweizer Amtsbürgermeister von Chur und Präsident des Gotteshausbundes
- Kohl, Bernhard (* 1982), österreichischer RadrennfahrerBernhard Kohl (* 1982)

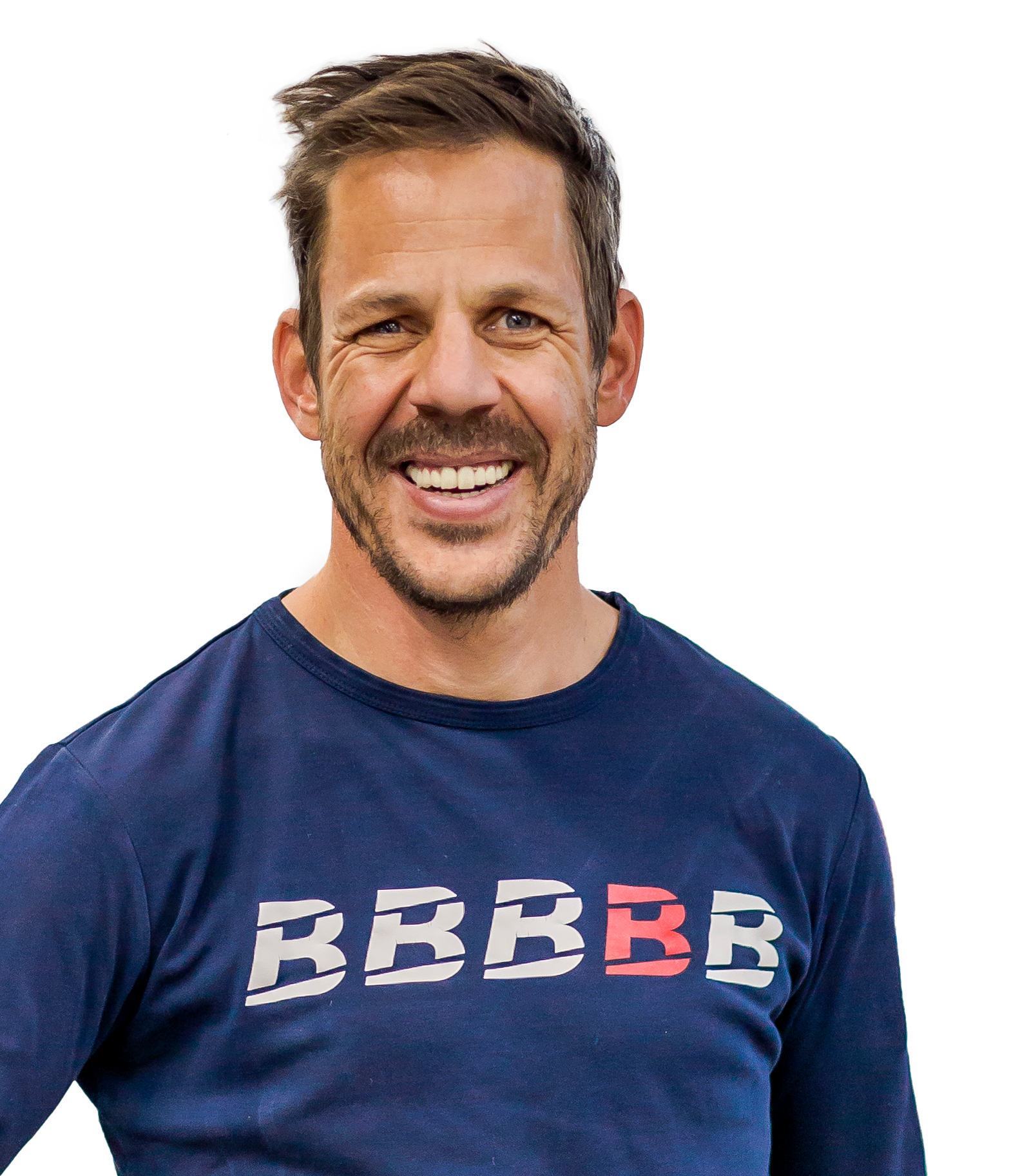
Bernhard Kohl (* 1982)

- Kohl, Charles (1929–2016), luxemburgischer bildender Künstler
- Kohl, Christiane, deutsche Sängerin (Sopran) in Oper, Operette und Konzert
- Kohl, Christiane (* 1954), deutsche Journalistin und Schriftstellerin
- Kohl, Christine von (1923–2009), dänische Journalistin und Menschenrechtlerin
- Kohl, Christoph (* 1955), deutscher römisch-katholischer Geistlicher im Bistum Speyer
- Kohl, Christoph (1961–2025), italienischer Architekt und Stadtplaner
- Kohl, Christophe (* 1986), österreichischer Hörfunk- und Fernsehjournalist
- Kohl, Clemens (1754–1807), österreichischer Kupferstecher, Radierer und Illustrator
- Kohl, Daniela (* 1972), deutsche Kinderbuchillustratorin
- Kohl, Dietrich (1861–1943), deutscher Historiker, Lehrer und Archivar
- Kohl, Emil Viktor (1862–1924), österreichischer Physiker und Hochschullehrer
- Kohl, Ernst Heinrich (1825–1901), deutscher Eisenbahndirektor und Zivilingenieur
- Kohl, Eva Maria (* 1947), deutsche Schriftstellerin und Pädagogin
- Kohl, Fabian (* 1989), deutscher Volleyballspieler
- Kohl, Ferdinand († 1906), badischer Bildhauer
- Kohl, Franz (1711–1766), böhmisch-österreichischer Bildhauer und kaiserlicher Hofarchitekt
- Köhl, Franz (1886–1976), deutscher Militär, Hauptmann in der Deutschen Kolonie Südwestafrika
- Kohl, Franz Friedrich (1851–1924), österreichischer Entomologe und Volksliedforscher
- Kohl, Frederic (* 1978), österreichischer Triathlet
- Kohl, Friedrich (1811–1876), deutscher Lehrer, Techniker und Autor
- Kohl, Friedrich Theodor (1922–2014), deutscher Architekt und Politiker (CDU)
- Kohl, Friedrich Wilhelm (1811–1864), deutscher Maler
- Kohl, Georg (1881–1952), deutscher Politiker (DVP), MdB
- Köhl, Georg (1894–1975), deutscher Politiker (CSU)
- Köhl, Georg (1910–1944), deutscher Fußballspieler
- Kohl, Gerald (* 1965), österreichischer Rechtswissenschaftler
- Kohl, Gerd (* 1943), deutscher Fußballspieler
- Kohl, Gert (* 1942), deutscher Kommunalpolitiker (SPD)
- Kohl, Gottfried (1921–2012), deutscher Bildhauer
- Kohl, Hagen (* 1969), deutscher Politiker (AfD), MdL
- Kohl, Hannelore (1933–2001), deutsche Fremdsprachenkorrespondentin, Frau des deutschen Bundeskanzlers Helmut Kohl
- Kohl, Hannelore (* 1948), deutsche Juristin, Richterin und Gerichtspräsidentin im Ruhestand
- Kohl, Hans (1897–1990), deutscher Maler und Grafiker
- Kohl, Heinrich (1877–1914), deutscher Architekt und Bauforscher
- Kohl, Heinrich (1912–1984), deutscher Jurist, Pilot und Politiker (FDP), MdL
- Kohl, Heinrich (* 1956), deutscher Verwaltungsjurist und Politiker (CDU)
- Kohl, Helmut (1930–2017), deutscher Politiker (CDU), MdL, MdB, Bundeskanzler der Bundesrepublik Deutschland (1982–1998)Helmut Kohl (1930–2017)

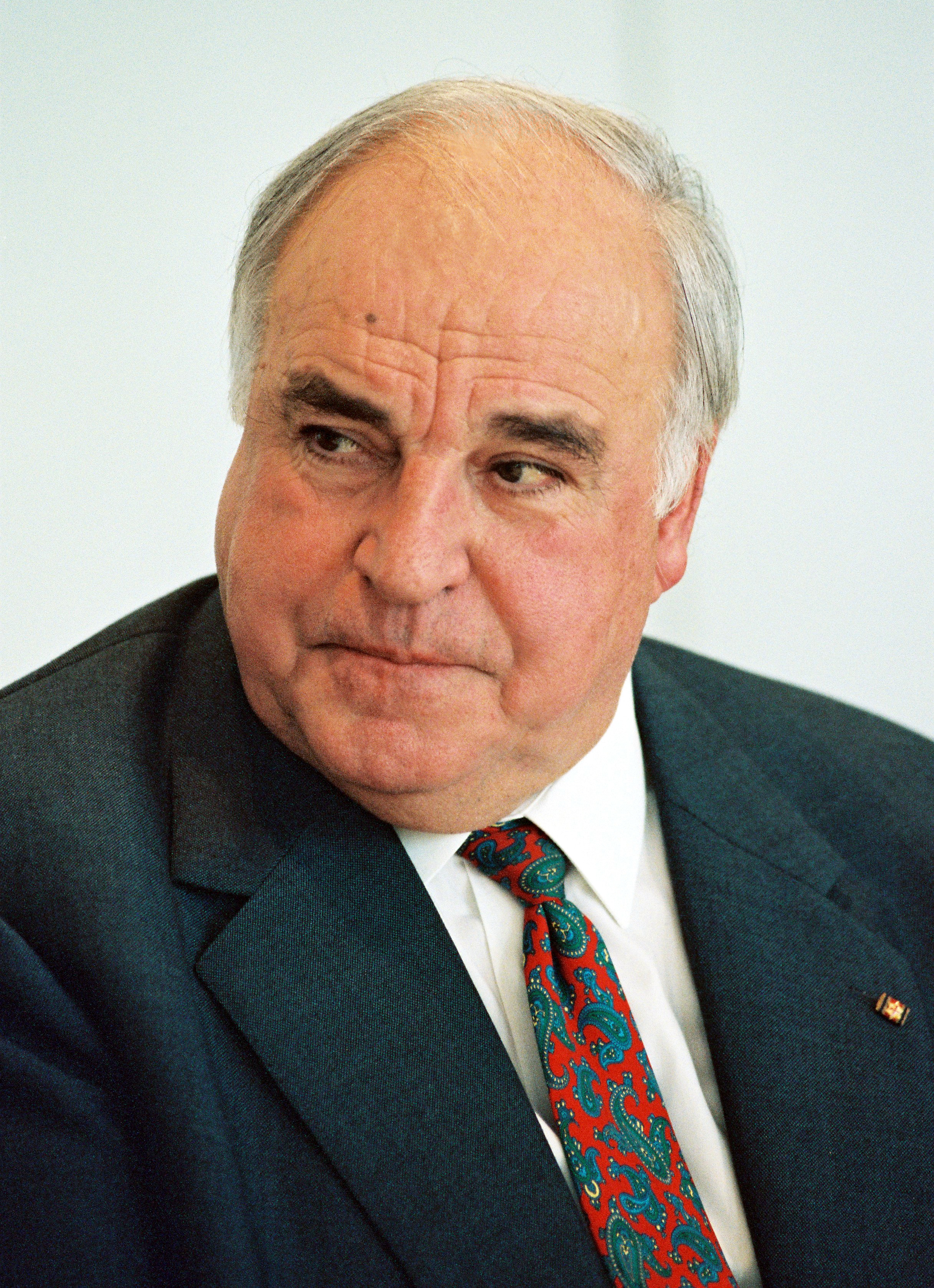
Helmut Kohl (1930–2017)

- Kohl, Helmut (* 1943), deutscher Rechtswissenschaftler
- Kohl, Helmut (1943–1991), österreichischer Fußballschiedsrichter
- Kohl, Herb (1935–2023), US-amerikanischer Politiker
- Köhl, Hermann (1888–1938), deutscher Flugpionier, württembergischer Offizier
- Kohl, Hermann (1920–2010), österreichischer Geograf, Geologe, Pädagoge und Museumsleiter
- Kohl, Hieronymus († 1709), Prager Hofbildhauer
- Kohl, Horst (1855–1917), deutscher Pädagoge und Historiker
- Kohl, Horstmar (* 1927), deutscher Diplomat, Botschafter der DDR
- Kohl, Ida (1814–1888), deutsche Schriftstellerin
- Kohl, Ines (* 1974), österreichische Sozialanthropologin
- Kohl, Irene (1894–1990), deutsche Schauspielerin und Schriftstellerin
- Kohl, Jaime Pedro (* 1954), brasilianischer römisch-katholischer Ordensgeistlicher und Bischof von Osório
- Kohl, Jeanette (* 1963), deutsch-US-amerikanische Kunsthistorikerin und Hochschullehrerin
- Kohl, Jerome (1946–2020), US-amerikanischer Musikwissenschaftler
- Kohl, Johann Georg (1808–1878), deutscher Reiseschriftsteller
- Kohl, Johann Peter (1698–1778), Theologe und Polyhistor
- Kohl, Josef (1908–1998), österreichisch-deutscher Indologe und Hochschullehrer
- Kohl, Josefine (1921–2012), deutsche Leichtathletin
- Kohl, Julius (* 1884), deutscher Chemiker und Manager der Chemischen Industrie
- Köhl, Karl (1846–1926), deutscher Seifenfabrikant, Buchdrucker und Politiker (DtVP), MdR
- Kohl, Karl (1869–1935), deutscher Politiker
- Kohl, Karl (1893–1959), deutscher Radrennfahrer
- Kohl, Karl-Heinz (* 1948), deutscher Ethnologe
- Kohl, Klaus Dieter, deutscher Brigadegeneral
- Kohl, Klaus-Peter (* 1944), deutscher Geschäftsmann und Box-Promotor
- Kohl, Kurt (1918–2002), deutscher Psychologe
- Kohl, Lia (* 1989), US-amerikanische Musikerin und Klangkünstlerin (Cello, Elektronik)
- Kohl, Ludwig (1746–1821), tschechisch-österreichischer Maler, Zeichner und Radierer
- Kohl, Lukas (* 1996), deutscher Kunstradsportler
- Köhl, Lydia (* 1951), deutsche Fußballtorhüterin
- Kohl, Manfred Waldemar, deutsch-US-amerikanischer Theologe und Publizist in den USA
- Kohl, Marius (* 1952), luxemburgischer Funktionär der Finanzbehörde
- Köhl, Marius (* 2001), deutscher Fußballspieler
- Kohl, Matthias (* 1973), deutscher Mathematiker und Statistiker
- Kohl, Max (1881–1976), deutscher Unternehmer und Gerechter unter den Völkern
- Kohl, Melchior (1583–1626), deutscher Münzmeister
- Kohl, Michael (1929–1981), deutscher Jurist, Diplomat der DDRMichael Kohl (1929–1981)

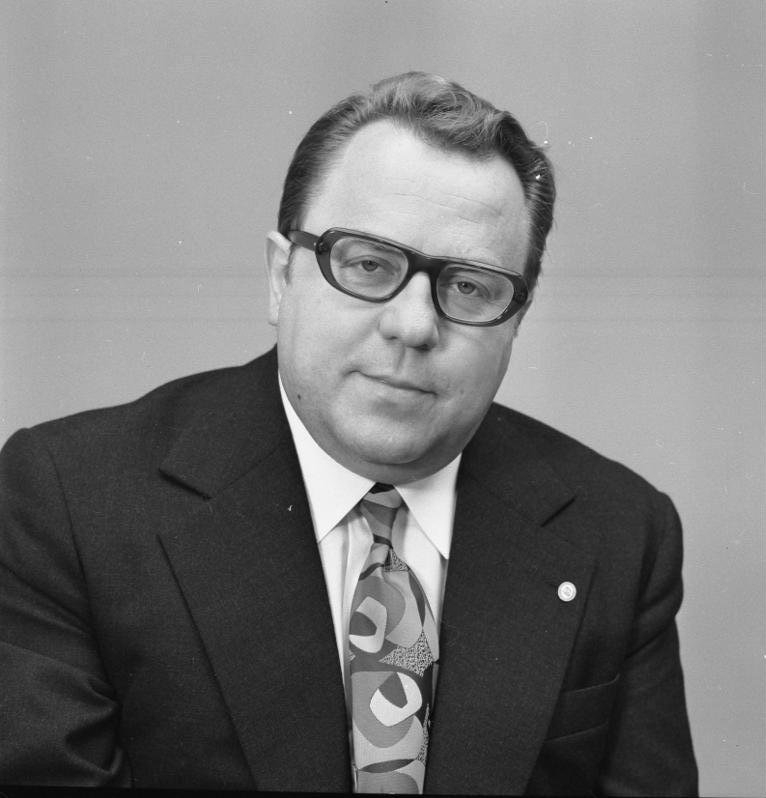
Michael Kohl (1929–1981)

- Köhl, Michael (* 1957), deutscher Forstwissenschaftler und Hochschullehrer (Universität Hamburg)
- Köhl, Michael (* 1975), deutscher Physiker
- Kohl, Norbert (* 1939), deutscher Anglist und Hochschullehrer
- Kohl, Oliver (* 1964), deutscher Generalmajor und Amtschef des Streitkräfteamtes
- Kohl, Paul (1894–1959), deutscher Radrennfahrer
- Kohl, Paul (* 1937), deutscher Schriftsteller und Featureautor
- Kohl, Peter (* 1942), deutscher Fußballspieler und -trainer
- Kohl, Peter (* 1962), deutscher Sportmoderator
- Kohl, Peter (* 1965), deutscher Autor und Unternehmer
- Kohl, Peter (* 1971), österreichischer Maler
- Kohl, Philipp (* 1980), österreichischer Politiker (ÖVP), Mitglied des Bundesrates
- Kohl, Philipp (* 1983), deutscher Filmregisseur, Autor und Musiker
- Kohl, Ralf (* 1965), deutscher Fußballspieler
- Kohl, Robert (1813–1881), deutscher Theologe
- Kohl, Rudolf (1895–1964), deutscher Politiker (KPD), MdL, MdB
- Köhl, Sebastian von (1793–1857), Oberst a. D., Oberzunftmeister, Ratsherr, Stadtvogt und Gerichtsherr oder Richter von Chur
- Köhl, Siegfried (1930–2010), deutscher Architekt
- Kohl, Silke (* 1971), deutsche Politikerin (CDU), MdL
- Kohl, Stephan (* 1945), deutscher Anglist und Hochschullehrer
- Kohl, Thomas (* 1960), deutscher Maler
- Kohl, Thomas (* 1962), deutscher Mediziner und Hochschullehrer
- Kohl, Thomas (* 1978), deutscher Historiker
- Kohl, Walter (* 1953), österreichischer Schriftsteller
- Kohl, Walter (* 1963), deutscher AutorWalter Kohl (* 1963)

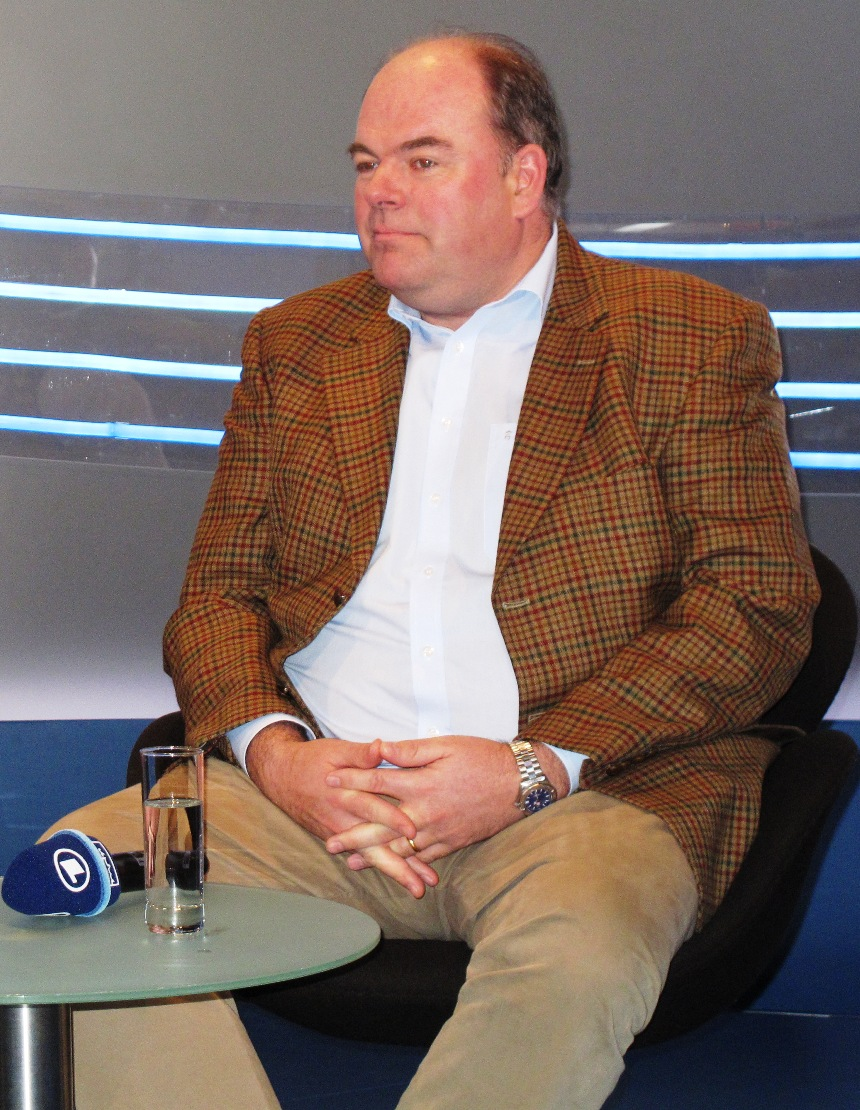
Walter Kohl (* 1963)

- Kohl, Wilhelm (1848–1898), Apotheker und Limes-Forscher
- Köhl, Wilhelm (1859–1942), bayerischer Generalleutnant
- Kohl, Wilhelm (1913–2014), deutscher Historiker und Archivar
- Kohl, William (1863–1922), sächsischer Generalleutnant
- Kohl, Wolfgang (* 1950), deutscher Bildhauer
- Kohl-Eppelt, Gisela (* 1943), deutsche Malerin, Grafikerin, Musikerin und Schriftstellerin
- Kohl-Larsen, Ludwig (1884–1969), deutscher Paläontologe und Forschungsreisender
- Kohl-Richter, Maike (* 1964), deutsche Volkswirtin und Ehefrau von Altbundeskanzler Helmut KohlMaike Kohl-Richter (* 1964)

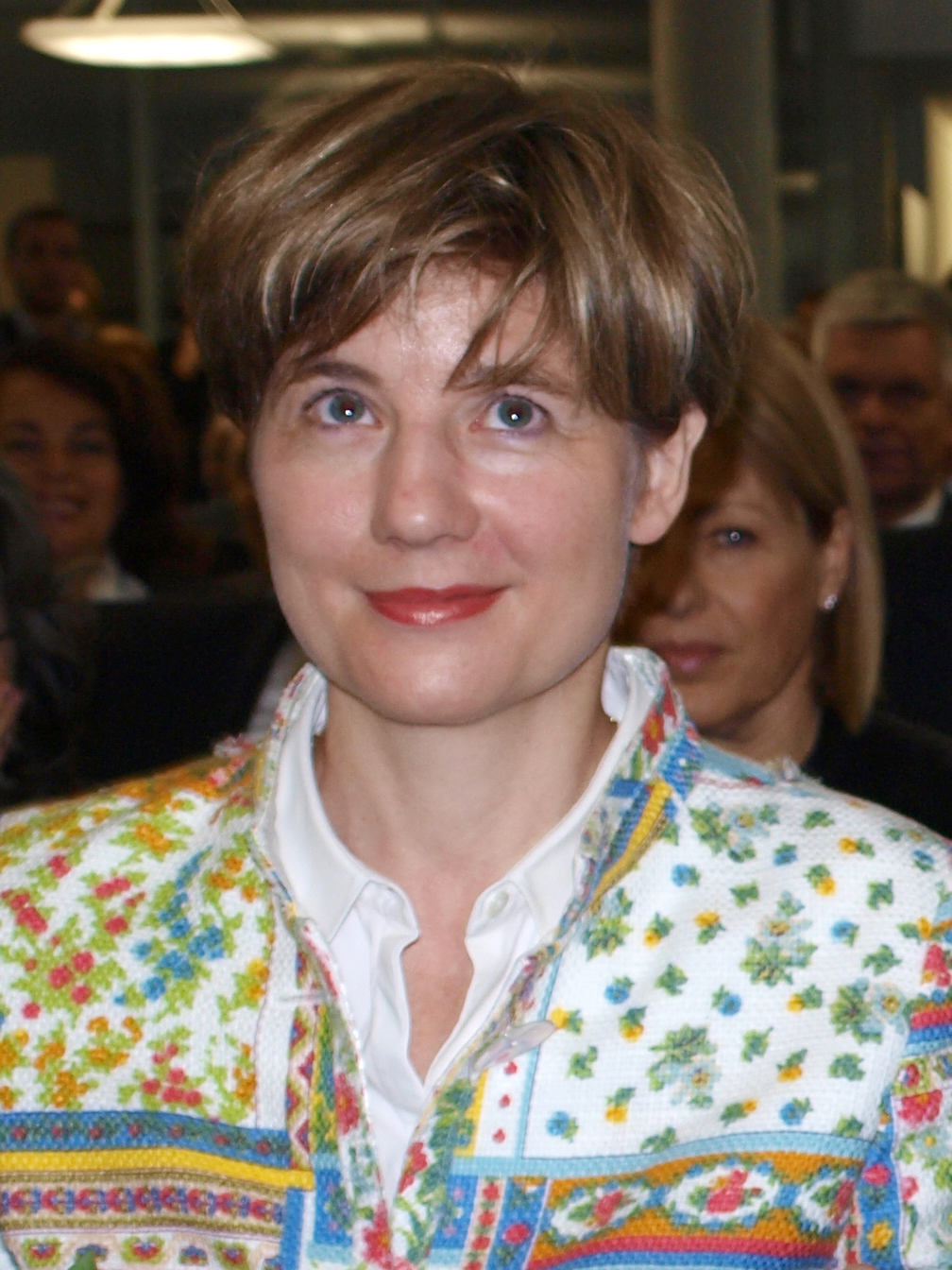
Maike Kohl-Richter (* 1964)

- Kohl-Weigand, Franz Josef (1900–1972), deutscher Unternehmer, Kunstsammler und Mäzen

#### Kohla
- Kohla, Alfred (* 1895), sudetendeutscher Bankkaufmann und Landrat
- Kohlars, Wilfried (1939–2019), deutscher Fußballspieler
- Kohlas, Jürg (* 1939), Schweizer Informatiker und Hochschullehrer
- Kohlau, Johann (1632–1686), kursächsischer Verwaltungsjurist

#### Kohlb
- Kohlbach, Carl Friedrich (1793–1878), deutscher Kaufmann und Gutsbesitzer
- Kohlbach, Rochus (1892–1964), österreichischer katholischer Geistlicher, Schriftsteller und Kunsthistoriker
- Kohlbach, Veronika (1906–1996), österreichische Leichtathletin
- Kohlbach, Wilhelm (1896–1947), deutscher Generalmajor der Luftwaffe im Zweiten Weltkrieg
- Kohlbach, Wolfgang (* 1953), deutscher Autor und Zahntechniker
- Kohlbacher, Christoph (* 1994), österreichischer Schauspieler
- Kohlbacher, Jannik (* 1995), deutscher Handballspieler
- Kohlbauer, Martin (* 1956), österreichischer Architekt
- Kohlbecher, Hansjörg (1895–1981), deutscher Unternehmer und Politiker
- Kohlbecker, Christoph (1935–2020), deutscher Architekt
- Kohlbecker, Karl (1906–1982), deutscher Architekt
- Kohlberg, Benny (* 1954), schwedischer Skilangläufer
- Kohlberg, Etan (* 1943), israelischer Arabist und Schia-Experte
- Kohlberg, Jerome Jr. (1925–2015), amerikanischer Geschäftsmann und Milliardär
- Kohlberg, Lawrence (1927–1987), US-amerikanischer Psychologe und Professor für Erziehungswissenschaften an der Harvard University
- Kohlberger, Hans (1932–2019), deutscher Politiker (SPD), MdA
- Kohlberger, Richard (1911–1990), deutscher Gewerkschafter und Politiker (SPD), MdB
- Köhlbichler, Dietmar (* 1963), österreichischer Skirennläufer
- Köhlbrandt, Torben (* 1979), deutscher Springreiter und Nationenpreisreiter
- Kohlbrecher, Wilson (1918–1972), deutscher Boxer
- Kohlbrenner, Franz Seraph von (1728–1783), deutscher katholischer Aufklärer und Publizist
- Kohlbrugge, Hebe Charlotte (1914–2016), niederländische Widerstandskämpferin gegen das NS-Regime
- Kohlbrügge, Hermann Friedrich (1803–1875), deutscher reformierter Theologe

#### Kohld
- Köhldorfer, Edi (* 1966), österreichischer Gitarrist, Komponist, Arrangeur und Buchautor
- Köhldorfer, Leo (* 2001), österreichischer Leichtathlet
- Köhldorfer, Sandra (* 1981), österreichische Psychotherapeutin und Psychoanalytikerin

#### Kohle
- Köhle, Anne-Bärbel (* 1962), deutsche Autorin und Journalistin
- Köhle, Diana (* 1980), österreichische Moderatorin, Slam-Veranstalterin, Kulturschaffende und Literaturvermittlerin
- Köhle, Frajo (* 1967), österreichischer Musiker, Komponist und Musikpädagoge
- Kohle, Horst (1935–2015), deutscher Fußballspieler
- Kohle, Hubertus (* 1959), deutscher KunsthistorikerHubertus Kohle (* 1959)

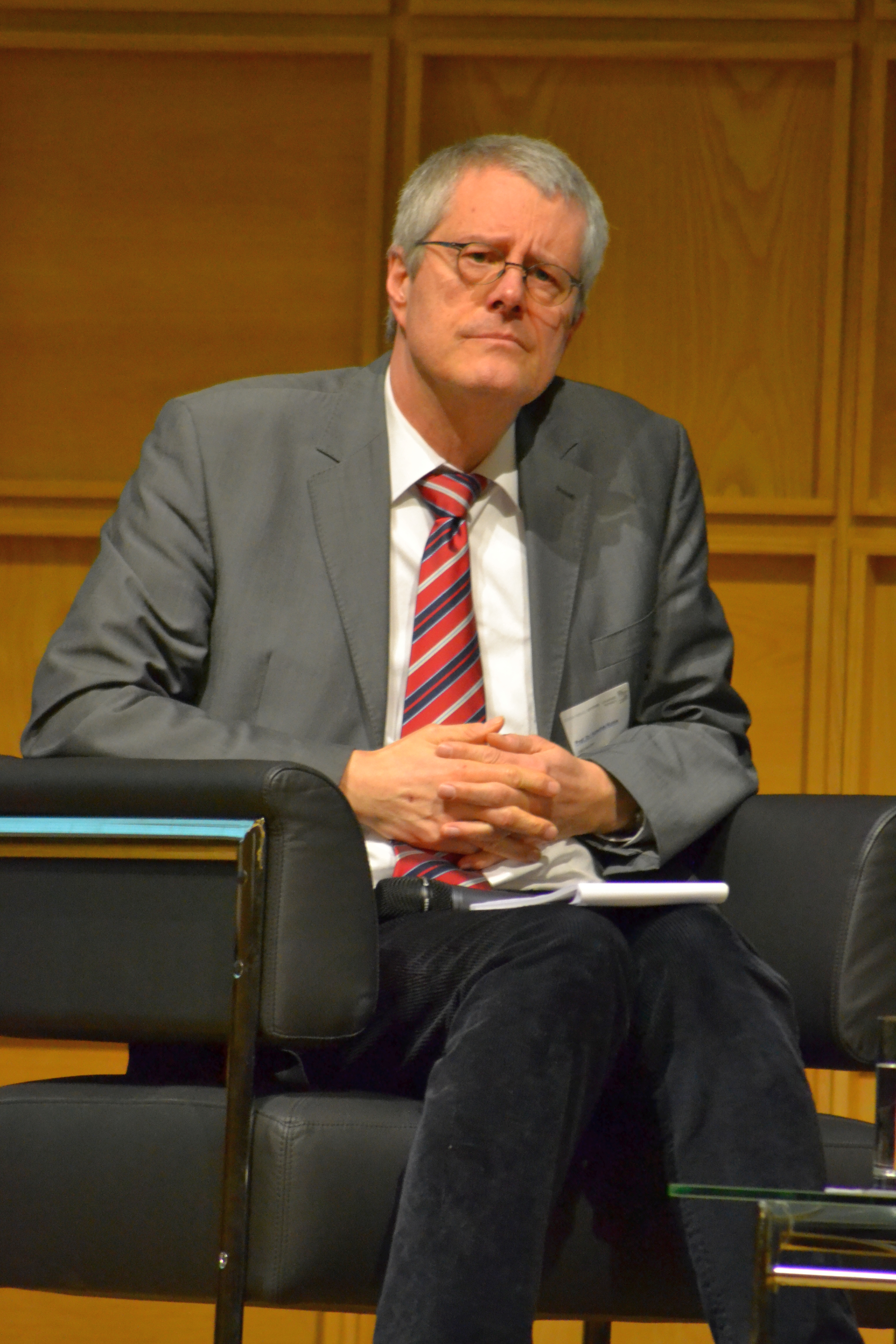
Hubertus Kohle (* 1959)

- Kohle, Jürgen (* 1943), deutscher Fußballspieler
- Köhle, Karl (* 1919), deutscher Fußballspieler
- Köhle, Karl (1938–2022), deutscher Arzt und Psychoanalytiker
- Kohle, Mario (* 1984), deutscher Unternehmer
- Köhle, Markus (* 1975), österreichischer Autor
- Köhle, Stefanie (* 1986), österreichische Skirennläuferin
- Köhle-Hezinger, Christel (* 1945), deutsche Volkskundlerin

##### Kohlei
- Köhlein, Fritz (1924–2023), deutscher Sachbuchautor
- Kohleisen, Sabine (* 1964), deutsche Managerin
- Kohleiss, Anneliese (1919–1995), deutsche Frauenrechtlerin und Juristin

##### Kohlen
- Kohlen, Helen (* 1963), deutsche Pflegewissenschaftlerin
- Kohlen, Ludwig (1870–1951), deutscher Politiker
- Kohlen, Wilhelm (1896–1964), deutscher Politiker
- Kohlen-Priebe, Philipp (* 1956), deutscher Theatermacher, Regisseur und Moderator
- Kohlenbach, Eugen (1930–2016), deutscher Politiker (CDU), MdL
- Kohlenbach, Ulrich (* 1962), deutscher Mathematiker
- Kohlenberg, Arthur (1924–1970), US-amerikanischer Physiker und Informationstheoretiker
- Kohlenberg, Gabriela (* 1958), deutsche Politikerin (CDU), MdL
- Kohlenberg, Karl Friedrich (1915–2002), deutscher Schriftsteller
- Kohlenberg, Kerstin (* 1970), deutsche Journalistin
- Kohlenberger, Helmut (* 1942), deutscher Philosoph, Übersetzer, Redakteur und Universitätsdozent
- Kohlenberger, Judith (* 1986), österreichische KulturwissenschaftlerinJudith Kohlenberger (* 1986)

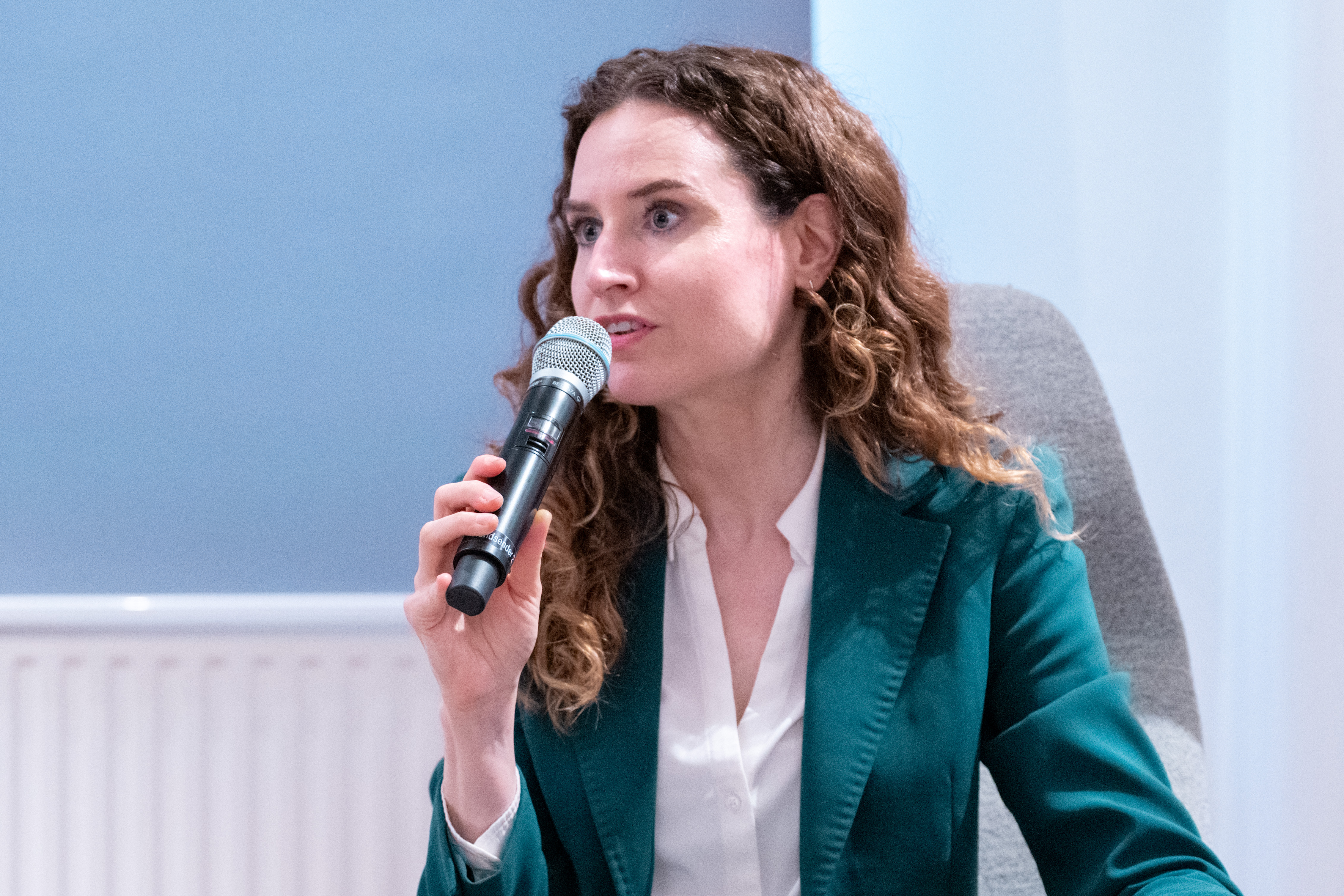
Judith Kohlenberger (* 1986)

- Kohlenbrenner, Hermann (* 1949), deutscher Fußballspieler
- Kohlenegg, Leonhard Kohl von (1834–1875), österreichischer Schriftsteller und Schauspieler
- Kohlenegg, Viktor von (1872–1940), deutscher Schriftsteller

##### Kohler

###### Kohler, A
- Köhler, Achim (* 1964), deutscher Politiker (AfD)
- Köhler, Alban (1874–1947), deutscher Radiologe
- Köhler, Albert (1850–1936), deutscher Sanitätsoffizier und Hochschullehrer
- Kohler, Albert (1883–1946), Schweizer Maler, Illustrator und Bildhauer
- Köhler, Albert (1886–1955), niedersächsischer Politiker (SPD), MdL
- Köhler, Alexander (1756–1832), deutscher Lehrer für Bergrecht
- Köhler, Alexander (1844–1899), deutscher Buchhändler
- Köhler, Alfred, deutscher Fußballspieler
- Köhler, Alfred (1883–1945), deutscher Staatsanwalt und Richter, Senatspräsident am Volksgerichtshof, Präsident des OLG Stettin
- Kohler, Alfred (1916–1984), deutscher Maler
- Kohler, Alfred (* 1943), österreichischer Historiker und Universitätsprofessor an der Universität Wien
- Köhler, André (* 1965), deutscher Fußballspieler
- Köhler, Andreas (* 1954), deutscher Politiker (SPD), MdA
- Köhler, Andreas (* 1960), deutscher Mediziner, Vorstandsvorsitzender der Kassenärztlichen Bundesvereinigung
- Köhler, Andreas (* 1963), deutscher Fußballspieler
- Köhler, Andreas (* 1974), deutscher Kameramann, Filmregisseur und Drehbuchautor
- Köhler, Angelina (* 2000), deutsche SchwimmerinAngelina Köhler (* 2000)

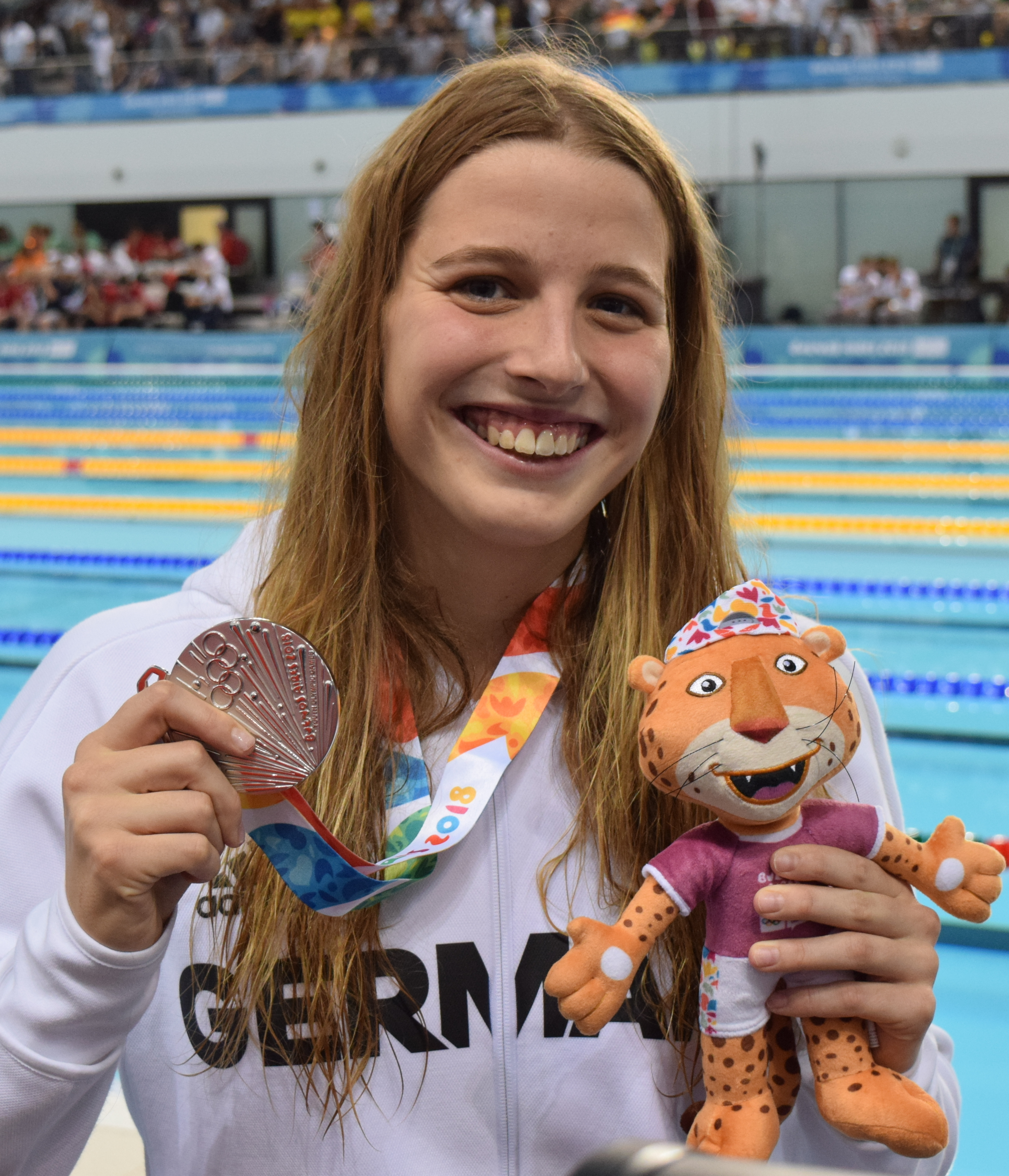
Angelina Köhler (* 2000)

- Köhler, Anna (* 1970), deutsche Physikerin und Hochschullehrerin
- Köhler, Anna (* 1993), deutsche Bobfahrerin
- Kohler, Anne (* 1967), deutsche Dirigentin, Chorleiterin und Musikpädagogin
- Köhler, Anne (* 1978), deutsche Schriftstellerin
- Köhler, Annett (* 1978), deutsche Skeletonpilotin
- Köhler, Annette G. (* 1967), deutsche Ökonomin und Hochschullehrerin (Universität Duisburg-Essen)
- Köhler, Anton (1585–1657), Bürgermeister der Hansestadt Lübeck
- Köhler, Anton (1865–1939), deutsch-böhmischer Dirigent und Komponist
- Köhler, Anton (1888–1969), deutsch-tschechoslowakischer Politiker
- Köhler, Armin (1952–2014), deutscher Musikwissenschaftler
- Köhler, Arno (1885–1929), deutscher Politiker (SPD)
- Köhler, Astrid (* 1965), deutsche Germanistin und Autorin
- Köhler, August (1821–1879), deutscher Kindergartenpädagoge, Nachfolger Fröbels
- Köhler, August (1835–1897), deutscher evangelischer Theologe und Hochschullehrer
- Köhler, August (1858–1902), deutscher Gouverneur von Togoland
- Köhler, August (1866–1948), deutscher Optiker, Professor und Mitarbeiter bei Zeiss
- Köhler, August (1881–1964), deutscher Porträt- und Figuren-Maler in Stuttgart
- Köhler, Axel (* 1960), deutscher Regisseur und Opernsänger (Countertenor)
- Köhler, Ayyub Axel (* 1938), deutscher Muslim, Vorsitzender des Zentralrats der Muslime in Deutschland

###### Kohler, B
- Köhler, Barbara (1959–2021), deutsche Lyrikerin, Essayistin und Übersetzerin
- Köhler, Barbara (* 1968), deutsche Schauspielerin, Sängerin, Musicaldarstellerin und Theaterautorin
- Köhler, Basilius, Kreuzkantor (1586–1589)
- Kohler, Beat (* 1974), Schweizer Politiker (GP)
- Köhler, Benjamin (* 1980), deutscher FußballspielerBenjamin Köhler (* 1980)

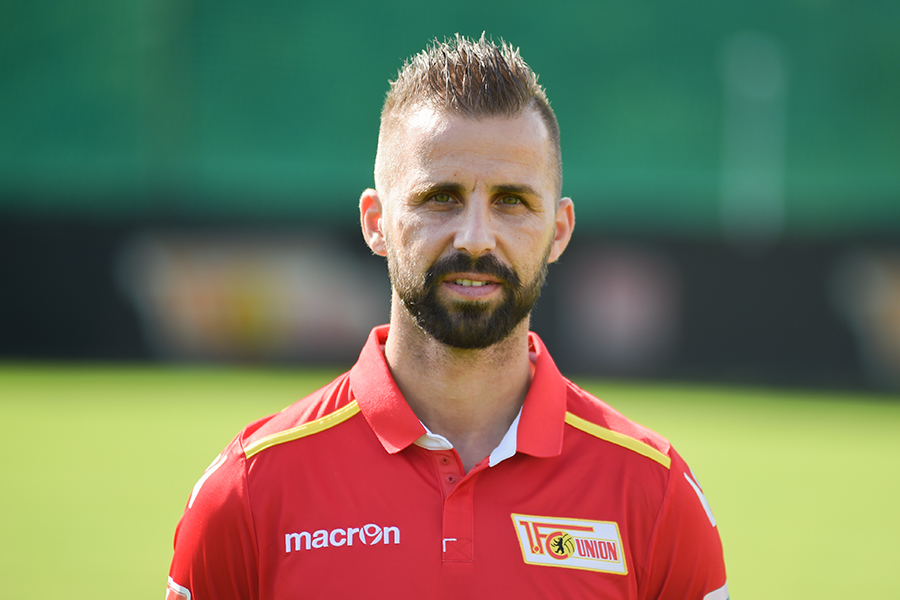
Benjamin Köhler (* 1980)

- Köhler, Benjamin Friedrich (1730–1796), lutherischer Theologe; Superintendent in Dresden
- Köhler, Benno (1883–1951), deutscher Jurist
- Köhler, Bernd (* 1951), deutscher Musiker, Grafiker und Polit-Aktivist
- Köhler, Bernd (* 1957), deutscher Fußballspieler
- Köhler, Bernhard (1882–1939), deutscher Politiker (NSDAP)
- Kohler, Berthold (* 1961), deutscher Journalist
- Köhler, Bodo (1928–2005), deutscher Fluchthelfer
- Köhler, Bruno (1900–1989), tschechoslowakischer Politiker

###### Kohler, C
- Köhler, Carl Heinrich Adolph (1810–1875), deutscher Jurist und Politiker
- Kohler, Charles Amédée (1790–1874), Schweizer Chocolatier und Unternehmer
- Köhler, Charlotte (1892–1977), niederländische Schauspielerin und Vortragskünstlerin
- Köhler, Charlotte (1907–1951), deutsche Politikerin (CDU), Opfer des Stalinismus
- Köhler, Charlotte (* 1907), deutsche Leichtathletin
- Kohler, Christa (1928–2004), deutsche Psychiaterin und Hochschullehrerin
- Köhler, Christa (* 1951), deutsche Wasserspringerin
- Köhler, Christian (1809–1861), deutscher Maler
- Köhler, Christian August Friedrich (1779–1827), königlich-preußischer Major und Oberlandesgerichtsrat in Halberstadt
- Köhler, Christiane (* 1988), deutsche Sportschützin
- Kohler, Christine (1938–1993), Schweizer Mundartschriftstellerin, Lehrerin und Bäuerin
- Köhler, Christoph (* 1950), deutscher Soziologe
- Köhler, Christopher-Fares (* 1987), deutscher Regisseur, Dramaturg und Übersetzer
- Köhler, Claudia (* 1966), deutsche Politikerin (Bündnis 90/Die Grünen), MdL
- Köhler, Claudia (* 1971), deutsche Molekularbiologin und Hochschullehrerin
- Köhler, Claudia (* 1981), deutsche Tänzerin
- Köhler, Claus (1928–2025), deutscher Volkswirt
- Köhler, Corinna (* 1964), deutsche Krankenschwester und Politikerin (SPD), MdL

###### Kohler, D
- Köhler, Daniela, deutsche Sängerin (Sopran)
- Köhler, Detlef (1962–2016), deutscher Schriftsteller
- Köhler, Dieter (1928–2013), deutscher Radrennfahrer
- Köhler, Dieter (* 1938), deutscher Tischtennisspieler
- Köhler, Dieter (* 1948), deutscher Mediziner, Hochschullehrer und Ingenieur
- Köhler, Diethard (1926–1987), deutscher Biologe, Ethnologe und Hochschullehrer
- Köhler, Doris (* 1975), österreichische Kickboxerin und Boxerin
- Köhler, Dorothea (* 1943), deutsche Dirigentin und Musikpädagogin

###### Kohler, E
- Köhler, Eberhart (1929–1995), deutscher Elektrotechniker
- Kohler, Eddie (* 1973), US-amerikanischer Informatiker
- Köhler, Eduard (1822–1882), kurhessischer Architekt und Baumeister
- Köhler, Eilert († 1751), deutscher Orgelbauer
- Kohler, Elisabeth, Schweizer Pietistin
- Köhler, Elisabeth (* 1955), deutsche Politikerin (Bündnis 90/Die Grünen), MdL
- Kohler, Elmer Peter (1865–1938), US-amerikanischer Chemiker (Organische Chemie)
- Köhler, Elsa (1879–1940), österreichische Pädagogin
- Köhler, Emil († 1876), deutscher Porträt- und Genremaler sowie Lithograf
- Köhler, Emil (1832–1924), deutscher Kommunalpolitiker und Parlamentarier
- Köhler, Emmy (1858–1925), schwedische Schriftstellerin, Komponistin und Lehrerin
- Köhler, Erich (1873–1914), deutscher Marineoffizier und Ehrenbürger der Stadt Karlsruhe
- Köhler, Erich (1888–1952), deutscher Unternehmer und Wirtschaftsmanager
- Köhler, Erich (1892–1958), deutscher Politiker (DVP, CDU), MdL
- Köhler, Erich (1924–1981), deutscher Romanist
- Köhler, Erich (1928–2003), deutscher Schriftsteller
- Köhler, Ernesto (1849–1907), Flötist und Komponist
- Köhler, Ernst (1774–1829), Generalmajor in der Hessen-kasselschen Armee
- Köhler, Ernst (1829–1903), sächsischer Lehrer und Volkskundler
- Köhler, Ernst (1856–1924), deutscher Verwaltungsjurist
- Kohler, Ernst (1884–1980), Schweizer Unternehmer und Politiker (SP)
- Köhler, Ernst (* 1939), deutscher Historiker und Publizist
- Köhler, Ernst Friedrich (1788–1851), deutscher lutherischer Geistlicher
- Köhler, Erwin (1901–1951), deutscher Politiker (CDU) und Opfer des Stalinismus
- Köhler, Erwin (* 1995), deutscher Politiker (Bündnis 90/Die Grünen), MdL
- Kohler, Ethan (* 2005), US-amerikanischer Fußballspieler
- Kohler, Eugène (1887–1969), französischer Romanist, Hispanist und Italianist
- Köhler, Eva Christiana (* 1964), deutsche Ägyptologin
- Köhler, Eva Luise (* 1947), deutsche pensionierte Lehrerin und Witwe des neunten deutschen Bundespräsidenten Horst KöhlerEva Luise Köhler (* 1947)

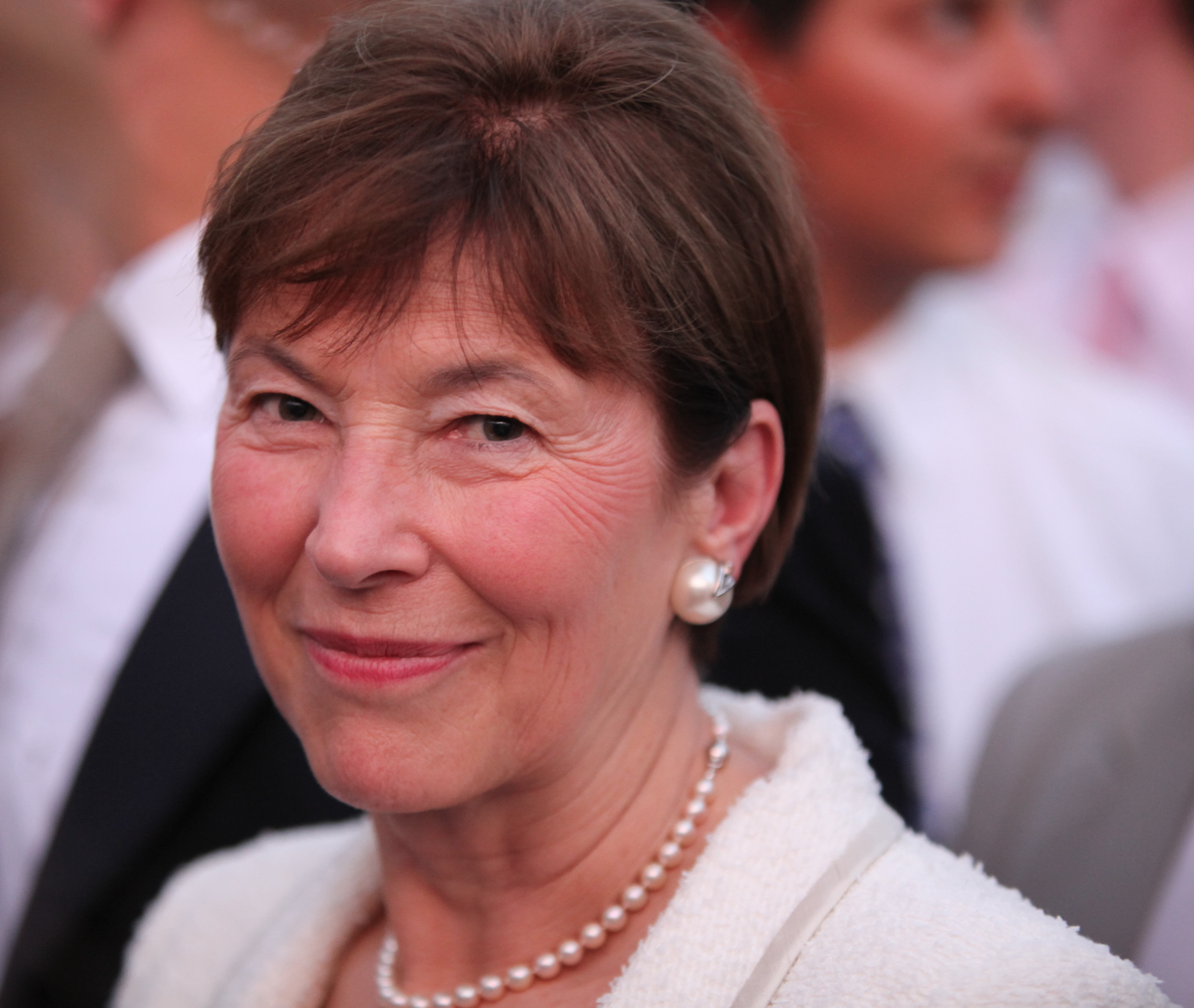
Eva Luise Köhler (* 1947)

###### Kohler, F
- Köhler, Felix (* 1984), deutscher Triathlet
- Köhler, Florian (1935–2013), deutscher Maler, Grafiker und Bildhauer
- Köhler, Florian (* 1994), deutscher Politiker (AfD), MdL Bayern
- Kohler, Foy D. (1908–1990), amerikanischer Diplomat
- Köhler, Frank (* 1971), deutsch-australischer Malakologe
- Köhler, Franz, deutscher Parteifunktionär (NSDAP)
- Köhler, Franz (1840–1919), deutscher Altphilologe, Gymnasiallehrer und Bibliothekar
- Köhler, Franz (1873–1941), deutscher Gewerkschafter und Vorsitzender des Deutschen Transportarbeiter-Verbandes
- Köhler, Friedhelm (* 1957), deutscher Psychologe, Manager, Unternehmensberater und Stiftungsvorstand
- Köhler, Friedrich, deutscher Erzgießermeister
- Köhler, Friedrich Arthur (1832–1919), preußischer Generalleutnant
- Köhler, Friedrich August (1768–1844), deutscher Theologe und Autor
- Kohler, Friedrich Sigmund (1795–1871), Schweizer Politiker und Richter
- Köhler, Friedrich Wilhelm (1740–1798), sächsischer evangelisch-lutherischer Pfarrer und Chronist
- Kohler, Friedrich Wilhelm (1754–1810), deutscher evangelischer Pfarrer und Schriftsteller
- Köhler, Fritz (1887–1972), deutscher Landschafts- und Marinemaler
- Köhler, Fritz (1895–1944), deutscher Widerstandskämpfer gegen den Nationalsozialismus
- Köhler, Fritz (1903–1962), deutscher Politiker (SPD)

###### Kohler, G
- Köhler, Georg (1900–1972), deutscher Fußballspieler
- Kohler, Georg (* 1945), Schweizer Emeritus für politische Philosophie
- Köhler, Georg Johann (1890–1944), deutscher Maler, Grafiker und Plakatkünstler
- Köhler, Georg Ludwig Egidius von (1734–1811), preußischer General der Kavallerie
- Köhler, Georg Wilhelm (1874–1929), deutscher Maschinenbauingenieur und Hochschullehrer
- Köhler, Georges J. F. (1946–1995), deutscher Biologe und Nobelpreisträger
- Köhler, Georgine (1846–1903), deutsche Schriftstellerin
- Köhler, Gerald (* 1959), deutscher Theaterwissenschaftler und Kustos
- Köhler, Gerald (* 1969), deutscher Game DesignerGerald Köhler (* 1969)

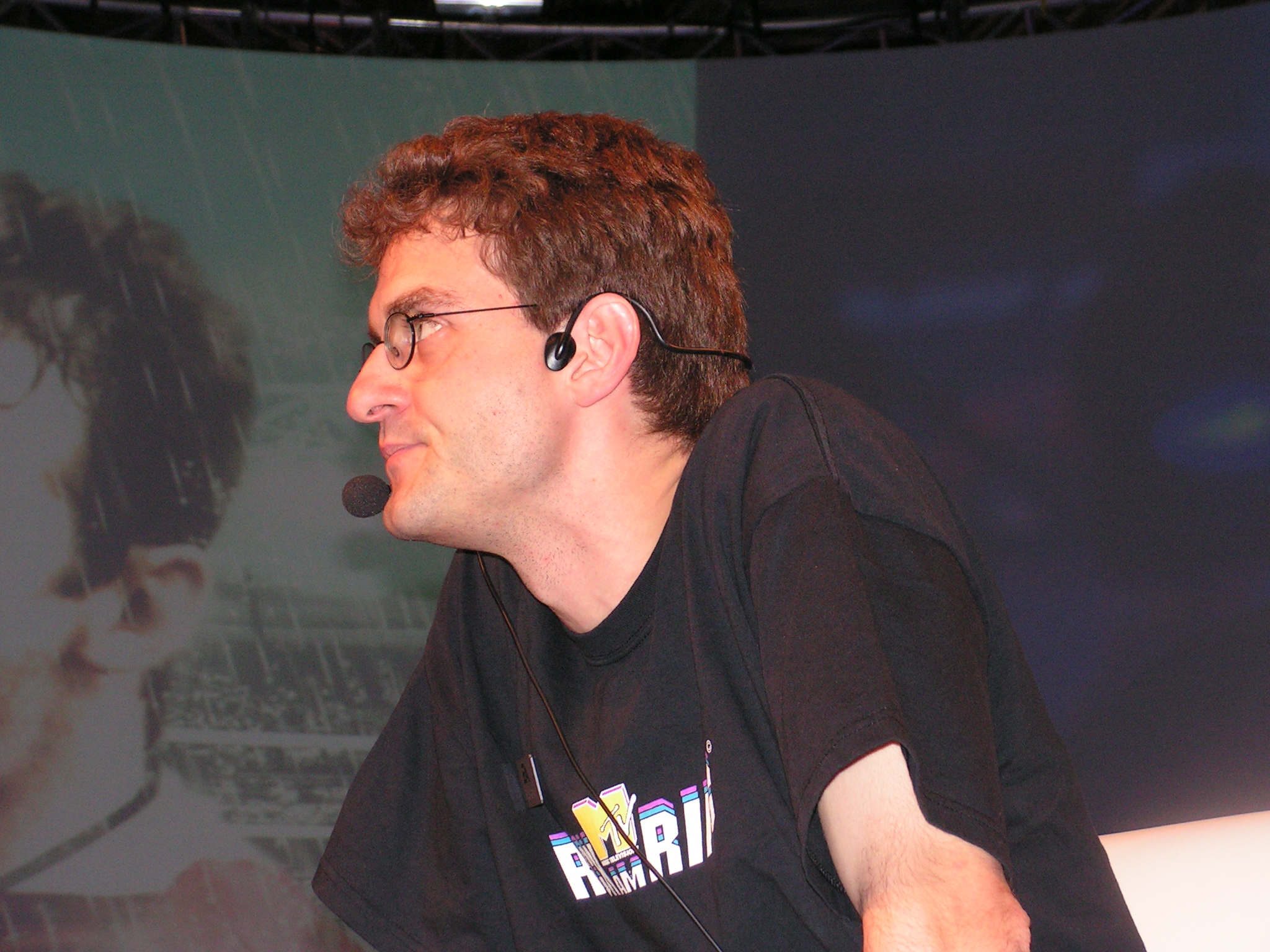
Gerald Köhler (* 1969)

- Köhler, Gerhard (* 1937), deutscher Beamter, Vizepräsident des Bundeskriminalamtes
- Köhler, Gerhard (* 1956), deutscher Unternehmer und Schachspieler
- Kohler, Gilles (* 1948), französischer Schauspieler
- Köhler, Gitte (* 1985), deutsche Badmintonspielerin
- Köhler, Gordon (* 1987), deutscher Politiker (AfD), MdL
- Köhler, Gotthart (1909–2006), deutscher Elektrotechniker und DDR-Nationalpreisträger
- Köhler, Gregor (1733–1819), deutscher Benediktinerpater und Theologe
- Kohler, Gun-Britt (* 1971), deutsche Slavistin
- Köhler, Gundolf (1959–1980), deutscher Neonazi und Attentäter
- Köhler, Günter (* 1950), deutscher Entomologe und Ökologe
- Köhler, Gunther (1965–2025), deutscher Herpetologe
- Köhler, Gustav (1806–1865), Historiker, Schriftsteller, Jurist, Vizepräsident der Oberlausitzischen Gesellschaft der Wissenschaften, Ritter des Herzoglich Sachsen-Ernestinischer Hausordens und korrespondierendes Mitglied verschiedener wissenschaftlicher Gesellschaften
- Köhler, Gustav (1818–1896), preußischer Generalleutnant
- Köhler, Gustav (1839–1923), deutscher Berginspektor und Direktor der Bergakademie Clausthal
- Köhler, Gustav (1859–1922), deutscher Porträt- und Genremaler
- Köhler, Gustav (1865–1947), deutscher Verwaltungsjurist und Kommunalbeamter
- Köhler, Gustav (1884–1960), deutscher Bildhauer
- Köhler, Gustav (1885–1952), deutscher Politiker (KPD), MdL Württemberg

###### Kohler, H
- Köhler, Hanna (1944–2011), deutsche Schauspielerin
- Köhler, Hanne (* 1958), deutsche evangelische Theologin
- Köhler, Hannelore (1929–2019), deutsche Malerin, Zeichnerin und Bildhauerin
- Köhler, Hanns Erich (1905–1983), deutscher Karikaturist und Grafiker
- Köhler, Hans (1842–1880), österreichischer Opernsänger (Bass)
- Kohler, Hans (1893–1962), deutscher Mediziner und Politiker (FDP/DVP), MdL
- Kohler, Hans (1896–1970), deutscher Politiker (SPD), MdL
- Köhler, Hans (1907–1998), deutscher Architekt und Baubeamter
- Köhler, Hans (1941–2024), deutscher Mediziner
- Kohler, Hans (* 1947), österreichischer Politiker (ÖVP)
- Köhler, Hans Joachim (1917–1997), deutscher Hippologe, Buchautor und Begründer der hannoverschen Reitpferde-Auktionen
- Köhler, Hans Joachim (* 1936), deutscher Musikwissenschaftler
- Köhler, Hans-Ulrich (* 1944), deutscher Politiker (CDU), MdV, MdB
- Köhler, Hans-Uwe L. (1948–2022), deutscher Autor, Redner und Verkaufstrainer
- Köhler, Harriet (* 1977), deutsche Journalistin und Autorin
- Köhler, Hartmut (1940–2012), deutscher Romanist und Übersetzer
- Köhler, Heinrich (1495–1563), Lübecker Kaufmann und Ratsherr
- Köhler, Heinrich (1576–1641), Bürgermeister der Hansestadt Lübeck
- Köhler, Heinrich (1685–1737), deutscher Philosoph
- Köhler, Heinrich (1823–1898), deutscher Forstmann
- Köhler, Heinrich (1830–1903), deutscher Architekt und Hochschullehrer
- Köhler, Heinrich (1836–1907), deutscher Ingenieur und Unternehmer
- Köhler, Heinrich (1852–1920), deutscher Schriftsteller
- Köhler, Heinrich (1859–1924), deutscher Politiker, Landtagsabgeordneter Großherzogtum Hessen
- Köhler, Heinrich (1878–1949), deutscher Politiker (CDU), MdL, MdR
- Köhler, Heinrich (1881–1945), deutscher Philatelist und Auktionator
- Köhler, Heinrich (1895–1967), deutscher Kommunalpolitiker und Bau-Verwaltungs-Manager
- Köhler, Heinrich Gottlieb (1779–1849), deutscher Mathematiker und Hochschullehrer
- Köhler, Heinrich Karl Ernst (1765–1838), deutscher Archäologe und Numismatiker
- Köhler, Heinz (1928–1986), deutscher Verleger in der DDR
- Köhler, Heinz (* 1942), deutscher Politiker (SPD), MdL, MdB, MdEP
- Köhler, Heinz Dieter (1926–2019), deutscher Hörspiel- und Theaterregisseur
- Kohler, Heinz-Peter (* 1935), Schweizer Aquarellist, Zeichner, Radierer
- Köhler, Helga (1925–2014), deutsche Springreiterin
- Köhler, Helmut (1928–2009), deutscher Politiker (SPD), MdL
- Köhler, Helmut (1931–1990), deutscher Chemiker
- Köhler, Helmut (* 1944), deutscher Rechtswissenschaftler, Richter am Oberlandesgericht
- Köhler, Henning (* 1938), deutscher Historiker
- Köhler, Henning (1951–2021), deutscher Pädagoge, Kinder- und Jugendtherapeut und Buchautor
- Köhler, Henriette (1813–1890), deutsche Schriftstellerin
- Köhler, Henry (1964–2013), deutscher Autor, Redakteur und historischer Dokumentarfilmregisseur
- Köhler, Herbert (1906–1982), deutscher Autor, Mundartdichter des sächsischen Vorerzgebirges
- Köhler, Herbert W. (1919–2001), deutscher Politiker (CDU), MdB, MdEP
- Köhler, Hermann (1906–1945), österreichischer Widerstandskämpfer, KPÖ-Funktionär und NS-Opfer
- Köhler, Hermann (* 1950), deutscher Leichtathlet und Olympiateilnehmer
- Köhler, Hermann Adolph (1834–1879), deutscher Mediziner und Chemiker
- Köhler, Hieronymus (1713–1774), Kommandant der Festung Ziegenhain und landgräflicher Gouverneur der Grafschaft Ziegenhain
- Köhler, Horst (1924–1984), deutscher Diplomat, Botschafter der DDR
- Köhler, Horst (* 1927), deutscher Fußballspieler
- Köhler, Horst (* 1938), deutscher Dressurreiter
- Köhler, Horst (1943–2025), deutscher Politiker (CDU), Bundespräsident (2004–2010)Horst Köhler (1943–2025)

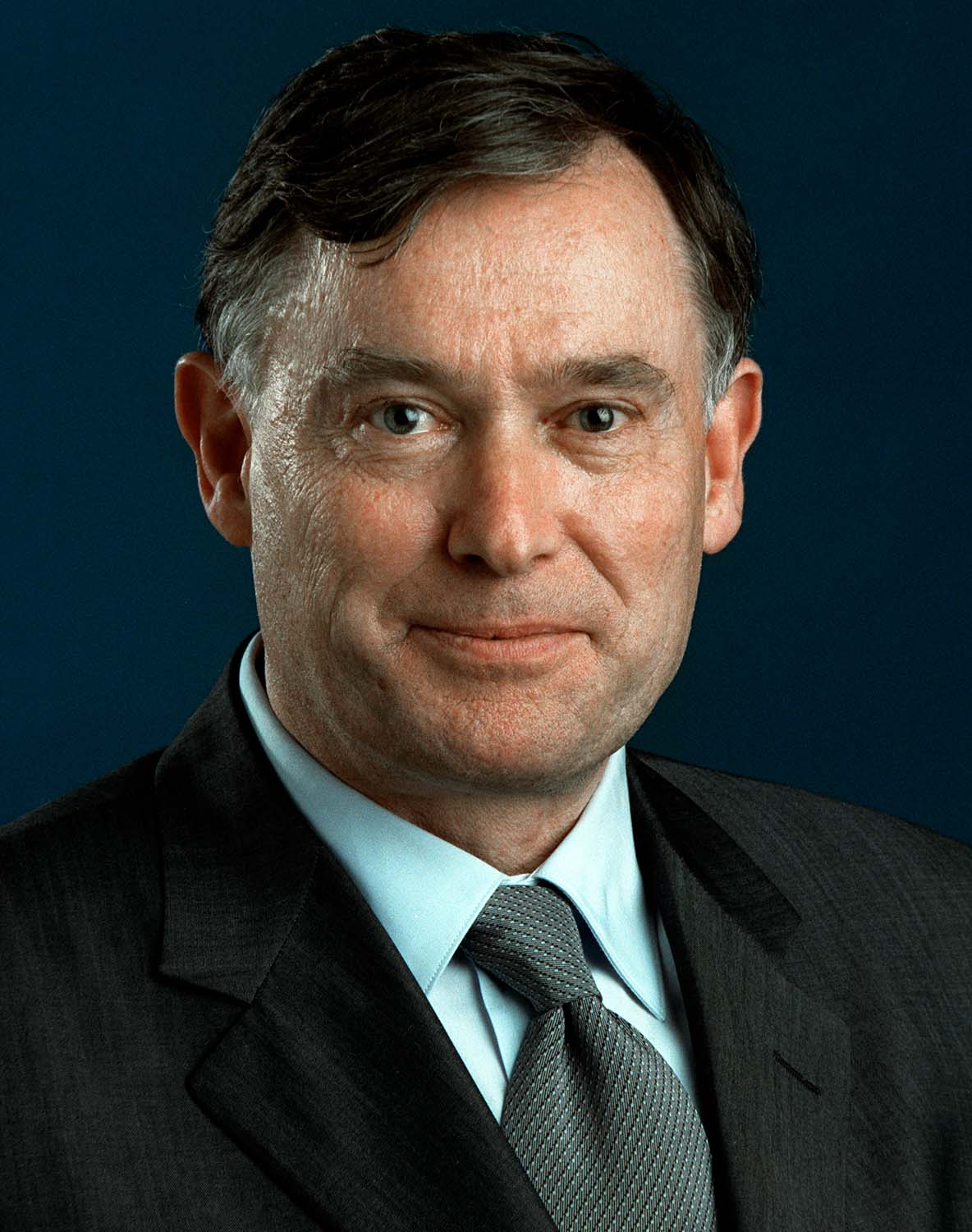
Horst Köhler (1943–2025)

###### Kohler, I
- Köhler, Irene (1918–1984), deutsche Funktionärin, Abteilungsleiterin des ZK der SED
- Kohler, Ivo (1915–1985), österreichischer Psychologe

###### Kohler, J
- Kohler, Jacob A. (1835–1916), US-amerikanischer Jurist und Politiker
- Köhler, Jacob Johann (1698–1757), estnischer Drucker
- Köhler, Jan (* 1971), deutscher Fußballspieler
- Köhler, Jan (* 1975), deutscher Politiker (Bündnis 90/Die Grünen), MdBB
- Köhler, Jana (* 1986), deutsche Beachvolleyballspielerin
- Köhler, Janet (* 1987), deutsche Badminton- und Crossmintonspielerin
- Köhler, Joachim (1935–2024), deutscher römisch-katholischer Theologe, Kirchenhistoriker und Hochschullehrer
- Köhler, Joachim (* 1952), deutscher Philosoph und Schriftsteller
- Kohler, Jochen (* 1975), deutscher Politiker (CSU), MdL
- Köhler, Johann (1751–1814), Ratsherr der Hansestadt Lübeck
- Kohler, Johann (1839–1916), österreichischer Lehrer, Maler und Politiker
- Köhler, Johann (1920–2007), deutscher Wirtschaftswissenschaftler und Hochschullehrer
- Köhler, Johann August (1805–1886), deutscher evangelisch-lutherischer Pfarrer und Schulrat
- Köhler, Johann Bernhard (1742–1802), deutscher Orientalist, Rechtshistoriker und Übersetzer
- Köhler, Johann Christian (1714–1761), Frankfurter Orgelbauer
- Köhler, Johann David (1684–1755), deutscher Historiker, Numismatiker und Heraldiker
- Köhler, Johann Friedrich (1756–1820), deutscher evangelisch-lutherischer Theologe und Schriftsteller
- Köhler, Johann Gottfried (1745–1800), deutscher Astronom
- Köhler, Johann Heinrich (1669–1736), sächsischer Goldschmied und Hofjuwelier
- Köhler, Johann Jakob (1712–1779), deutscher evangelisch-lutherischer Pfarrer und Historiker
- Kohler, Johann Michael (1681–1767), deutscher Chirurg, Perückenmacher und als Politiker langjähriger Bürgermeister von Tübingen
- Köhler, Johann Tobias (1720–1768), deutscher Numismatiker und Hochschullehrer
- Köhler, Johanna (* 1939), deutsche Politikerin (CDU), MdV, MdL
- Köhler, Johannes (1896–1976), deutscher Maler
- Köhler, Johannes Ernst (1910–1990), deutscher Organist
- Kohler, Johannes Ignaz (1908–1994), deutscher Maler und Grafiker
- Köhler, Johannes R. (1933–2022), deutscher Komponist, Musiker und Autor
- Kohler, John Michael (1844–1900), US-amerikanischer Unternehmer und Kommunalpolitiker
- Köhler, Jörg (1960–2005), deutscher Radrennfahrer
- Köhler, Jörn (* 1970), deutscher Herpetologe
- Kohler, Josef (1849–1919), deutscher Jurist
- Köhler, Joseph (1904–2001), deutscher Hotelier
- Köhler, Joseph (1920–2011), deutscher Politiker (CDU), MdL
- Köhler, Julia-Maria (* 1978), deutsche Schauspielerin
- Köhler, Juliane (* 1965), deutsche Schauspielerin und HörspielsprecherinJuliane Köhler (* 1965)

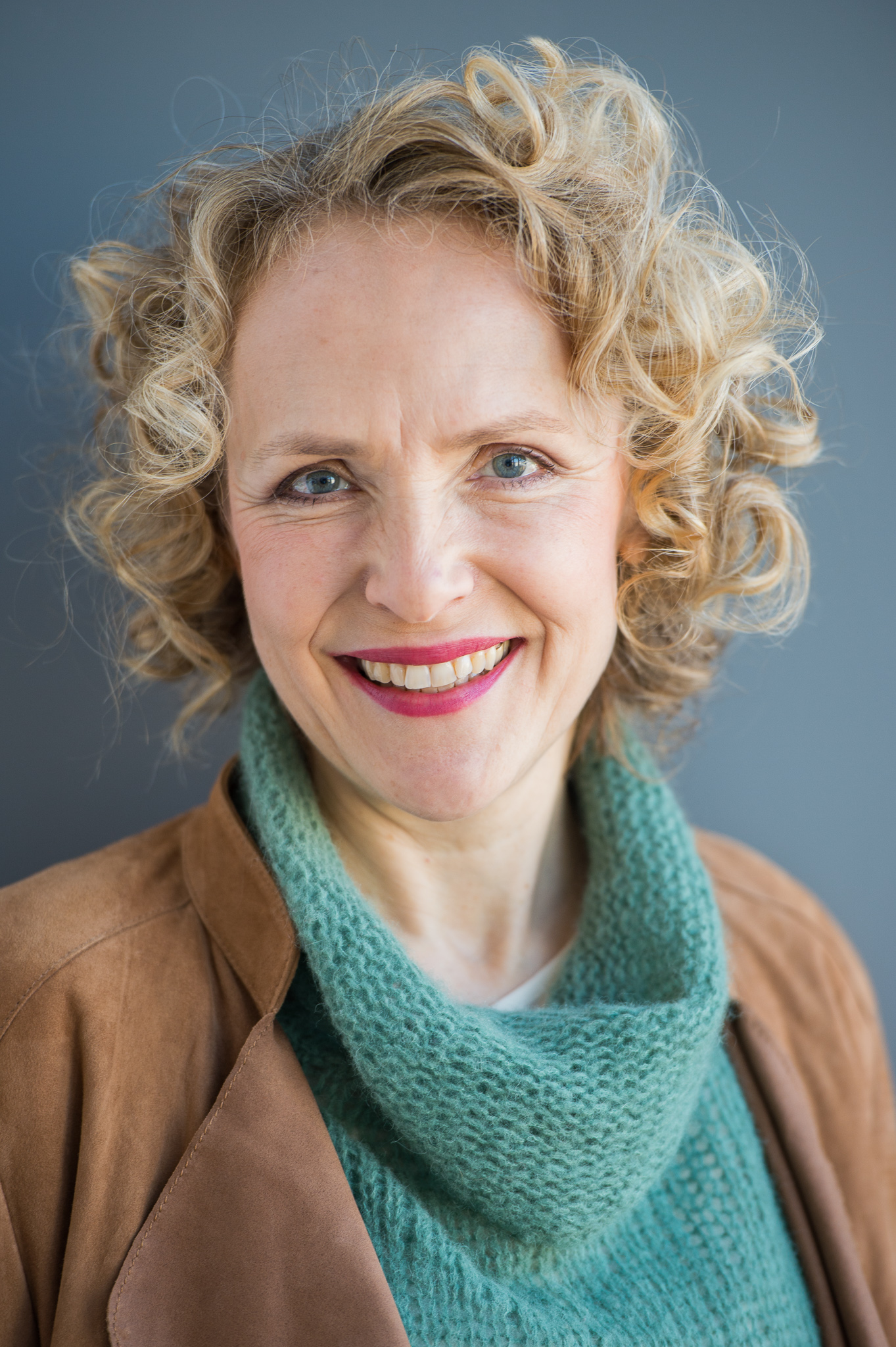
Juliane Köhler (* 1965)

- Köhler, Julius (1869–1947), deutscher evangelisch-lutherischer Theologe
- Kohler, Jürgen (* 1953), deutscher Rechtswissenschaftler und Hochschullehrer
- Köhler, Jürgen (* 1954), deutscher Zeichner
- Kohler, Jürgen (* 1965), deutscher Fußballspieler und -trainerJürgen Kohler (* 1965)

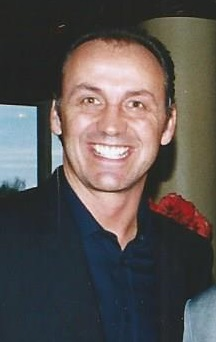
Jürgen Kohler (* 1965)

###### Kohler, K
- Kohler, Kara (* 1991), US-amerikanische Ruderin
- Köhler, Kara-Christin (* 1993), deutsche Romanautorin
- Köhler, Karen (* 1974), deutsche Schauspielerin, Illustratorin, Performance-Künstlerin, Theaterautorin und Schriftstellerin
- Köhler, Karl (1799–1847), deutscher Pfarrer, Landtagsabgeordneter Großherzogtum Hessen
- Köhler, Karl (1815–1894), Landtagsabgeordneter Großherzogtum Hessen
- Köhler, Karl (1825–1876), deutscher Illustrator und Kostümkundler
- Köhler, Karl (1832–1895), deutscher evangelischer Theologe
- Köhler, Karl (1847–1912), deutscher Generalarzt
- Köhler, Karl (1868–1944), deutscher Politiker (SPD)
- Köhler, Karl (* 1928), deutscher Fußballspieler
- Köhler, Karl A. (* 1942), deutscher Diplomat und Botschafter
- Köhler, Karl Christian (1827–1890), deutscher Maler und Kunstverleger
- Köhler, Karl-Erik (1895–1958), deutscher General der Kavallerie im Zweiten Weltkrieg
- Köhler, Karl-Heinz (1928–1997), deutscher Musikwissenschaftler
- Köhler, Karl-Heinz (* 1937), deutscher Maler und Grafiker
- Köhler, Karl-Heinz (* 1943), deutscher Lehrer und Entwicklungshelfer
- Köhler, Karl-Ulrich (* 1956), deutscher Manager
- Köhler, Käthe (1913–2001), deutsche Wasserspringerin
- Kohler, Kaufmann (1843–1926), US-amerikanischer Reform-Rabbiner
- Köhler, Kevin (* 1987), deutscher Musicalsänger
- Kohler, Klaus J. (* 1935), deutscher Phonetiker
- Köhler, Klaus-Dieter (* 1959), deutscher Theaterregisseur und Autor
- Köhler, Klaus-Peter (* 1943), deutscher Politiker (FDP), MdEP
- Kohler, Konstantin (1939–2023), deutscher Geistlicher, Generalvikar im Bistum Augsburg
- Kohler, Kornelia, deutsche Handballspielerin
- Köhler, Kurt (1911–1990), deutscher Widerstandskämpfer und Oberst der NVA

###### Kohler, L
- Köhler, Leon (* 1999), deutscher Automobilrennfahrer
- Köhler, Leon (* 2000), deutscher Eishockeyspieler
- Köhler, Lorenz Christian (* 1972), deutscher Schauspieler, Regisseur und Produzent
- Köhler, Lothar (1925–2008), deutscher Sportfunktionär
- Köhler, Lothar (* 1938), deutscher Politiker (LDPD)
- Köhler, Lotte (1919–2011), deutsch-amerikanische Germanistin und Vertraute von Hannah Arendt
- Köhler, Lotte (1925–2022), deutsche Psychoanalytikerin und Unternehmerin
- Köhler, Louis (1820–1886), deutscher Pianist, Dirigent und Komponist
- Köhler, Ludwig (1819–1864), deutscher Schriftsteller
- Köhler, Ludwig (1880–1956), Schweizer reformierter Theologe
- Köhler, Ludwig von (1868–1953), deutscher Rechtswissenschaftler, Innenminister in Württemberg
- Köhler, Lukas (* 1986), deutscher Politiker (FDP), MdB
- Kohler, Lukas (* 1987), deutscher FußballspielerLukas Kohler (* 1987)

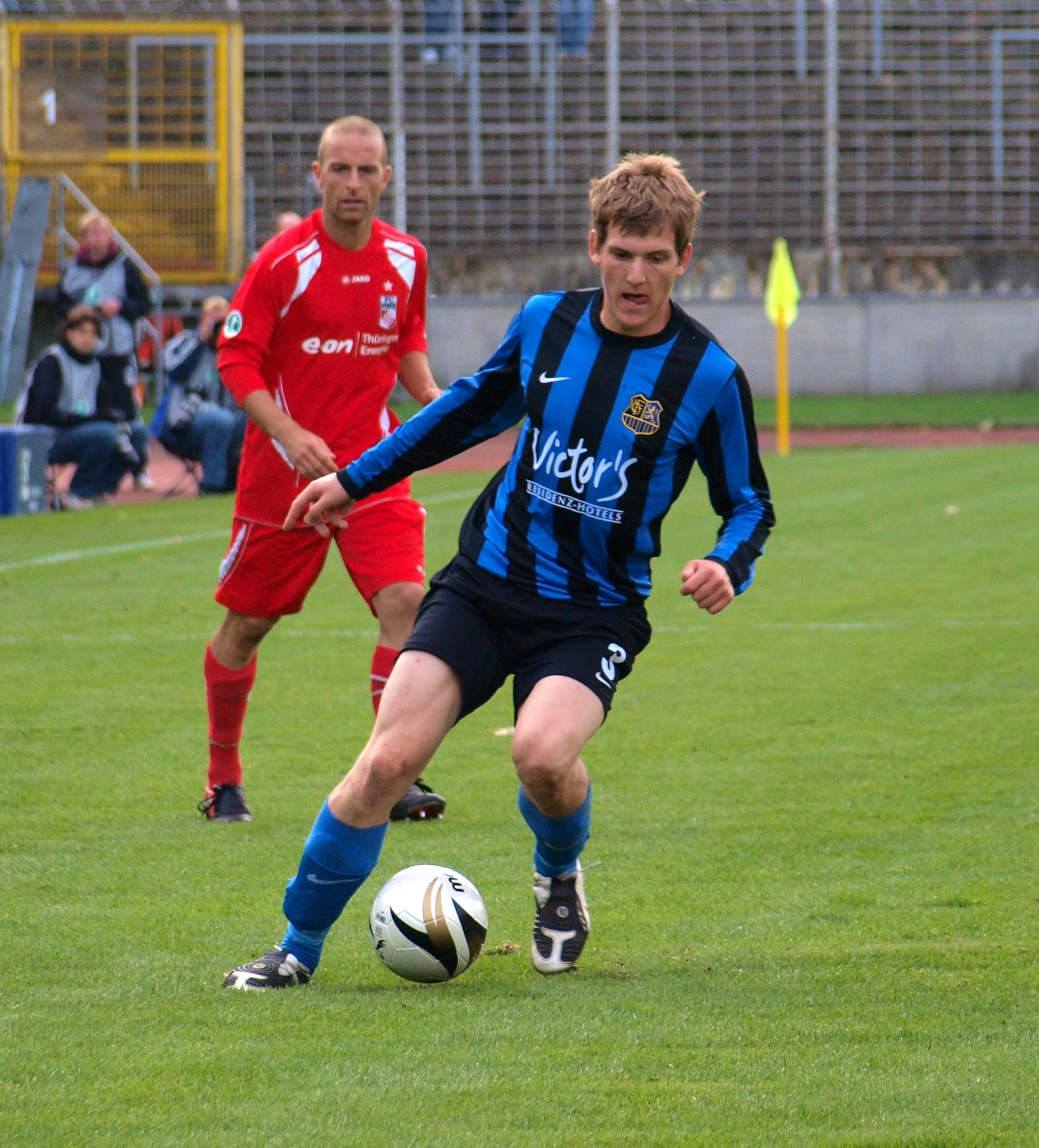
Lukas Kohler (* 1987)

- Köhler, Lutz (* 1945), deutscher Dirigent und Hochschullehrer

###### Kohler, M
- Köhler, Maik (1976–2021), deutscher Kommunalpolitiker (CDU)
- Köhler, Manfred (* 1955), deutscher Landschaftsarchitekt, Ökologe und Planer
- Köhler, Manfred R. (1927–1991), deutscher Synchronregisseur, Drehbuchautor und Filmregisseur
- Kohler, Marcel (* 1991), deutscher Schauspieler
- Kohler, Marco (* 1997), Schweizer Skirennfahrer
- Köhler, Marcus (* 1967), deutscher Jurist, Richter am Bundesgerichtshof
- Köhler, Marga (1867–1921), deutsche Theater- und Stummfilmschauspielerin
- Köhler, Maria Theresia (1855–1917), deutsche Ordensfrau und Generaloberin
- Kohler, Marie Christine (1876–1943), US-amerikanische Sozialaktivistin und Wohltäterin
- Köhler, Marina (* 1954), deutsche Schauspielerin und Synchronsprecherin
- Kohler, Martin (1894–1973), deutscher Politiker (NSDAP), MdR
- Kohler, Martin (* 1985), Schweizer Radrennfahrer
- Kohler, Matthias (* 1991), deutscher Fußballtrainer
- Köhler, Max (1886–1920), deutscher Maler und Zeichner
- Kohler, Max (1911–1982), deutscher Physiker und Hochschullehrer
- Kohler, Max (1919–2001), Schweizer Maler und Grafiker
- Köhler, Max (1942–2015), deutscher Maler, Fotograf und Autor
- Köhler, Maxim (1908–1959), deutscher Maler und Grafiker
- Köhler, Mela (1885–1960), österreichisch-schwedische Grafikerin und Mitarbeiterin der Wiener Werkstätte
- Köhler, Michael (* 1944), deutscher Rennrodler, MdV (FDJ)
- Köhler, Michael (1945–2022), deutscher Rechtswissenschaftler
- Köhler, Michael (1946–2005), deutscher Literaturwissenschaftler, Autor, Verleger und Ausstellungskurator
- Köhler, Michael (* 1956), deutscher Chemiker
- Köhler, Michael (* 1958), deutscher Islamwissenschaftler
- Köhler, Michael (* 1965), deutscher Musiker und Kapellmeister
- Köhler, Michael (* 1984), deutscher Handballspieler

###### Kohler, N
- Köhler, Nino, deutscher Attentäter
- Kohler, Norbert (1926–2014), deutscher Journalist
- Kohler, Norbert (1930–2003), deutscher Ringer

###### Kohler, O
- Köhler, Oskar (1861–1930), deutscher Gutsbesitzer und Politiker, MdL
- Köhler, Oskar (1909–1996), deutscher Historiker
- Köhler, Oswin (1911–1996), deutscher Afrikanist
- Kohler, Ottmar (1908–1979), deutscher Arzt und Romanfigur
- Köhler, Otto (1897–1960), deutscher Politiker (DVP, FDP), MdB
- Köhler, Otto (1903–1976), deutscher Opernsänger (Bariton) und Gesangspädagoge
- Kohler, Otto (1909–1984), deutscher Geistlicher und NS-Opfer
- Köhler, Otto (* 1935), deutscher Journalist und PublizistOtto Köhler (* 1935)

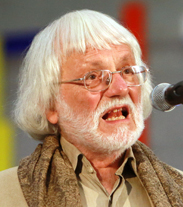
Otto Köhler (* 1935)

###### Kohler, P
- Köhler, Peter (* 1957), deutscher Schriftsteller
- Köhler, Peter (* 1963), deutscher Fußballspieler
- Köhler, Philipp (1859–1911), deutscher Landwirt, Bürgermeister und Politiker (HBB), MdR
- Kohler, Pierre (1887–1956), Schweizer Sprachwissenschaftler
- Kohler, Pierre (* 1964), Schweizer Politiker (CVP)

###### Kohler, R
- Kohler, Reiner (1944–1995), deutscher Schauspieler
- Köhler, Reinhard (1818–1866), Landtagsabgeordneter Waldeck
- Köhler, Reinhard (* 1951), deutscher Sprachwissenschaftler
- Köhler, Reinhold (1825–1873), deutscher Mediziner und Hochschullehrer
- Köhler, Reinhold (1830–1892), deutscher Literaturhistoriker und Bibliothekar
- Köhler, Renate (1938–2014), deutsche Politikerin (DVU), MdL
- Kohler, Richard, US-amerikanischer technischer Wracktaucher und Historiker für Schiffswracks
- Köhler, Richard (1886–1964), tschechoslowakischer Politiker
- Köhler, Richard (1916–1948), deutscher Kommandoführer im Zwangsarbeitslager OhrdrufRichard Köhler (1916–1948)

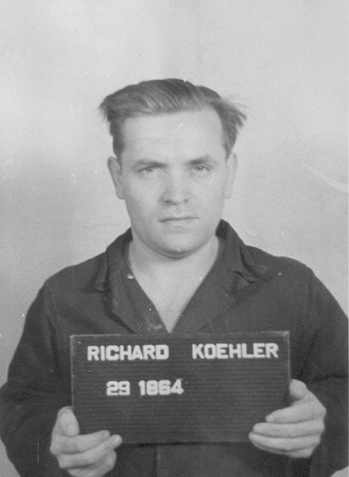
Richard Köhler (1916–1948)

- Köhler, Richard (1936–2020), deutscher Wirtschaftswissenschaftler und Hochschullehrer
- Köhler, Robert (* 1993), deutscher Schauspieler
- Kohler, Robert E. (* 1937), US-amerikanischer Chemiker und Wissenschaftshistoriker
- Kohler, Roland (* 1953), deutscher Dirigent und Komponist
- Köhler, Roland (* 1955), Schweizer Verleger von Büchern und Zeitschriften
- Köhler, Roland (* 1956), deutscher Ju-Jutsu-Bundestrainer und Teamchef der Nationalmannschaft im Ju-Jutsu
- Köhler, Rolf (1951–2007), deutscher Sänger, Musiker und Musikproduzent
- Köhler, Rolf-Georg (* 1951), deutscher Politiker (SPD)
- Kohler, Rudolf (* 1869), deutscher Verwaltungsjurist und Bezirksamtmann

###### Kohler, S
- Köhler, Siegfried (1923–2017), deutscher Dirigent und Komponist
- Köhler, Siegfried (1927–1984), deutscher Komponist
- Köhler, Siegfried (* 1935), deutscher Radrennfahrer
- Köhler, Siegfried (* 1944), deutscher Volleyball-Trainer
- Kohler, Simon (1916–1990), Schweizer Politiker
- Kohler, Stefan (1894–1964), österreichischer Politiker und Zahnarzt in Vorarlberg
- Köhler, Stefan (* 1967), deutscher Agrarökonom und Politiker (CSU), MdEP
- Köhler, Stefan (* 1981), deutscher American-Football-Spieler
- Köhler, Stefan (* 1989), deutscher Volleyball- und Beachvolleyballspieler
- Kohler, Stephan (1952–2020), deutscher Manager
- Köhler, Sven (* 1966), deutscher FußballspielerSven Köhler (* 1966)

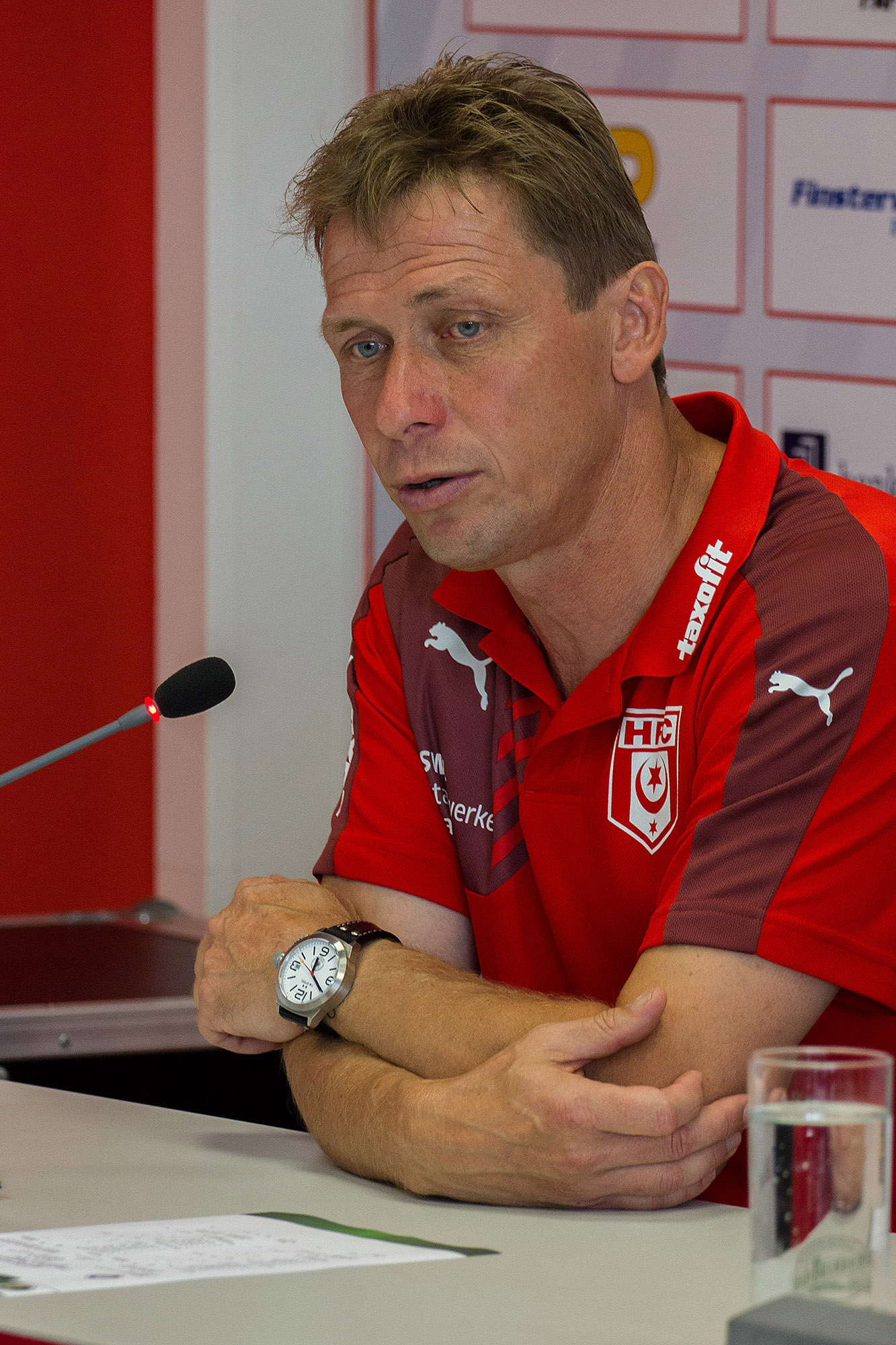
Sven Köhler (* 1966)

- Köhler, Sven (* 1996), deutscher Fußballspieler
- Köhler, Synke (* 1970), deutsche Schriftstellerin

###### Kohler, T
- Köhler, Theodor Heinz (1918–1944), deutscher Schriftsteller und Kulturjournalist
- Köhler, Theodor Wolfram (* 1936), deutscher Philosoph, Psychologe und Theologe
- Kohler, Thomas, deutscher Filmeditor
- Köhler, Thomas (* 1940), deutscher Rennrodler
- Köhler, Thomas (* 1949), deutscher Psychologe, Mediziner sowie Mathematiker
- Köhler, Thomas (* 1966), deutscher Kunsthistoriker
- Köhler, Thomas (* 1967), deutscher Fußballspieler und -trainer
- Köhler, Thomas R., deutscher Sachbuchautor, Unternehmensberater und Hochschullehrer
- Köhler, Thorsten (* 1978), deutscher Schauspieler
- Köhler, Tilmann (* 1979), deutscher Theaterregisseur
- Köhler, Tim (* 2005), deutscher Fußballtrainer
- Kohler, Tom (* 1993), kanadisch-schweizerischer Eishockeyspieler

###### Kohler, U
- Köhler, Uli (* 1951), deutscher Fernsehmoderator und FußballkommentatorUli Köhler (* 1951)

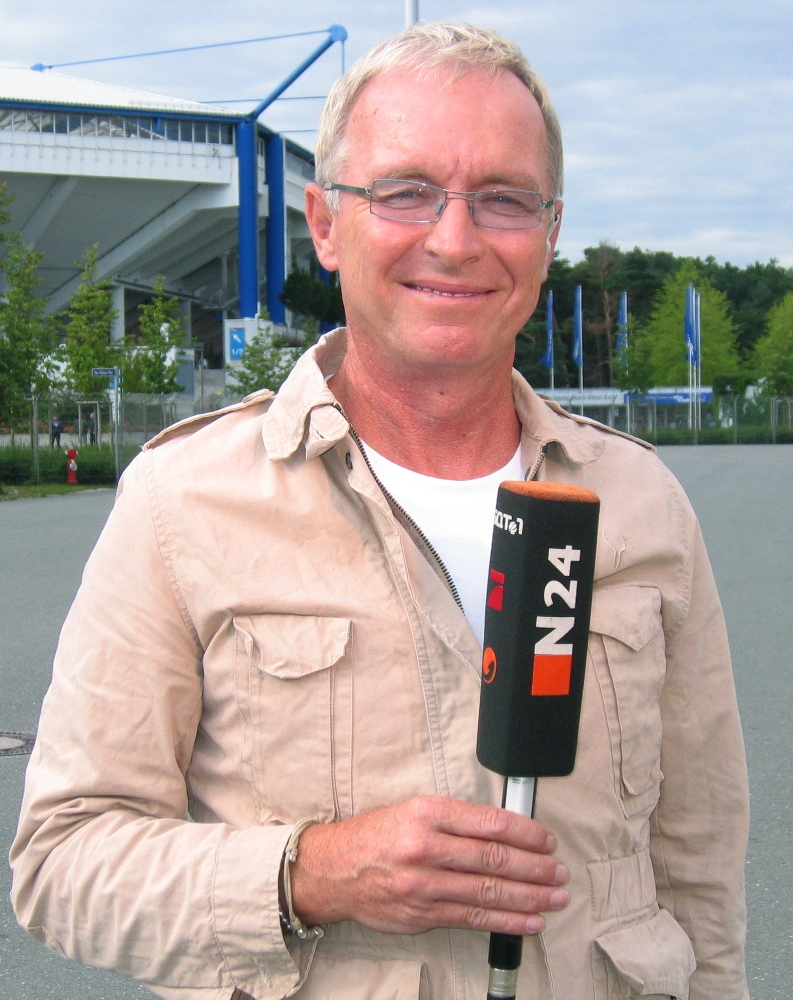
Uli Köhler (* 1951)

- Köhler, Ulrich (1838–1903), deutscher Althistoriker und Epigraphiker
- Köhler, Ulrich (1937–2016), deutscher Ethnologe und Altamerikanist
- Köhler, Ulrich (* 1969), deutscher Filmregisseur
- Köhler, Ulrike, deutsche Juristin, Richterin am Bundesfinanzhof

###### Kohler, V
- Köhler, Volkmar (1930–2012), deutscher Politiker (CDU), MdB

###### Kohler, W
- Köhler, W. Alexander (1885–1931), deutscher Theaterschauspieler und Kunstkritiker
- Köhler, Waldo (1909–1992), deutscher Maler und Grafiker
- Köhler, Walter (1897–1989), deutscher Politiker (NSDAP), MdR und Ministerpräsident von Baden
- Kohler, Walter (1903–1945), deutscher Kunst- und Glasmaler
- Kohler, Walter junior (1904–1976), US-amerikanischer Politiker
- Kohler, Walter senior (1875–1940), US-amerikanischer Politiker
- Köhler, Walther (1870–1946), deutscher evangelischer Theologe und Kirchenhistoriker
- Köhler, Wedeli (1949–2011), deutscher Musiker des Gypsy-Jazz (Violine, früher auch Gitarre)
- Köhler, Wenzel († 1546), deutscher Humanist, Philologe und Mediziner
- Köhler, Wenzel (1906–1987), deutscher Politiker (GB/BHE, GdP), MdL Bayern
- Köhler, Werner (* 1920), deutscher Fußballspieler
- Köhler, Werner (1929–2021), deutscher Mikrobiologe, Immunologe und Ethnologe
- Köhler, Werner (* 1956), deutscher Schriftsteller, ehemaliger Veranstalter eines Literaturfestivals, ehemaliger Verleger
- Köhler, Wilhelm (1858–1945), deutscher Verwaltungsjurist und Unterstaatssekretär
- Kohler, Wilhelm (1896–1968), deutscher Generalstabsoffizier, zuletzt Generalleutnant der Wehrmacht im Zweiten Weltkrieg
- Köhler, Wilhelm (1897–1962), deutscher Unternehmer und Verbandsfunktionär
- Köhler, Wilhelm (1901–1985), deutscher Jurist
- Kohler, Wilhelm (* 1954), österreichischer Ökonom
- Köhler, Wilhelm Ludwig (1821–1908), deutscher Jurist und Landgerichtsdirektor
- Köhler, Willi (1907–1977), deutscher Journalist
- Köhler, Willibald (1886–1976), deutscher Schriftsteller und Lehrer
- Köhler, Willy (1907–1992), deutscher Geschäftsführer
- Köhler, Willy (1908–1979), deutscher Werbefachmann, Werbeberater, Werbetexter, Autor und Drehbuchautor
- Kohler, Willy (* 1962), Schweizer Eishockeyspieler und -trainer
- Köhler, Winfried (* 1930), deutscher Architekt
- Kohler, Wolf-Dieter (1928–1985), deutscher Kunst- und Glasmaler
- Köhler, Wolfgang (1887–1967), Mitbegründer der Gestaltpsychologie bzw. der GestalttheorieWolfgang Köhler (1887–1967)

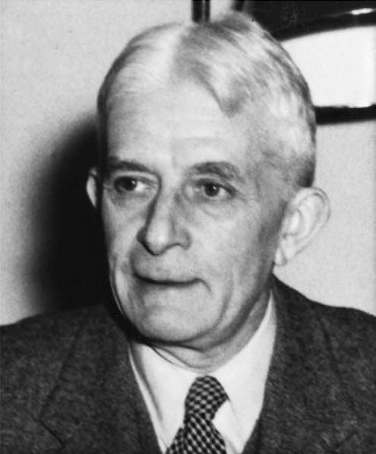
Wolfgang Köhler (1887–1967)

- Köhler, Wolfgang (1923–2003), deutscher Komponist und Organist
- Köhler, Wolfgang (1941–2017), deutscher Mathematiker und Biostatistiker
- Köhler, Wolfgang (* 1947), deutscher Journalist
- Köhler, Wolfgang (* 1960), deutscher Jazz-Pianist und Hochschullehrer
- Köhler, Wolfram (1924–1999), deutscher Journalist
- Köhler, Wolfram (* 1968), deutscher Politiker (CDU), MdL

###### Kohler-A
- Köhler-Achenbach, Klaus (1912–1988), deutscher Maler

###### Kohler-G
- Kohler-Gehrig, Eleonora (* 1955), deutsche Hochschullehrerin und Autorin
- Köhler-Geib, Fritzi (* 1978), deutsche Volkswirtin

###### Kohler-H
- Köhler-Haußen, Ernst (1872–1946), deutscher Journalist und Schriftsteller
- Köhler-Helffrich, Heinrich (1904–1960), deutscher Theaterintendant

###### Kohler-I
- Köhler-Irrgang, Ruth (1900–1969), deutsche Schriftstellerin

###### Kohler-K
- Köhler-Kliefert, Brigitte (1924–2001), deutsche Malerin und Grafikerin
- Kohler-Koch, Beate (* 1941), deutsche Politikwissenschaftlerin

###### Kohler-R
- Köhler-Richter, Emmy (1918–2013), deutsche Balletttänzerin und Choreografin
- Köhler-Rieckenberg, Ingeborg (1914–2015), deutsche Volkswirtin
- Köhler-Roeber, Minna (1883–1957), deutsche impressionistische Malerin
- Köhler-Rollefson, Ilse (* 1953), deutsche ethnologische Veterinärin

###### Kohler-S
- Kohler-Spiegel, Helga (* 1962), österreichische römisch-katholische Theologin

###### Kohler-Z
- Köhler-Zülch, Ines (1941–2019), deutsche Autorin

###### Kohlerm
- Kohlermann, Otto (1896–1984), deutscher Offizier, zuletzt Generalleutnant im Zweiten Weltkrieg
- Kohlermann, Rudolf (* 1915), deutscher Politiker (NDPD), MdV

###### Kohlert
- Köhlert, Bernd (1942–1964), deutscher Söldner
- Köhlert, Lutz (1927–2012), deutscher Regisseur, Drehbuchautor und Hochschullehrer
- Köhlert, Mats (* 1998), deutscher Fußballspieler und Schauspieler
- Kohlert, Werner (* 1939), deutscher Kameramann und Dokumentarfilmregisseur
- Kohlert, Yvonne (1963–2009), deutsche Bauingenieurin

#### Kohlf
- Kohlfürst, Ludwig (1840–1929), österreichischer Techniker
- Kohlfürst, Sarina (* 1993), österreichische Badmintonspielerin

#### Kohlg
- Kohlgraf, Peter (* 1967), deutscher römisch-katholischer Geistlicher, Bischof von MainzPeter Kohlgraf (* 1967)

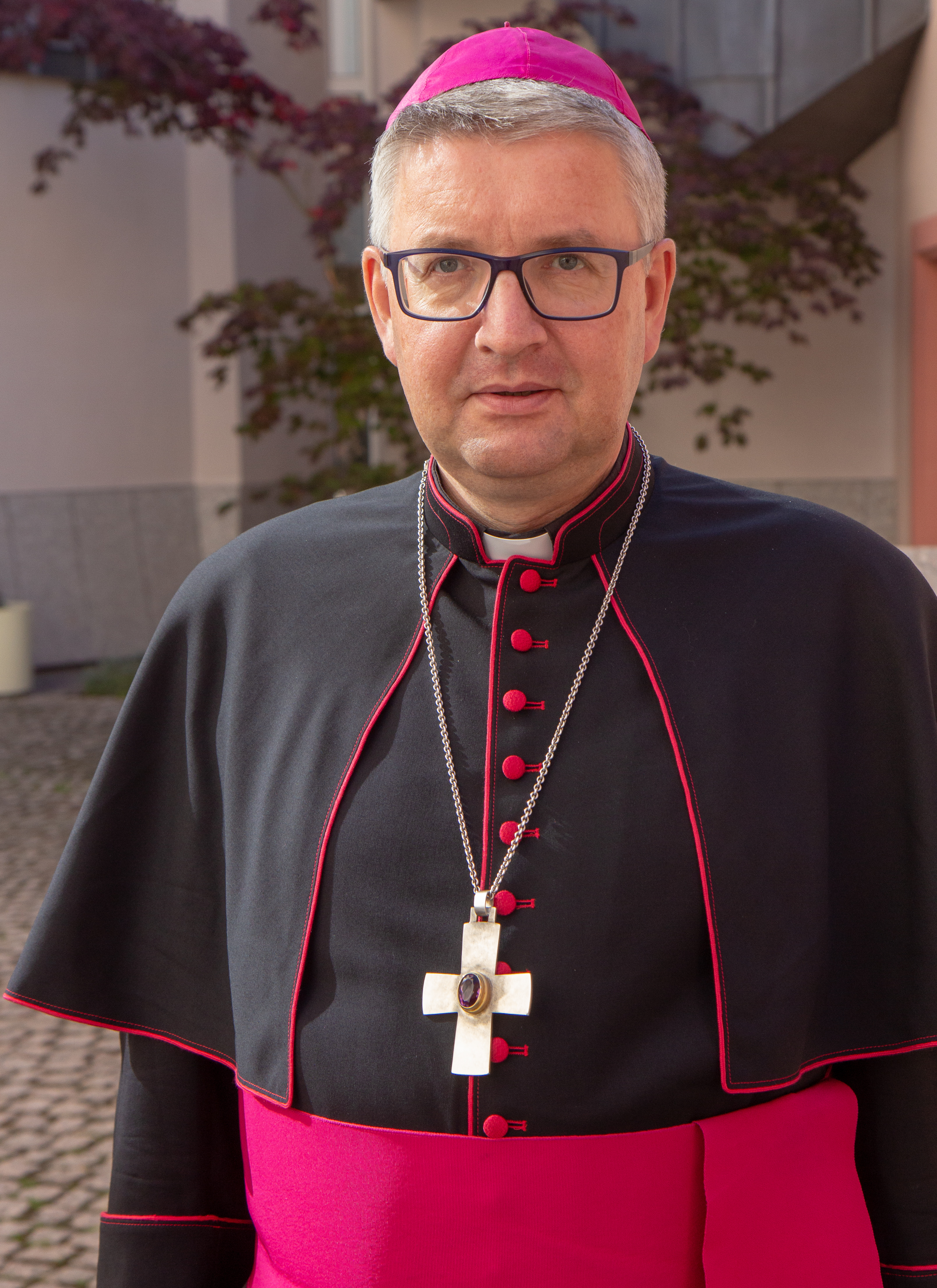
Peter Kohlgraf (* 1967)

#### Kohlh
- Kohlhaas, Carl von (1829–1907), württembergischer Jurist
- Kohlhaas, Daniel (* 1979), deutscher Thrillerautor
- Kohlhaas, Ekkehard (1944–2017), deutscher Bundesanwalt
- Kohlhaas, Emmanuela (* 1961), deutsche Benediktinerin und Priorin in Köln und Düsseldorf
- Kohlhaas, Heinz (1912–1993), deutscher Boxer
- Kohlhaas, Johann Jakob (1747–1811), deutscher Mediziner und Botaniker
- Kohlhaas, Johannes der Ältere (1691–1757), deutscher Orgelbauer
- Kohlhaas, Karsten (* 1970), deutscher Handball-Nationalspieler und Neurologe
- Kohlhaas, Max (1909–1985), deutscher Bundesanwalt
- Kohlhaas, Wilhelm (1899–1995), deutscher Offizier, Jurist, Historiker und Autor
- Kohlhaase, Wolfgang (1931–2022), deutscher Drehbuchautor, Schriftsteller und RegisseurWolfgang Kohlhaase (1931–2022)

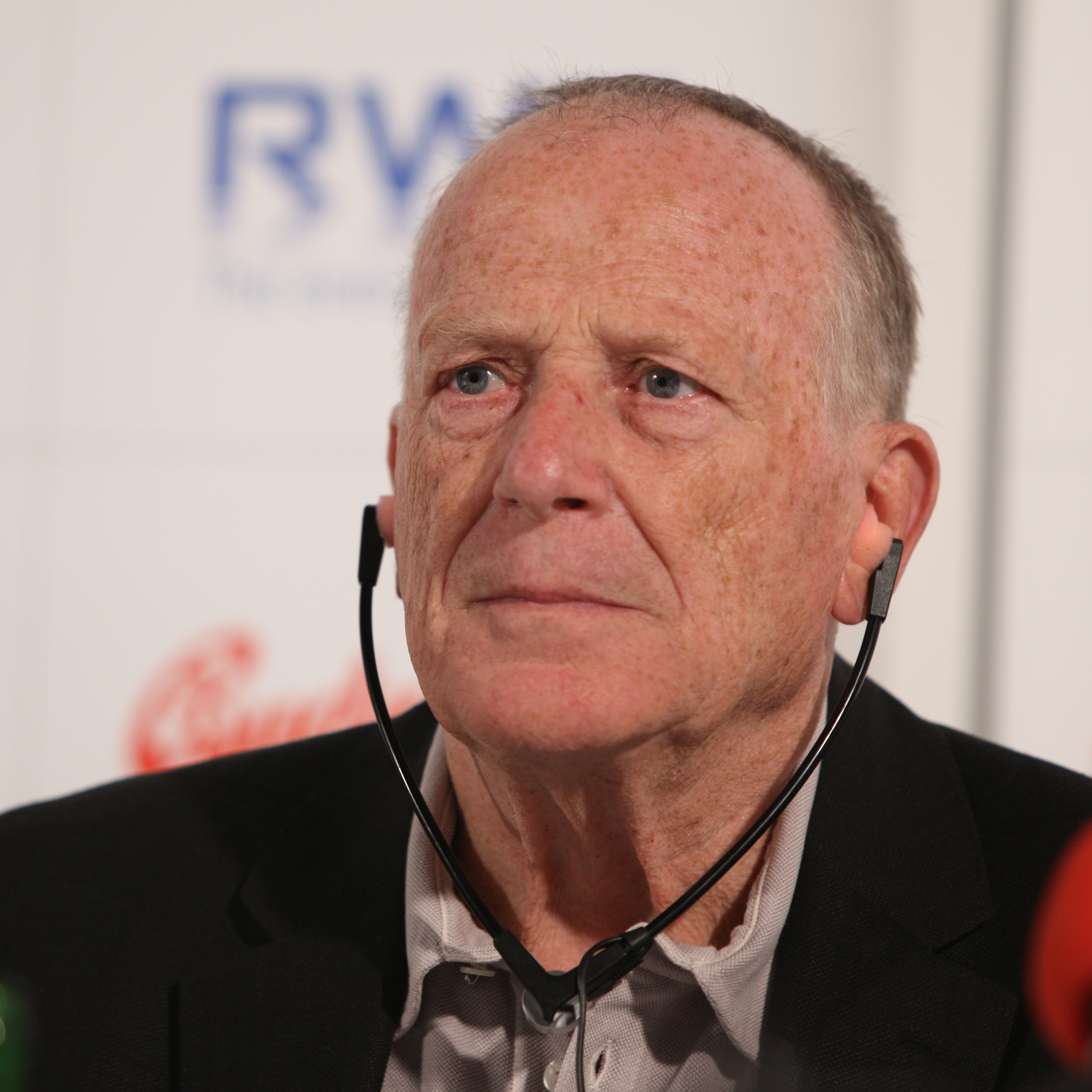
Wolfgang Kohlhaase (1931–2022)

- Kohlhagen, Kathrin, deutsche Handballspielerin
- Kohlhammer, Konrad (1932–2011), deutscher Verleger und Publizist
- Kohlhammer, Uwe (1968–2021), österreichischer Künstler und Graphikdesigner
- Kohlhammer, Walter (1879–1946), deutscher Verleger
- Kohlhammer, Wilhelm (1839–1893), deutscher Verleger
- Kohlhans, Johann Christoph (1604–1677), deutscher Lehrer und Mathematiker
- Kohlhase, Charlie (* 1956), US-amerikanischer Jazzsaxophonist
- Kohlhase, Hans († 1540), deutscher Kaufmann; Vorbild für Kleists „Michael Kohlhaas“
- Kohlhase, Hermann (1906–2002), deutscher Jurist und Politiker (FDP), MdL
- Kohlhase, Michael (* 1964), deutscher Informatiker
- Kohlhase, Thomas (* 1941), deutscher Musikwissenschaftler
- Kohlhase, Walther (1908–1993), deutscher Maler, Grafiker und Kunsterzieher
- Kohlhauer, Erich (1891–1970), deutscher Generalmajor im Zweiten Weltkrieg
- Kohlhäufl, Alfred (* 1946), deutscher Fußballspieler
- Kohlhäufl, Josef (* 1936), deutscher Kirchenmusiker
- Kohlhaupt, Franz (1893–1972), deutscher Bergsteiger und Arzt
- Kohlhaupt, Paula (1904–1998), deutsche Bergsteigerin, Botanikerin und Fotografin
- Kohlhaus, Lutz (* 1961), deutscher Offizier, Generalleutnant der Luftwaffe der Bundeswehr
- Kohlhauser, Oskar (1934–2019), österreichischer Fußballspieler
- Kohlhaussen, Heinrich (1894–1970), deutscher Kunsthistoriker
- Kohlhaussen, Martin (* 1935), deutscher Aufsichtsratsvorsitzender der Commerzbank
- Kohlhaußen, Wolfgang (1947–2025), deutscher Violinist und Orchesterleiter
- Kohlhepp, Bernd (* 1962), deutscher Kabarettist
- Kohlhepp, Gerd (* 1940), deutscher Wirtschaftsgeograph und Brasilienforscher
- Kohlhepp, Philipp Michael (1807–1863), pfälzischer Bahnbeamter, Drucker und bayerischer Abgeordneter
- Kohlhepp, Sebastian (* 1981), deutscher Opern- und Konzertsänger (Tenor)
- Kohlhepp, Todd (* 1971), US-amerikanischer Sexualstraftäter und Serienmörder
- Kohlhepp, Wolfgang (* 1967), deutscher Koch, Fernsehkoch, Unternehmer und Sachbuchautor
- Kohlhof, Gro Swantje (* 1994), deutsche Schauspielerin
- Kohlhöfer, Christof (* 1942), deutscher Maler, Fotograf und Videokünstler
- Kohlhofer, Gregor (* 1993), österreichischer Schauspieler
- Kohlhofer, Otto (1915–1988), deutscher Kommunist und KZ-Häftling
- Kohlhoff, Paul (* 1995), deutscher Regattasegler
- Kohlhoff, Wilhelm (1893–1971), deutscher Maler und Graphiker
- Kohlhoff, Willi (1906–1988), deutscher Comiczeichner und -autor

#### Kohli
- Kohli, Alexander (* 1967), Schweizer Berufsoffizier
- Kohli, F. C. (1924–2020), indischer Industrieller
- Kohli, Hansjörg (* 1971), schweizerisch-deutscher Komponist und Musiker
- Kohli, Julia (* 1978), Schweizer Kulturjournalistin, Autorin und Illustratorin
- Kohli, Kunal, indischer Hindi-Film-Regisseur
- Kohli, Ludwig (1769–1838), Archivsekretär in Oldenburg und Leiter des Provinzialarchivs
- Kohli, Martin (* 1942), Schweizer Soziologe
- Kohli, Paul (1850–1907), deutscher Syndikus, Bürgermeister und Politiker (DFP), MdR
- Kohli, Rahul (* 1985), britischer SchauspielerRahul Kohli (* 1985)

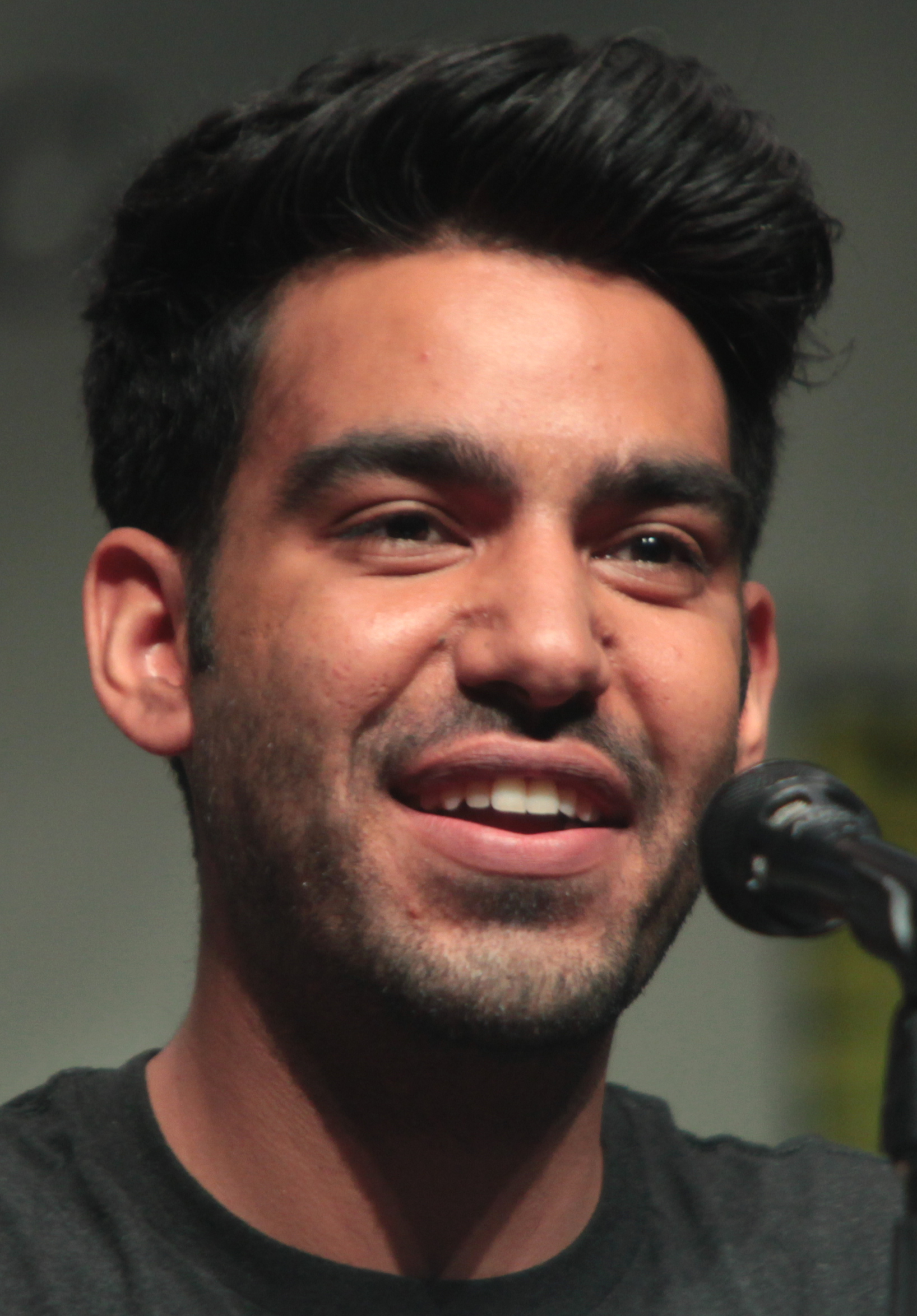
Rahul Kohli (* 1985)

- Kohli, Robert (1896–1977), Schweizer Jurist und Diplomat
- Kohli, Vania (* 1959), Schweizer Politikerin (BDP)
- Kohli, Virat (* 1988), indischer Cricketspieler und Mannschaftskapitän der indischen Nationalmannschaft
- Kohlíček, Jaromír (1953–2020), tschechischer Politiker, MdEP
- Köhling, Rüdiger (* 1966), deutscher Neurophysiologe, experimenteller Epileptologe und Hochschullehrer
- Köhlinger, Jörg (* 1963), deutscher Gewerkschafter
- Kohlisch, Gabriele (* 1963), deutsche Rennrodlerin

#### Kohlm
- Kohlmaier, Georg (* 1937), österreichischer Architekt und Autor
- Kohlmaier, Gundolf (* 1933), deutscher Chemiker und Umweltforscher
- Kohlmaier, Herbert (* 1934), österreichischer Politiker (ÖVP), Abgeordneter zum Nationalrat
- Kohlmaier, Josef (1921–1995), deutscher Politiker (CDU)
- Kohlmaier, Martin (* 1984), österreichischer Basketballspieler
- Kohlman, Freddie (1918–1990), US-amerikanischer Jazz-Schlagzeuger, Sänger und Bandleader
- Kohlmann, Anneliese (1921–1977), deutsche KZ-Aufseherin in Konzentrationslagern
- Kohlmann, Carla (1906–1994), deutsche Politikerin (SPD), MdA
- Kohlmann, Gert (1919–2021), deutscher Offizier, Generalmajor der Bundeswehr
- Kohlmann, Günter (1933–2005), deutscher Jurist
- Kohlmann, Hans (1934–1980), deutscher Politiker (CSU), MdL
- Kohlmann, Hermann (1907–1982), Schweizer und deutscher Maler, Bildhauer und Grafiker
- Kohlmann, Janine (* 1990), deutsche Moderne Fünfkämpferin
- Kohlmann, Johann Melchior (1795–1864), deutscher Kaufmann und Politiker
- Kohlmann, Jörg (* 1962), deutscher Bogenbiathlet
- Kohlmann, Karl (1850–1928), deutscher Historiker und Staatsarchivar
- Kohlmann, Martin (* 1977), deutscher Politiker (Rep, DSU) und rechtsextremer SzeneaktivistMartin Kohlmann (* 1977)

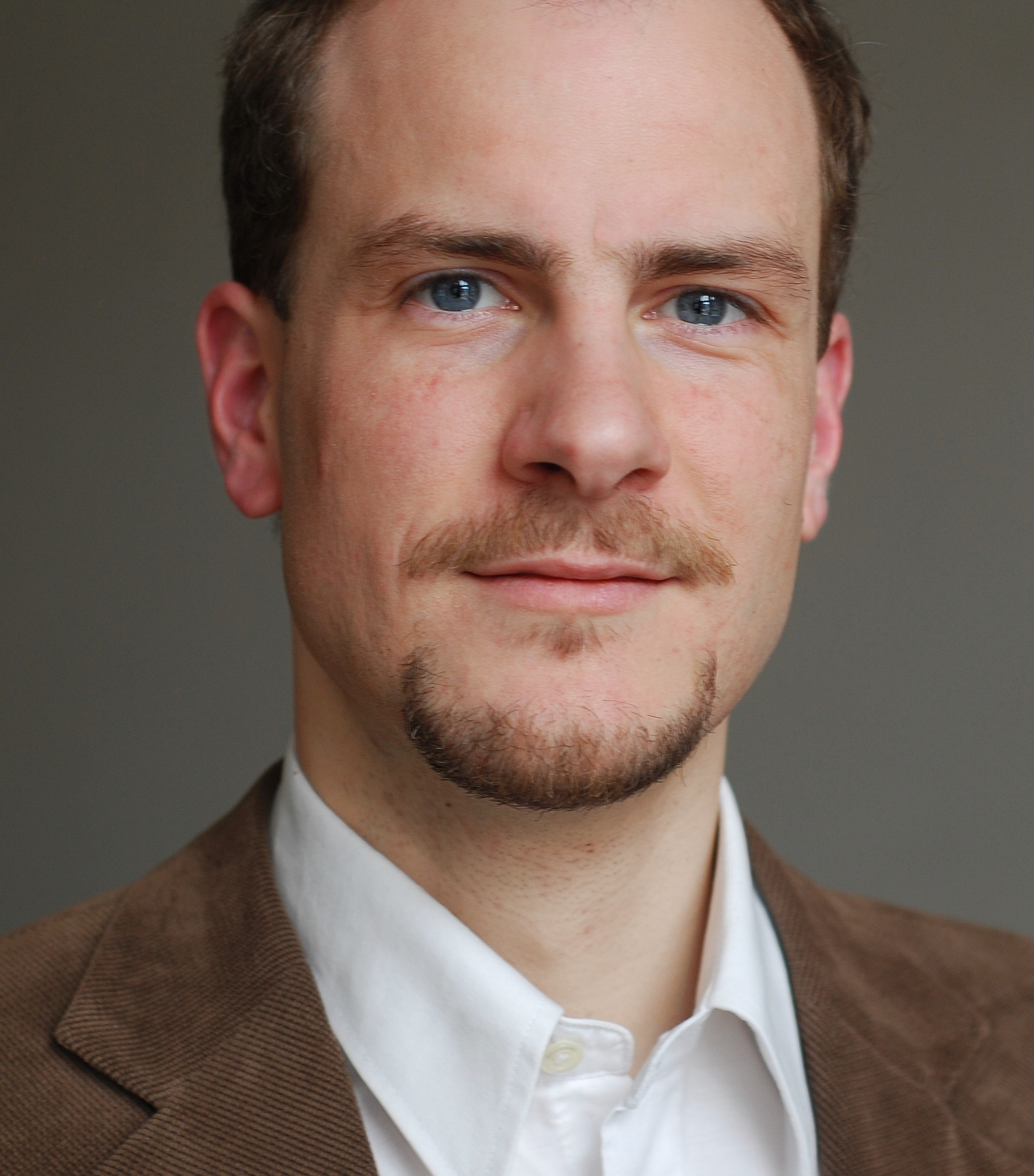
Martin Kohlmann (* 1977)

- Kohlmann, Matthias (* 1956), deutscher Zeichner und Bildhauer
- Kohlmann, Michael (* 1974), deutscher Tennisspieler
- Kohlmann, Patrick (* 1983), deutsch-irischer Fußballspieler
- Kohlmann, Paul (1894–1956), deutscher Politiker (KPD), MdR
- Kohlmann, Philipp (1842–1889), deutscher Altphilologe und Gymnasiallehrer
- Kohlmann, Soraya (* 1998), deutsche Schönheitskönigin
- Kohlmann, Theodor (1932–2011), deutscher Volkskundler und Museumsdirektor
- Kohlmannslehner, Kristian (* 1978), deutscher Musiker und Musikproduzent
- Kohlmar, Fred (1905–1969), US-amerikanischer Filmproduzent
- Kohlmar, Lee (1873–1946), deutschamerikanischer Schauspieler und Regisseur
- Kohlmeier, Astrid (* 1983), österreichische Schriftstellerin und Regisseurin
- Kohlmeier, Detlev (* 1961), deutscher Politiker (parteilos)
- Kohlmeier, Friedrich (1904–1994), deutscher Politiker (SPD), MdL
- Köhlmeier, Gerhard (1938–2006), österreichischer Politiker (ÖVP), Abgeordneter zum Vorarlberger Landtag
- Köhlmeier, Michael (* 1949), österreichischer SchriftstellerMichael Köhlmeier (* 1949)

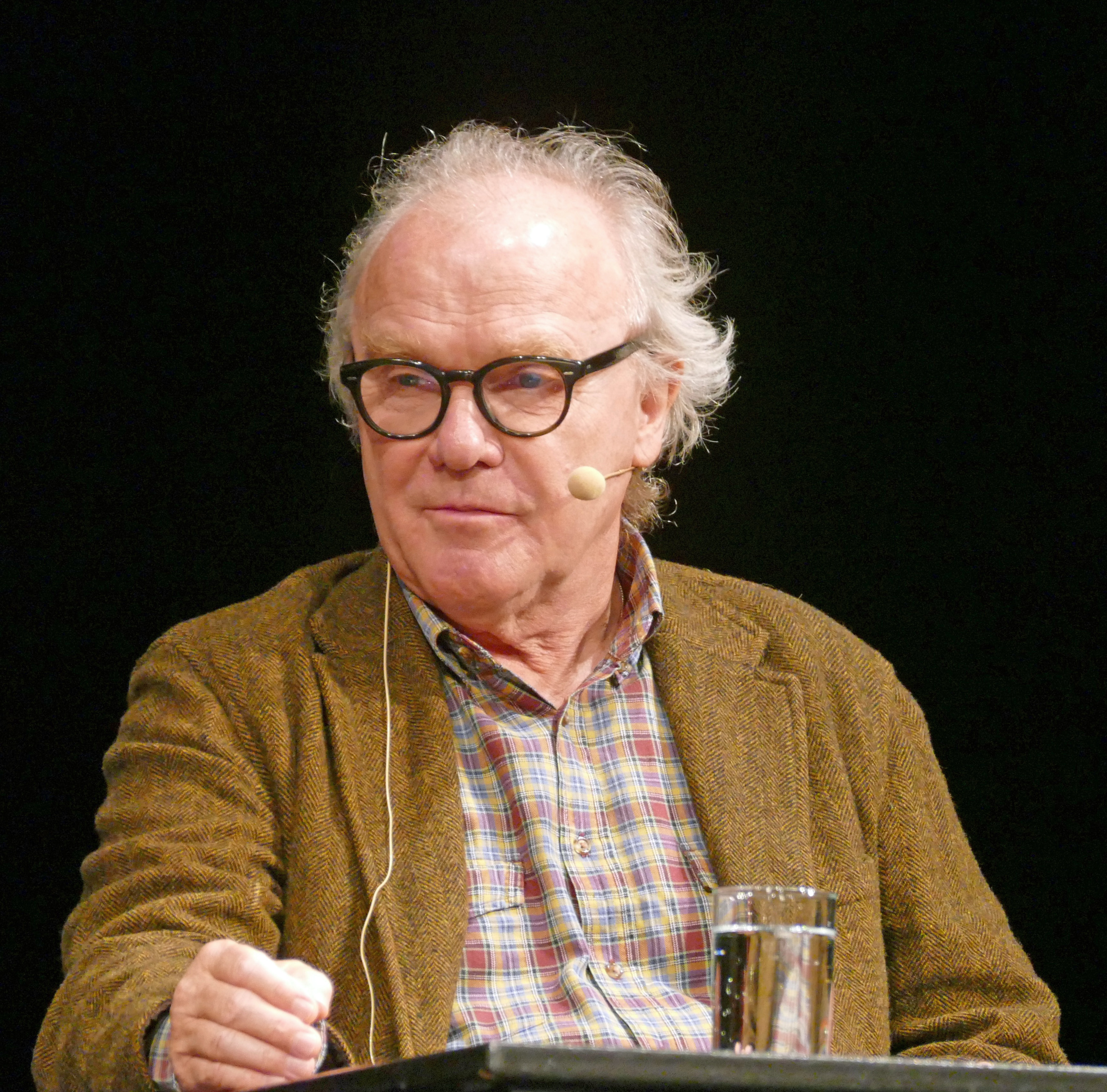
Michael Köhlmeier (* 1949)

- Köhlmeier, Paula (1982–2003), österreichische Schriftstellerin
- Köhlmeier, Pius (1877–1937), österreichischer Politiker (CSP), Landtagsabgeordneter zum Vorarlberger Landtag
- Kohlmeier, Sven (* 1976), deutscher Politiker (SPD), MdA
- Kohlmetz, Hartmut (* 1946), deutscher Journalist und Autor
- Kohlmetz, Hermann (1863–1913), deutscher Schauspieler, Theaterregisseur und Autor
- Kohlmey, Gunther (1913–1999), deutscher Ökonom, Wirtschaftswissenschaftler der DDR
- Kohlmey, Willy (1881–1953), deutscher Sprinter
- Kohlmeyer, Dagobert (* 1946), deutscher Schachjournalist, Übersetzer und Photograph
- Kohlmeyer, Ernst (1882–1959), deutscher Theologe
- Kohlmeyer, Ida (1912–1997), US-amerikanische Malerin und Bildhauerin
- Kohlmeyer, Kay (* 1950), deutscher Vorderasiatischer Archäologe
- Kohlmeyer, Roman (* 1928), deutscher Fußballspieler
- Kohlmeyer, Werner (1924–1974), deutscher FußballspielerWerner Kohlmeyer (1924–1974)

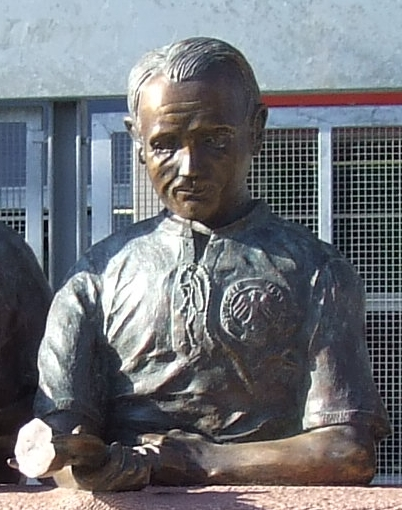
Werner Kohlmeyer (1924–1974)

- Kohlmeyer, Wilhelm (1907–1943), deutscher Politiker (NSDAP), MdR
- Köhlmoos, Melanie (* 1966), deutsche evangelische Theologin und Alttestamentlerin

#### Kohln
- Kohlndorfer, Alois (1874–1945), deutscher Verwaltungsjurist und Bezirksoberamtmann in Bad Aibling

#### Kohlo
- Kohlöffel, Markus (* 1971), deutscher Kampfsportler, Trainer und Sportwissenschaftler

#### Kohlp
- Kohlpaintner, Christian (* 1963), deutscher Industriemanager
- Kohlparzer, Franz Xaver (1798–1855), deutscher Jurist und Politiker

#### Kohlr
- Kohlrausch, Arnt (1884–1969), deutscher Physiologe und Hochschullehrer
- Kohlrausch, Bettina (* 1976), deutsche Soziologin und HochschullehrerinBettina Kohlrausch (* 1976)

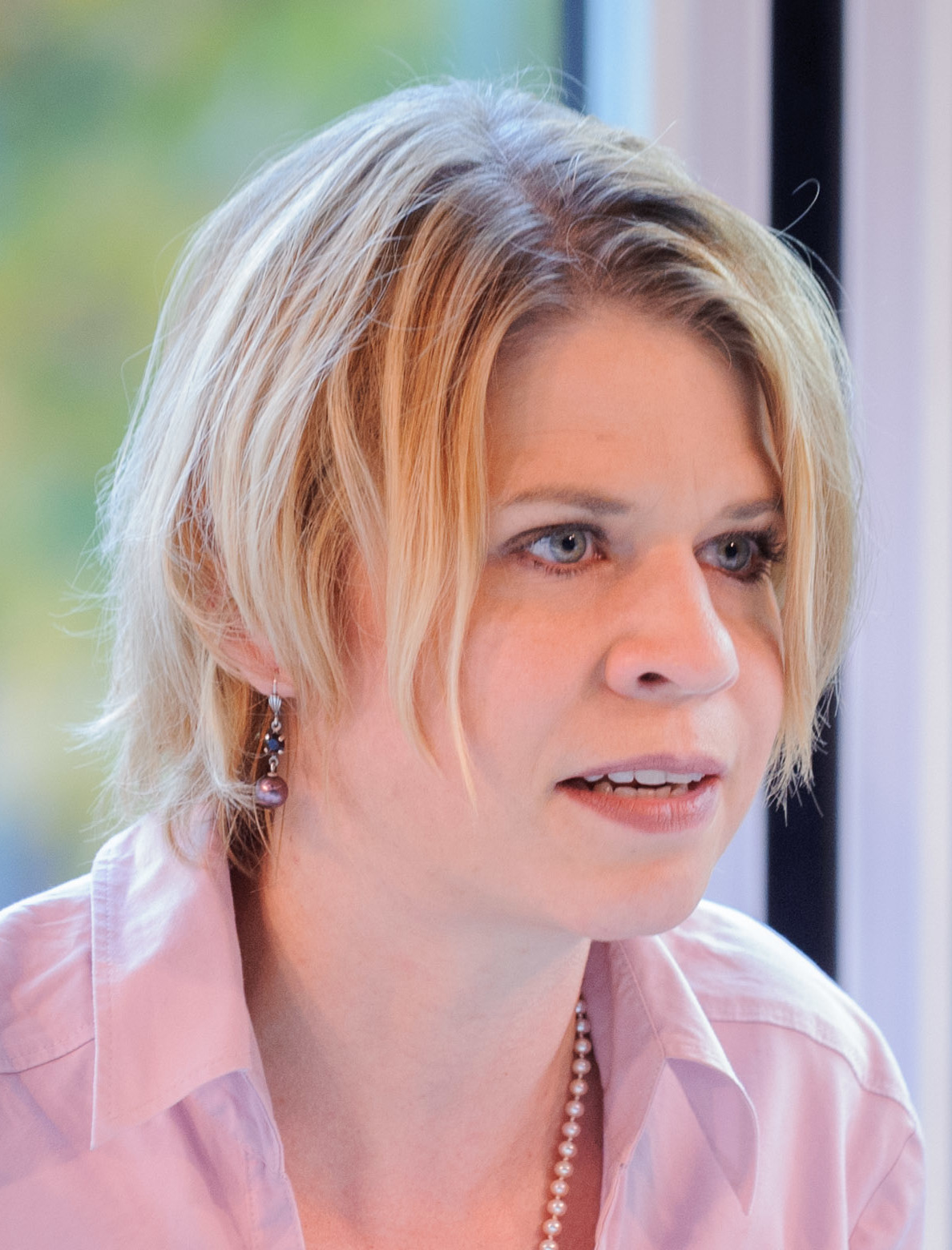
Bettina Kohlrausch (* 1976)

- Kohlrausch, Bobby (1904–1953), deutscher Rennfahrer
- Kohlrausch, Christian Georg (1851–1934), deutscher Turnpädagoge
- Kohlrausch, Eduard (1874–1948), deutscher Jurist
- Kohlrausch, Erich (1899–1960), deutscher Literat, Politiker und Unternehmer (USPD, KPD, KPO, SPD)
- Kohlrausch, Ernst (1850–1923), Sportwissenschaftler und Filmpionier
- Kohlrausch, Friedrich (1780–1867), deutscher Pädagoge und Königlich Hannoverscher Generalschuldirektor
- Kohlrausch, Friedrich (1840–1910), deutscher Physiker
- Kohlrausch, Fritz (1884–1953), österreichischer Physiker
- Kohlrausch, Fritz Ludwig (1879–1914), deutscher Radiologe und Hochschullehrer
- Kohlrausch, Heinrich (1780–1826), deutscher Arzt, königlich-hannoverscher Feldmediziner, königlich preußischer Geheimer Obermedizinalrat
- Kohlrausch, Heinrich von (1818–1899), deutscher Rittmeister, Obristleutnant Flügeladjutant von König Georg V. von Hannover
- Kohlrausch, Henriette (1781–1842), deutsche Chronistin
- Kohlrausch, Julie (* 1948), deutsche Politikerin (FDP), MdBB
- Kohlrausch, Martin (* 1973), deutscher Historiker
- Kohlrausch, Otto (1811–1854), deutscher Arzt
- Kohlrausch, Robert (1850–1934), deutscher Ingenieur, Journalist und Krimiautor
- Kohlrausch, Rudolf (1809–1858), deutscher Physiker
- Kohlrausch, Wilhelm (1855–1936), deutscher Physiker und Universitätsrektor
- Kohlrausch, Wolfgang (1888–1980), deutscher Sportmediziner
- Kohlreif, Bernhard (1605–1646), deutscher Theologe, Rektor des Gymnasiums zum Grauen Kloster in Berlin
- Kohlreif, Gottfried (1676–1750), deutscher lutherischer Theologe, Dompropst
- Kohlreiff, Matthias Erasmus (1641–1705), deutscher Theologe, Gymnasiallehrer, Pastor und Hofprediger
- Kohlreuter, Sigismund (1534–1599), deutscher Arzt und medizinischer Übersetzer
- Kohlroser, Martin (1905–1967), deutscher SS-Führer
- Kohlrusch, Birgit (* 1965), deutsche Skilangläuferin
- Kohlruß, Alfred (1875–1935), bukowinadeutscher Jurist und Politiker
- Kohlruss, Dennis (* 1988), deutscher KraftsportlerDennis Kohlruss (* 1988)

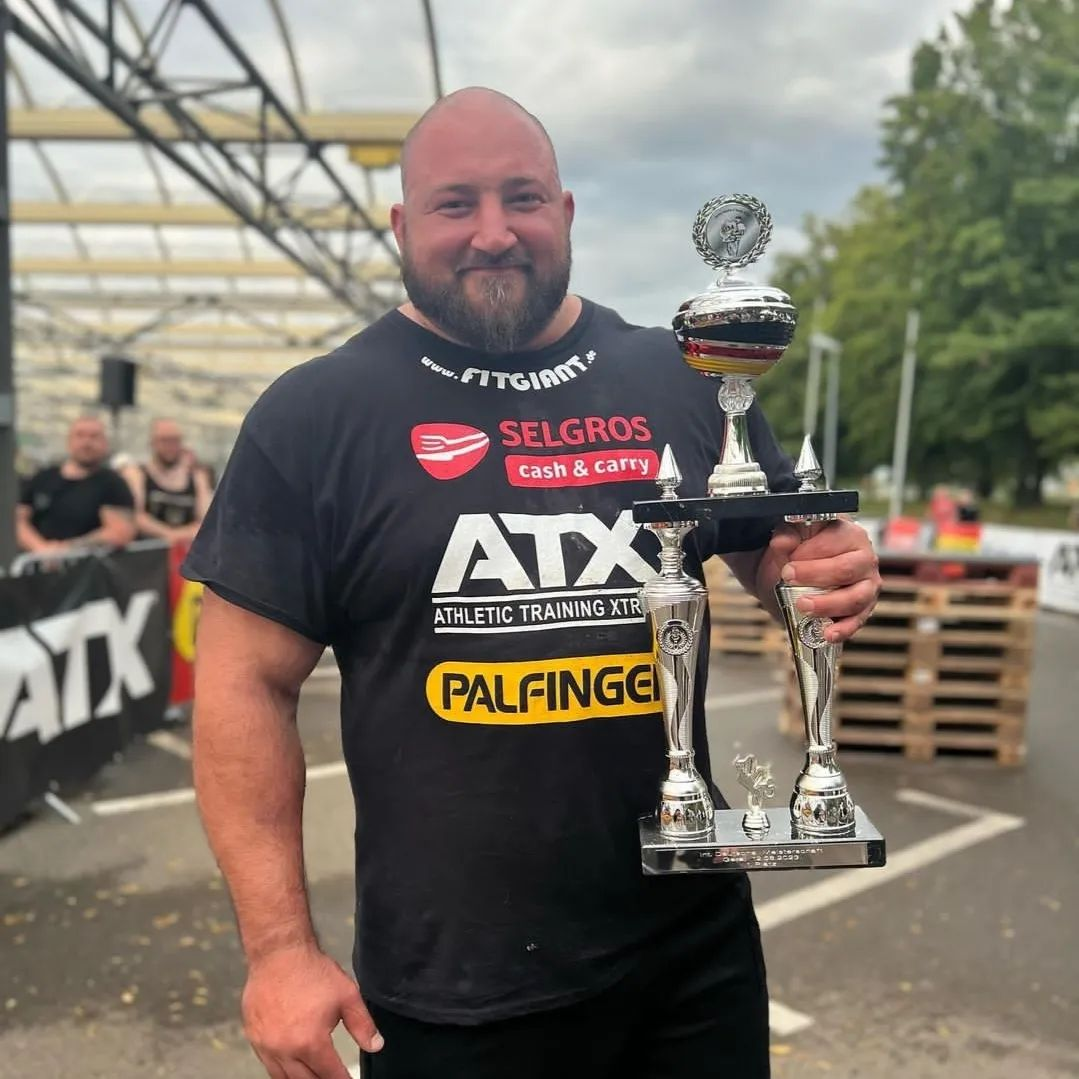
Dennis Kohlruss (* 1988)

#### Kohls
- Kohls, Ernst Wilhelm (1931–2001), deutscher evangelischer Theologe und Kirchenhistoriker
- Kohls, Florian (* 1995), deutscher Fußballspieler
- Kohls, Fritz (* 1894), deutscher Politiker (NSDAP), MdR
- Kohls, Glen M. (1905–1986), US-amerikanischer Entomologe, Arachnologe und Parasitologe
- Kohls, Ulrich (* 1936), deutscher Fotograf
- Kohls, Wilfried (* 1950), deutscher Fußballspieler
- Kohlsaat, Roland (1913–1978), deutscher Comiczeichner, Illustrator und Autor
- Kohlschein, Edmund Anton (1900–1996), deutscher Maler
- Kohlschein, Franz Xaver (1934–2025), deutscher römisch-katholischer Priester, Theologe
- Kohlschein, Hans (1879–1948), deutscher Historienmaler, Zeichner und KarikaturistHans Kohlschein (1879–1948)

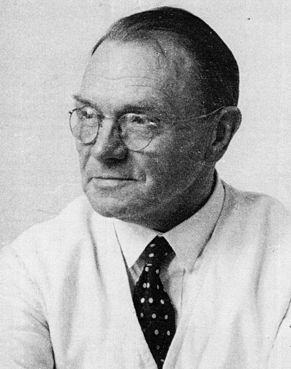
Hans Kohlschein (1879–1948)

- Kohlschein, Josef (1841–1915), deutscher Kupferstecher und Zeichner
- Kohlschein, Josef der Jüngere (1884–1958), deutscher Maler, Zeichner und Radierer
- Kohlschmidt, Kai-Uwe (* 1968), deutscher Autor, Komponist und Regisseur für Hörspiel, Feature, Theater und Film
- Kohlschmidt, Momo (* 1971), deutsche Schauspielerin und Sängerin
- Kohlschmidt, Oskar (1865–1935), deutscher Theologe
- Kohlschmidt, Werner (1904–1983), deutscher Germanist
- Kohlschmitt, Kordula (* 1981), deutsche Schauspielerin und Tänzerin
- Kohlschreiber, Philipp (* 1983), deutscher TennisspielerPhilipp Kohlschreiber (* 1983)

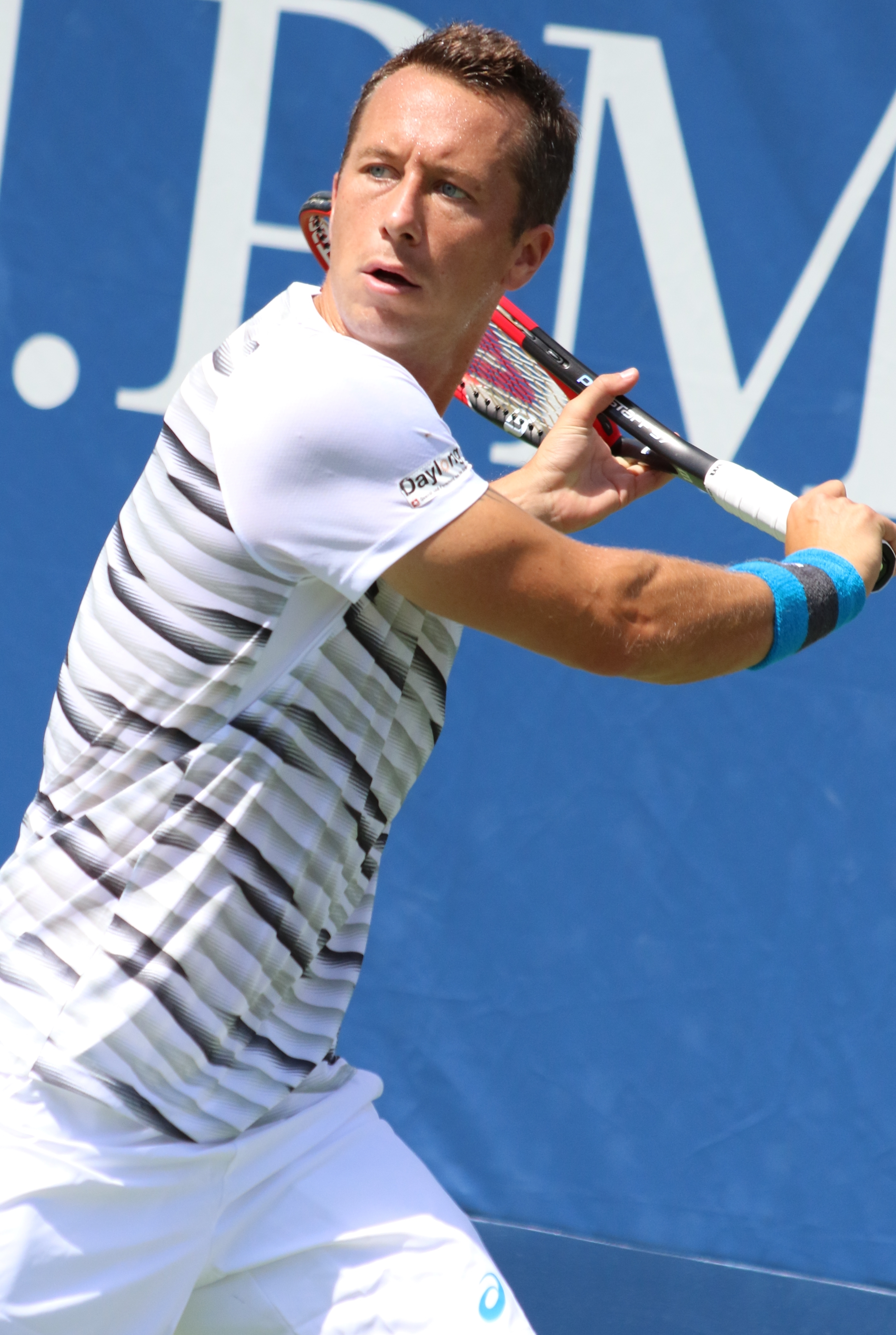
Philipp Kohlschreiber (* 1983)

- Kohlschütter, Adelheid (1876–1945), deutsche Malerin
- Kohlschütter, Anna F. (* 1983), deutsche Regisseurin und Drehbuchautorin
- Kohlschütter, Arnold (1883–1969), deutscher Astrophysiker
- Kohlschütter, Ernst (1837–1905), deutscher Mediziner
- Kohlschütter, Ernst (1870–1942), deutscher Astronom, Geophysiker, Geodät und Nautiker
- Kohlschütter, Ernst Volkmar (1812–1889), deutscher evangelischer Theologe, Oberhofprediger in Dresden
- Kohlschütter, Hans Wolfgang (1902–1986), deutscher Chemiker
- Kohlschütter, Karl Christian (1763–1837), deutscher Rechtswissenschaftler und sächsischer Verwaltungsjurist
- Kohlschütter, Otto (1807–1853), deutscher Mediziner
- Kohlschütter, Paula (1851–1932), deutsche Malerin, Radiererin und Grafikerin
- Kohlschütter, Volkmar (1874–1938), deutscher Chemiker
- Kohlsdorf, Albrecht (* 1953), deutscher Politiker (CDU)
- Kohlsdorf, Hans-Joachim (* 1958), deutscher Siemens-Manager
- Kohlsdorf, Josef (* 1938), deutscher Fußballspieler
- Kohlsdorf, Martin († 1624), Titularbischof von Nicopolis (Nicopolitanus) und Weihbischof in Breslau sowie Generalvikar des Bischofs von Breslau
- Kohlsdorfer, Hans (1892–1969), deutscher Generalmajor im Zweiten Weltkrieg
- Kohlstädt, Fritz (1921–2000), deutscher Maler
- Kohlstedt, David, US-amerikanischer Geophysiker
- Kohlstedt, Martin (* 1988), deutscher Musiker, Pianist, Komponist und Produzent
- Kohlstedt, Sally Gregory (* 1943), Wissenschaftshistorikerin an der University of Minnesota
- Kohlstock, Karl (1864–1935), deutscher Schuldirektor und Heimatforscher
- Kohlstock, Paul (1861–1901), Oberstabsarzt der Preußischen Armee, Tropenmediziner
- Kohlstruck, Michael (* 1957), deutscher Politik- und Antisemitismusforscher

#### Kohlu
- Kohlund, Christian (* 1950), Schweizer SchauspielerChristian Kohlund (* 1950)

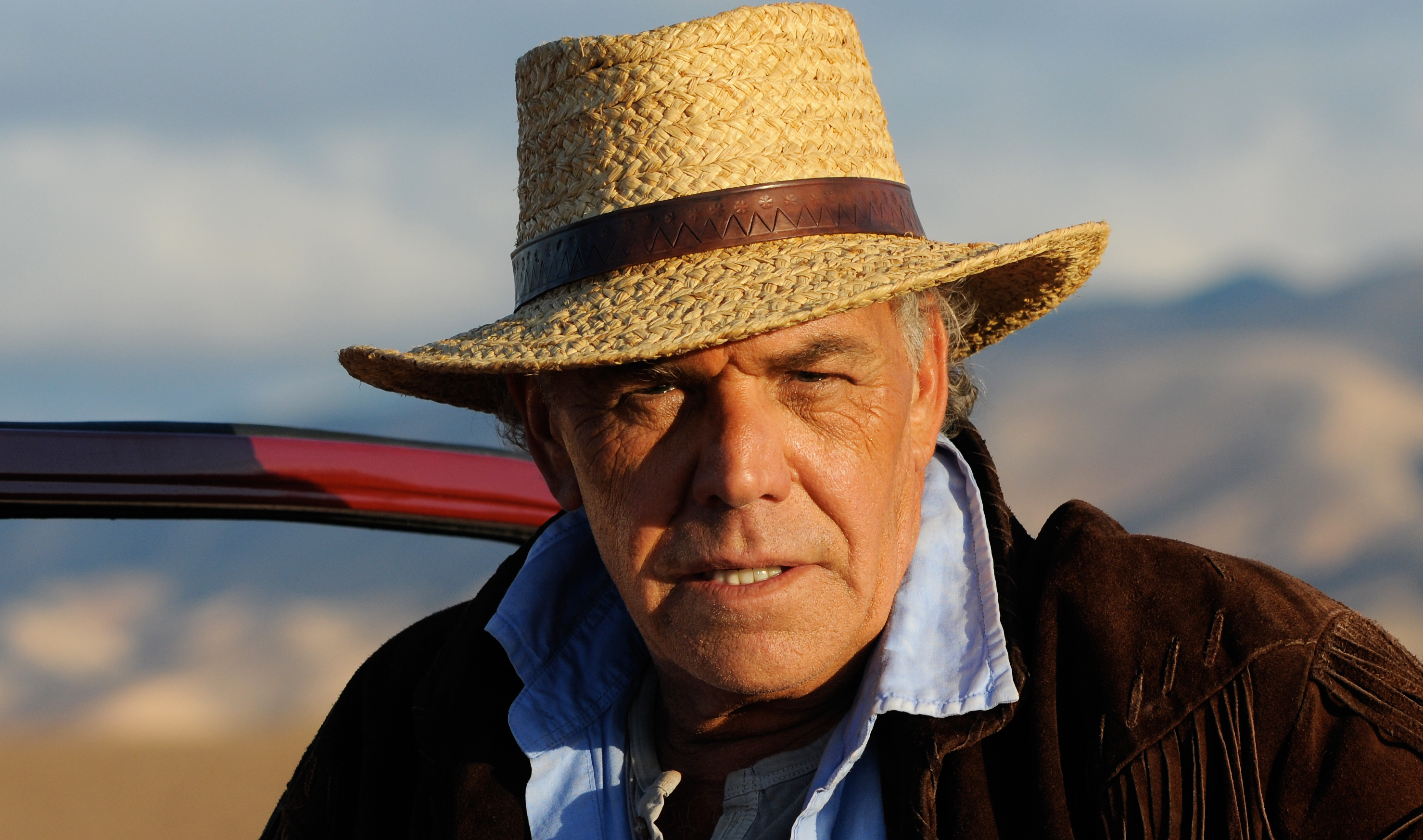
Christian Kohlund (* 1950)

- Kohlund, Erwin (1915–1992), deutsch-schweizerischer Schauspieler und Theaterregisseur
- Kohlund, Franziska (1947–2014), Schweizer Schauspielerin mit Charakterrollen in Film, Fernsehen und Theater
- Kohlund, Johanna (1878–1968), deutsche Frauenrechtlerin

#### Kohlv
- Kohlvelter, Pascal (* 1965), luxemburgischer Radrennfahrer

#### Kohlw
- Kohlwage, Karl Ludwig (* 1933), deutscher lutherischer Theologe und Bischof
- Kohlweis, Anna (* 1984), österreichische Singer-Songwriterin
- Kohlweiß, Michaela (* 1973), österreichische Juristin, Landespolizeidirektorin von Kärnten

### Kohm
- Kohmann, Christian (* 1974), deutscher Eishockeyspieler

### Kohn
- Köhn von Jaski, Andreas (1768–1846), preußischer Generalleutnant, Gouverneur von Königsberg
- Köhn von Jaski, Karl Friedrich (1771–1852), preußischer Generalleutnant, zweiter Kommandant des Berliner Invalidenhauses
- Kohn, Abby, US-amerikanische Drehbuchautorin und Filmregisseurin
- Kohn, Albert (1857–1926), Direktor der Allgemeinen Ortskrankenkasse AOK, Gewerkschaftler und Sozialist
- Kohn, Alfred (1867–1959), österreichischer Arzt und Histologe
- Kohn, Andreas (* 1964), deutscher Opernsänger (Bass) und Dozent
- Kohn, Antoine (1933–2012), luxemburgischer Fußballspieler und -trainer
- Kohn, Arndt (* 1980), deutscher Politiker (SPD), MdEP
- Kohn, Bernd (* 1955), deutscher Musiker
- Kohn, Bernhard (1829–1898), österreichischer Unternehmer
- Köhn, Carl (1889–1975), deutscher Politiker (GB/BHE), MdL
- Kohn, Charlotte (* 1948), österreichische Malerin und Publizistin
- Kohn, Christopher (* 1984), deutscher Schauspieler und Synchronsprecher
- Köhn, Derrick (* 1999), deutscher FußballspielerDerrick Köhn (* 1999)

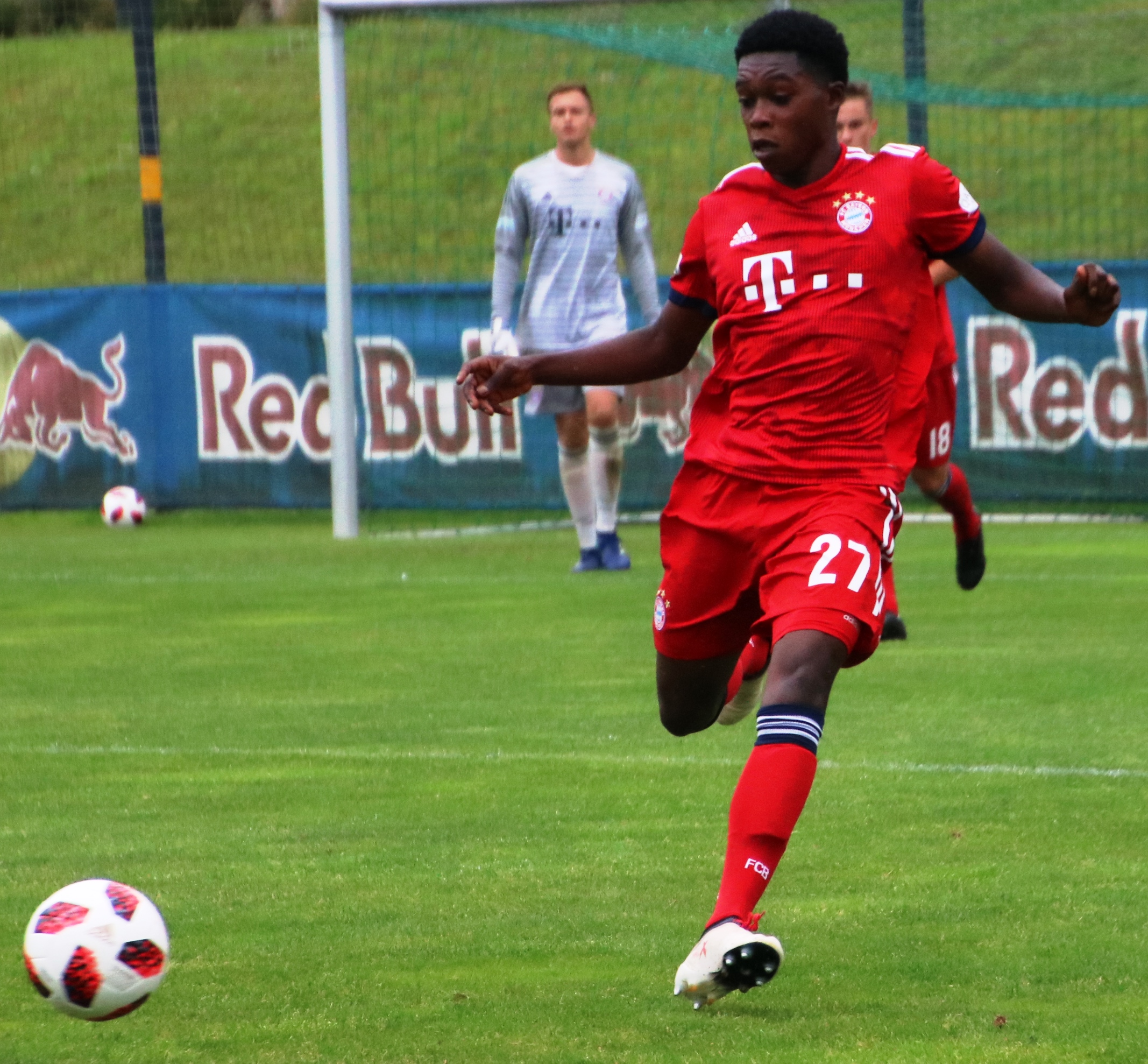
Derrick Köhn (* 1999)

- Kohn, Edmund (1863–1929), österreichischer Gynäkologe und Philanthrop
- Kohn, Elisabeth (1902–1941), deutsche Rechtsanwältin
- Kohn, Emanuel (1863–1942), deutscher Maler und Kunsthändler
- Kohn, Emil (1845–1906), deutscher Privatbankier
- Kohn, Eric, US-amerikanischer Filmkritiker
- Köhn, Erich (1870–1945), deutscher Architekt
- Köhn, Erich (1896–1944), deutscher Widerstandskämpfer
- Kohn, Erwin (1911–1994), österreichischer Tischtennisspieler
- Kohn, Franz (1857–1909), deutscher Unternehmer, Holzgroßhändler, Holzimporteur, Senator
- Köhn, Fritz (1901–1981), deutscher Offizier, zuletzt Generalmajor
- Kohn, Géza (1873–1941), Buchhändler und Verleger
- Kohn, Gustav (1848–1907), württembergischer Oberamtmann
- Kohn, Gustav (1859–1921), österreichischer Mathematiker
- Köhn, Gustav Heinrich Rudolf (1859–1924), deutscher Kommunalpolitiker, Mitglied der Lübecker Bürgerschaft
- Kohn, Hannah (* 2003), deutsche Volleyballspielerin
- Kohn, Hans (1866–1935), deutscher Mediziner
- Kohn, Hans (1891–1971), Historiker und Zionist
- Kohn, Hedwig (1887–1964), deutsche Physikerin
- Kohn, Hein (1907–1979), deutsch-niederländischer Verleger und Literaturagent
- Köhn, Heinz (1901–1962), deutscher Kunsthistoriker
- Köhn, Hinnerk (* 1993), deutscher Moderator, Slam-Poet und AutorHinnerk Köhn (* 1993)

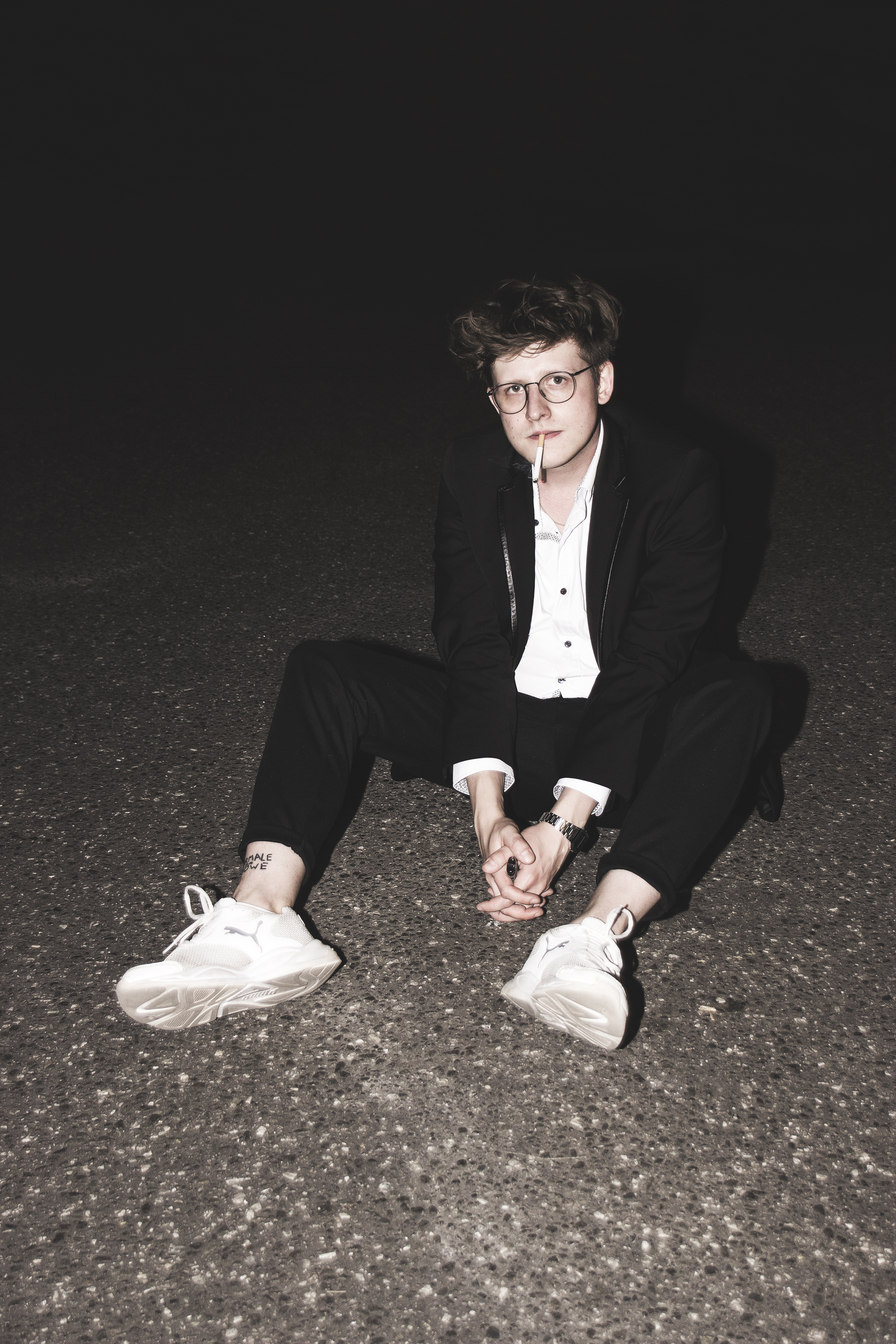
Hinnerk Köhn (* 1993)

- Kohn, Idy (1908–2005), österreichische Schwimmerin
- Köhn, Jens (1948–2020), deutscher Alt- und Rechtshistoriker, Rechtsanwalt und Autor
- Kohn, John (1925–2002), US-amerikanischer Drehbuchautor und Filmproduzent
- Kohn, Joseph (1932–2023), US-amerikanischer Mathematiker
- Kohn, Joseph Berkowitz (1841–1905), Kaufmann, Lehrer und Politiker
- Köhn, Jutta (* 1951), deutsche Juristin und Staatssekretärin (Nordrhein-Westfalen)
- Kohn, Karl (1894–1979), tschechisch-ecuadorianischer Architekt und Maler
- Kohn, Karl (1926–2024), österreichisch-US-amerikanischer Komponist, Pianist und Musikpädagoge
- Kohn, Karl-Christian (1928–2006), deutscher Opernsänger (Bass)
- Kohn, Kurt (* 1944), deutscher Linguist
- Kohn, Ladislav (* 1975), tschechischer Eishockeyspieler
- Kohn, Livia (* 1956), deutschamerikanische Religionswissenschaftlerin
- Kohn, Maier (1802–1875), deutscher Chasan, Sänger (Bariton), Musikologe und Lehrer
- Köhn, Maja (* 1975), deutsche Zellbiologin und Hochschullehrerin
- Kohn, Margaret (* 1928), US-amerikanische Pianistin und Musikpädagogin
- Kohn, Marx Michael (1826–1888), deutscher Rabbiner in Kleinerdlingen
- Kohn, Max (* 1954), luxemburgischer Maler, Grafiker und Bildhauer
- Kohn, Melvin L. (1928–2021), US-amerikanischer Soziologe
- Kohn, Michael (1925–2018), Schweizer Ingenieur, Lobbyist und Unternehmer
- Kohn, Mike (* 1972), US-amerikanischer Bobsportler
- Kohn, Otto (1907–1992), deutscher Langstreckenläufer
- Kohn, Pavel (1929–2017), tschechischer Dramaturg, Journalist und Übersetzer
- Köhn, Philipp (* 1998), schweizerisch-deutscher FußballspielerPhilipp Köhn (* 1998)

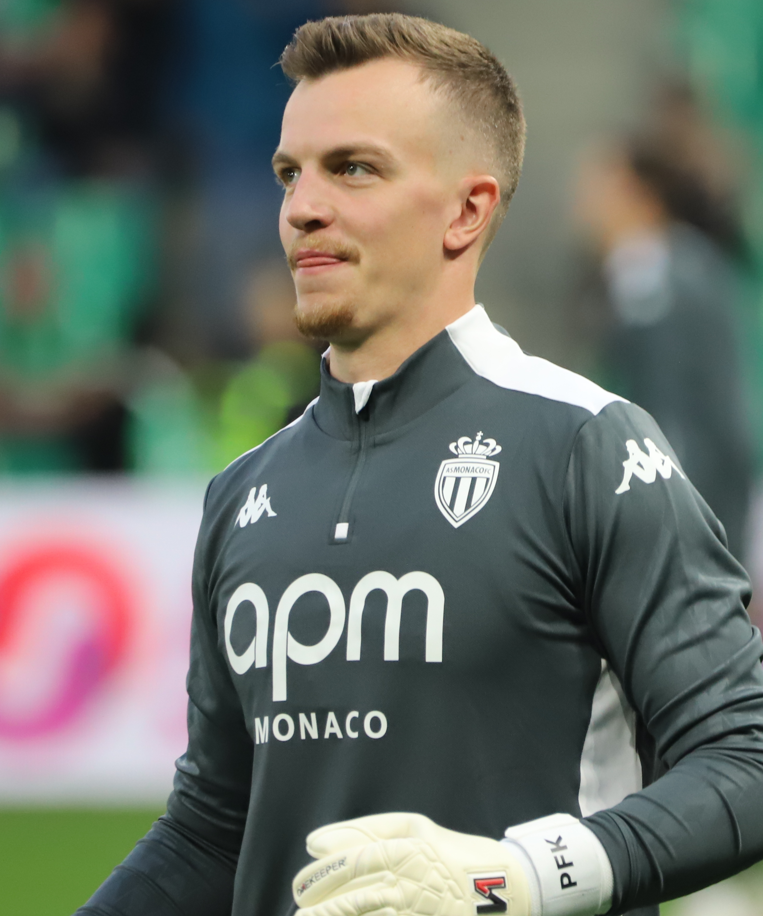
Philipp Köhn (* 1998)

- Kohn, Pinchas (1867–1941), deutscher Rabbiner in Ansbach und des Distriktsrabbinats Wallerstein
- Kohn, Rachel (* 1962), deutsche Bildhauerin
- Kohn, Ralph (1927–2016), britischer Pharmakologe, Unternehmer, Mäzen und Sänger (Bariton) deutscher Herkunft
- Kohn, Renate (* 1935), deutsche Tischtennisspielerin
- Kohn, Renate (* 1947), deutsche Schauspielerin
- Kohn, René (1933–1989), luxemburgischer Schwimmer
- Köhn, Richard, deutscher Politiker
- Kohn, Richard (1888–1963), österreichischer Fußballspieler
- Kohn, Richard H. (* 1940), US-amerikanischer Militärhistoriker
- Kohn, Robert V. (* 1953), US-amerikanischer Mathematiker
- Kohn, Roland (* 1950), deutscher Publizist und Politiker (FDP/DVP), MdB
- Köhn, Rosemarie (1939–2022), deutsch-norwegische lutherische Theologin und Bischöfin
- Kohn, Rut (* 1937), tschechisch-deutsche Bildende Künstlerin
- Kohn, Salomon (1739–1819), Oberrabbiner in Fürth
- Kohn, Salomon (1825–1904), österreichischer Schriftsteller
- Kohn, Salomon (1873–1944), österreichischer Fotograf und Verleger
- Kohn, Simon (* 2004), deutscher Volleyballspieler
- Kohn, Sonja (* 1948), österreichische Bankerin
- Kohn, Stefan (* 1965), deutscher Fußballspieler
- Kohn, Stephan (* 1962), deutscher Verwaltungswissenschaftler
- Köhn, Stephan, deutscher Japanologe
- Kohn, Theodor (1845–1915), österreichischer Erzbischof von Olmütz, Professor des Kirchenrechts
- Kohn, Thorsten (* 1966), deutscher Fußballspieler
- Kohn, Ulrich (1937–2024), deutscher Fußballspieler
- Kohn, Vera (1912–2012), österreichisch-tschechoslowakisch-ecuadorianische Schauspielerin, Psychologin und Therapeutin
- Kohn, Walter (1923–2016), US-amerikanischer Physiker österreichischer HerkunftWalter Kohn (1923–2016)

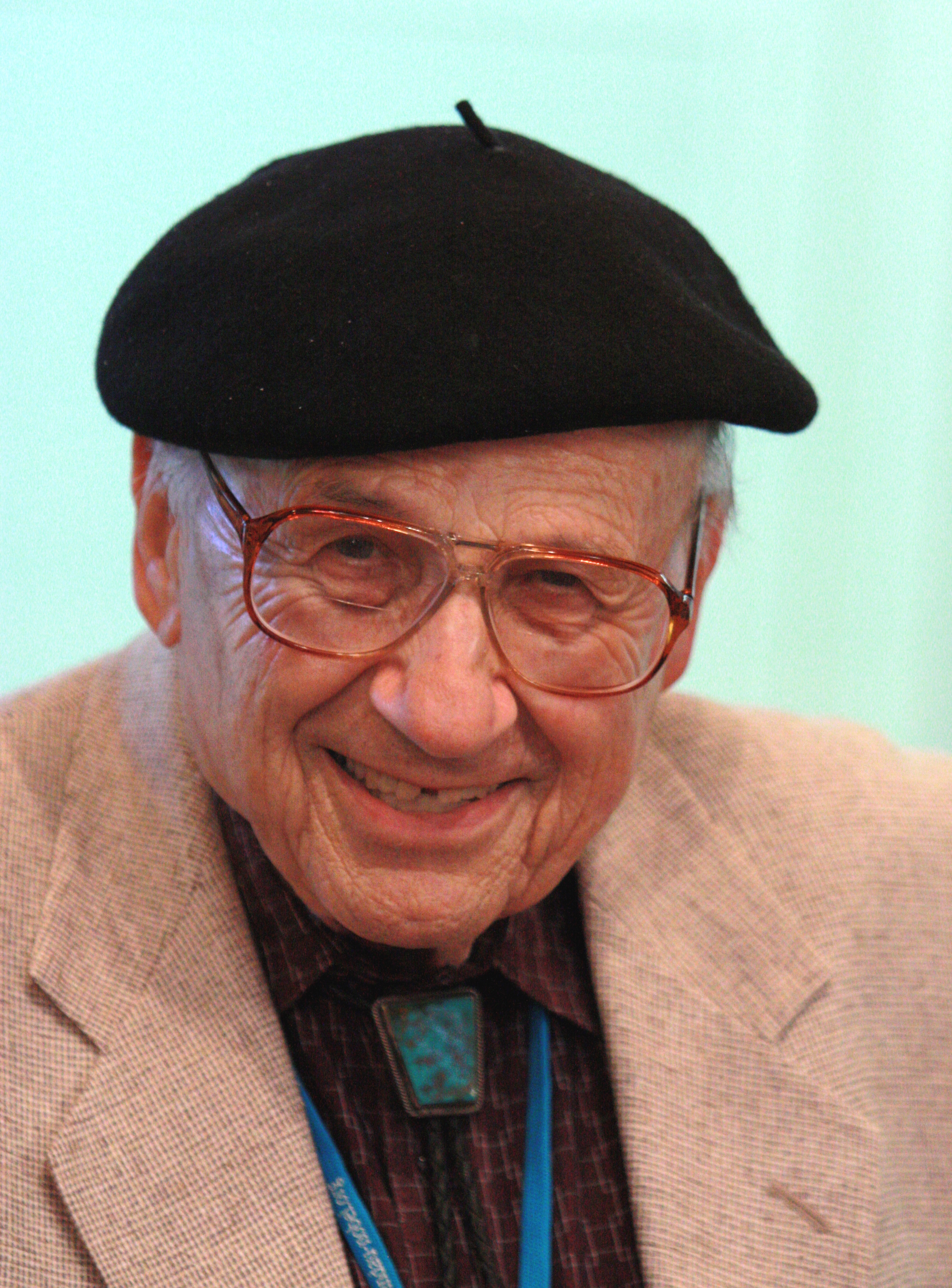
Walter Kohn (1923–2016)

- Kohn, Walter S. G. (1923–1998), deutsch-amerikanischer Politikwissenschaftler, Hochschullehrer und Autor
- Kohn, Werner (1940–2022), deutscher Fotograf, Mundartautor und Regisseur
- Köhn, Willi (1900–1962), deutscher Generalkonsul und SS-Führer
- Kohn-Bramstedt, Ernst (1901–1978), britischer Historiker und Soziologe deutscher Herkunft
- Kohn-Feuermann, Anne (1913–1994), sozialistische Widerstandskämpferin im österreichischen Ständestaat, später Sozialarbeiterin
- Kohn-Liebmann, Clara (1896–1994), österreichisch-chilenische Internistin und Kardiologin
- Kohn-Speyer, Sigismund (1830–1895), deutscher Kaufmann und Bankier
- Kohnagel, Lasse (* 1987), deutscher Handballspieler
- Köhncke, Justus (* 1966), deutscher Techno-Produzent und Pop-MusikerJustus Köhncke (* 1966)

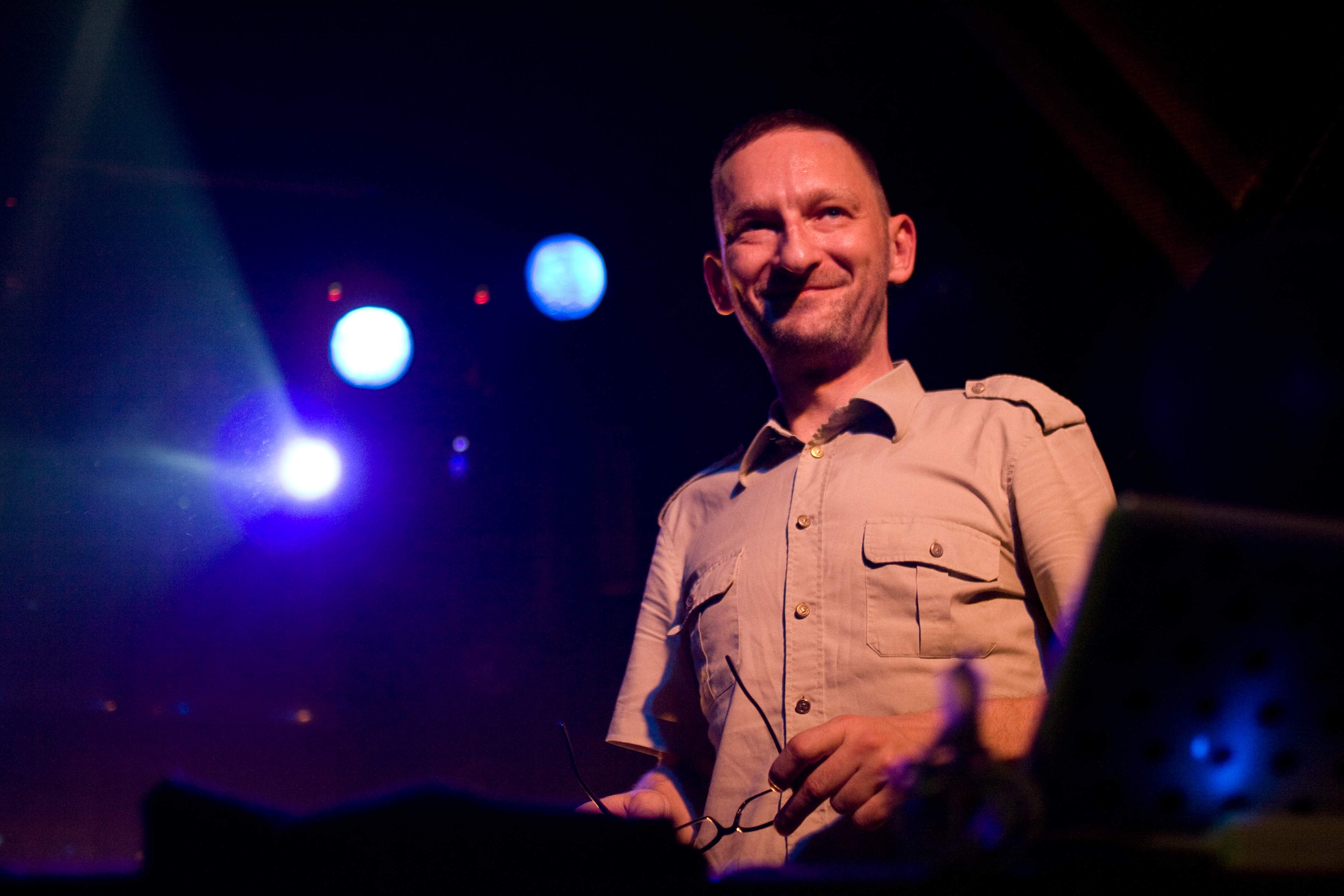
Justus Köhncke (* 1966)

- Köhncke, Marina (* 1968), deutsche Vielseitigkeitsreiterin
- Köhncke, Peter (* 1935), deutscher Schauspieler
- Kohne, Andreas (* 1983), deutscher Autor
- Köhne, Daniel (1828–1878), dänischer Orgelbauer
- Köhne, Eckart (* 1966), deutscher Klassischer Archäologe und Museumsleiter
- Köhne, Fridel (1890–1966), deutsche Schriftstellerin und Drehbuchautorin
- Köhne, Friedrich (1757–1829), deutsch-US-amerikanischer Kaufmann
- Köhne, Friedrich Heinrich (1879–1956), deutscher Pädagoge und Schulreformator
- Köhne, Gregor (* 1960), deutscher Dichter, Rezitator und Bühnenautor
- Kohne, Gustav (1871–1961), deutscher Pädagoge und Schriftsteller
- Köhne, Ida (1907–2005), deutsche Kunsterzieherin und Malerin
- Köhne, Irene (* 1952), deutsche Politikerin (SPD), MdA
- Köhne, Jürgen (* 1957), deutscher Kommunalpolitiker (CDU), Bürgermeister von Laatzen
- Köhne, Manfred (1939–2014), deutscher Agrarökonom
- Köhne, Matthias (* 1966), deutscher Politiker (SPD)
- Köhne, Rolf (1951–2016), deutscher Politiker (PDS, Die Linke), MdB
- Köhne, Sabine (* 1959), deutsche Sportmoderatorin und Schwimmerin
- Köhne, Wilhelm (1883–1954), deutscher Verwaltungsjurist und Landrat
- Köhnecke, Swantje (* 1974), deutsche Querflötistin, Musikdramaturgin, Moderatorin, Produktionsleiterin und Autorin
- Kohnen, Anton (1889–1985), deutscher Politiker (NSDAP) und NSDAP-Funktionär
- Köhnen, Egon (* 1947), deutscher Fußballspieler
- Köhnen, Friederun (* 1942), deutsche Köchin und Unternehmerin
- Kohnen, Heinz (1938–1997), deutscher Geophysiker und Polarforscher
- Köhnen, Jason (* 1972), niederländisch-indonesischer Musiker, Komponist und Musikproduzent
- Kohnen, Joseph (1940–2015), luxemburgischer Philologe
- Kohnen, Natascha (* 1967), deutsche Politikerin (SPD), MdLNatascha Kohnen (* 1967)

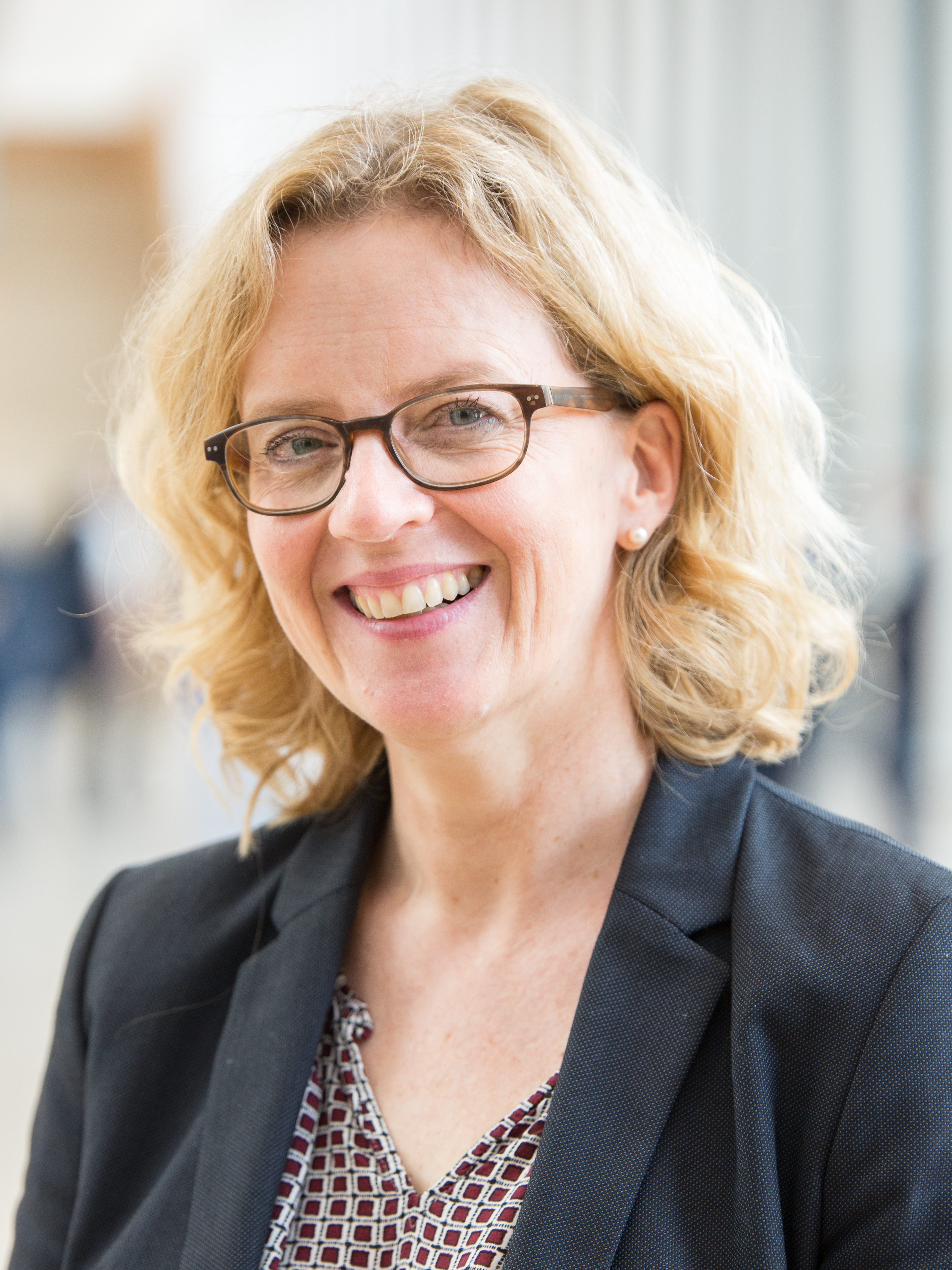
Natascha Kohnen (* 1967)

- Kohnen, Robert (1932–2019), belgischer Cembalist und Organist
- Kohnen, Winfried (* 1953), deutscher Mathematiker
- Kohner, Friedrich (1905–1986), österreichisch-US-amerikanischer Drehbuchautor
- Kohner, Hanna (1919–1990), tschechoslowakische Holocaust-Überlebende
- Kohner, Pancho (* 1939), US-amerikanischer Filmproduzent
- Kohner, Paul (1902–1988), US-amerikanischer Filmproduzent und Schauspielagent
- Kohner, Susan (* 1936), US-amerikanische Schauspielerin
- Kohnert, Gerhard (1882–1962), deutscher Möbelfabrikant, Förderer von Wirtschaft und Kultur
- Kohnert, Hans (1887–1967), Unternehmer, Fabrikant, Handelskammerpräsident und Maler
- Kohnert, Hans Joachim (1905–1972), deutscher Interessenvertreter; Landesbauernführer im Reichsgau Wartheland (1941–1945)
- Kohnhäuser, Erich (* 1945), deutscher Maschinenbauingenieur, Professor und ehemaliger Präsident der Fachhochschule Regensburg sowie VDI-Landesvorsitzender Bayern
- Köhnholz, Julius (1839–1925), deutscher Landschaftsmaler
- Köhnke, Jörn (* 1940), deutscher Architekt
- Köhnke, Klaus Christian (1953–2013), deutscher Philosoph
- Köhnke, Marlitt (* 1952), deutsche Politikerin (SPD)
- Kohnke, Meta (1932–2023), deutsche Archivarin und Historikerin
- Kohnke, Peter (1941–1975), deutscher Schießsportler, Olympiasieger 1960 in Rom
- Köhnken, Adolf (1938–2017), deutscher Klassischer Philologe
- Köhnken, Günter (* 1948), deutscher Psychologe
- Kohnle, Armin (* 1960), deutscher Historiker und Kirchenhistoriker
- Kohnle, Dieter (1957–2019), deutscher Fußballspieler
- Kohnle, Michael (* 1970), deutscher Zehnkämpfer
- Kohnle-Gros, Marlies (* 1956), deutsche Politikerin (CDU), MdL
- Köhnlechner, Manfred (1925–2002), deutscher Medienmanager und Heilpraktiker
- Köhnlein, Dieter (* 1959), deutscher Jazzmusiker
- Köhnlein, Friedrich (1879–1916), deutscher Schachspieler und Schachkomponist
- Köhnlein, Johannes (1902–1989), deutscher Acker- und Pflanzenbauwissenschaftler
- Köhnlein, Walter (* 1936), deutscher Pädagoge und Hochschullehrer
- Köhnlein, Wolfgang (1933–2021), deutscher Chemiker und Strahlenbiologe
- Köhnlein-Göbel, Marianne, deutsche Sängerin (Sopran) und Gesangspädagogin
- Kohnová, Věra (1929–1942), tschechisch-jüdische Tagebuch-Autorin und Holocaust-Opfer
- Kohns, Hans Peter (1931–2003), deutscher Althistoriker
- Kohns, Josef (1900–1988), deutscher Jurist und Politiker (CDU), MdL
- Kohnstamm, Dinah (1869–1942), niederländische Malerin
- Kohnstamm, Jacob (* 1949), niederländischer Politiker (D66) und Datenschutzexperte
- Kohnstamm, Max (1914–2010), niederländischer Historiker und Diplomat
- Kohnstamm, Oskar (1871–1917), deutscher Arzt
- Kohnstamm, Peter (1908–1995), deutscher international tätiger Unfallchirurg, Tuberkulose-Forscher, Autor wissenschaftlicher Schriften und Professor der medizinischen Fakultät in Ibadan, Nigeria
- Kohnstamm, Philipp Abraham (1875–1951), niederländischer Physiker, Philosoph und Pädagoge
- Köhntopp, Katharina (* 1963), deutsche Schauspielerin

### Koho
- Kohonen, Mika (* 1977), finnischer Unihockeyspieler
- Kohonen, Teuvo (1934–2021), finnischer Informatiker, Erfinder der Self-Organizing MapsTeuvo Kohonen (1934–2021)

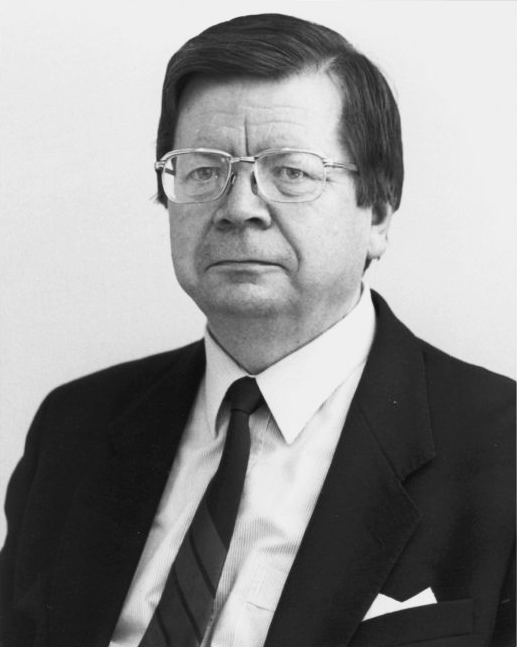
Teuvo Kohonen (1934–2021)

- Kohorn, Oscar von (1882–1963), deutscher Unternehmer und Mäzen
- Kohorst, Madita (* 1996), deutsche Handballspielerin
- Kohou, Kader (* 1998), ivorisch-amerikanischer American-Football-Spieler
- Kohout, Aleš (* 1972), tschechischer Fußballspieler
- Kohout, Annekathrin (* 1989), deutsche Kunsthistorikerin und Medienwissenschaftlerin
- Kohout, Franz (* 1953), deutscher Politologe
- Kohout, Jan (* 1961), tschechischer Diplomat und Politiker
- Kohout, Josef (1915–1994), österreichischer KZ-Überlebender
- Kohout, Lukáš (* 1983), tschechischer Betrüger, Hochstapler und Politiker
- Kohout, Pavel (* 1928), tschechischer Schriftsteller und Politiker
- Kohout, Philipp (1852–1916), österreichischer katholischer Theologe (Neutestamentler)
- Kohout-Berghammer, Bernhard (1930–2017), österreichischer römisch-katholischer Ordenspriester und Abt von Stift Schlierbach
- Kohoutek, Ctirad (1929–2011), tschechischer Komponist, Musikpädagoge und -wissenschaftler
- Kohoutek, Hans (1911–2013), deutscher Polizeioffizier
- Kohoutek, Luboš (1935–2023), tschechischer Astronom
- Kohoutek, Stanislav (* 1983), tschechischer Badmintonspieler

### Kohr
- Kohr, Dominik (* 1994), deutscher FußballspielerDominik Kohr (* 1994)

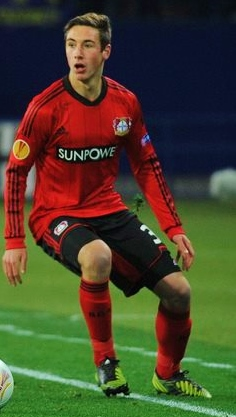
Dominik Kohr (* 1994)

- Kohr, Harald (* 1962), deutscher Fußballspieler und -trainer
- Kohr, Karoline (* 1996), deutsche Fußballspielerin
- Kohr, Knud (* 1966), deutscher Schriftsteller und Drehbuchautor
- Kohr, Leopold (1909–1994), österreichischer Philosoph, Träger des alternativen Nobelpreises
- Köhr, Oliver (* 1976), deutscher Fernsehjournalist und FernsehmoderatorOliver Köhr (* 1976)

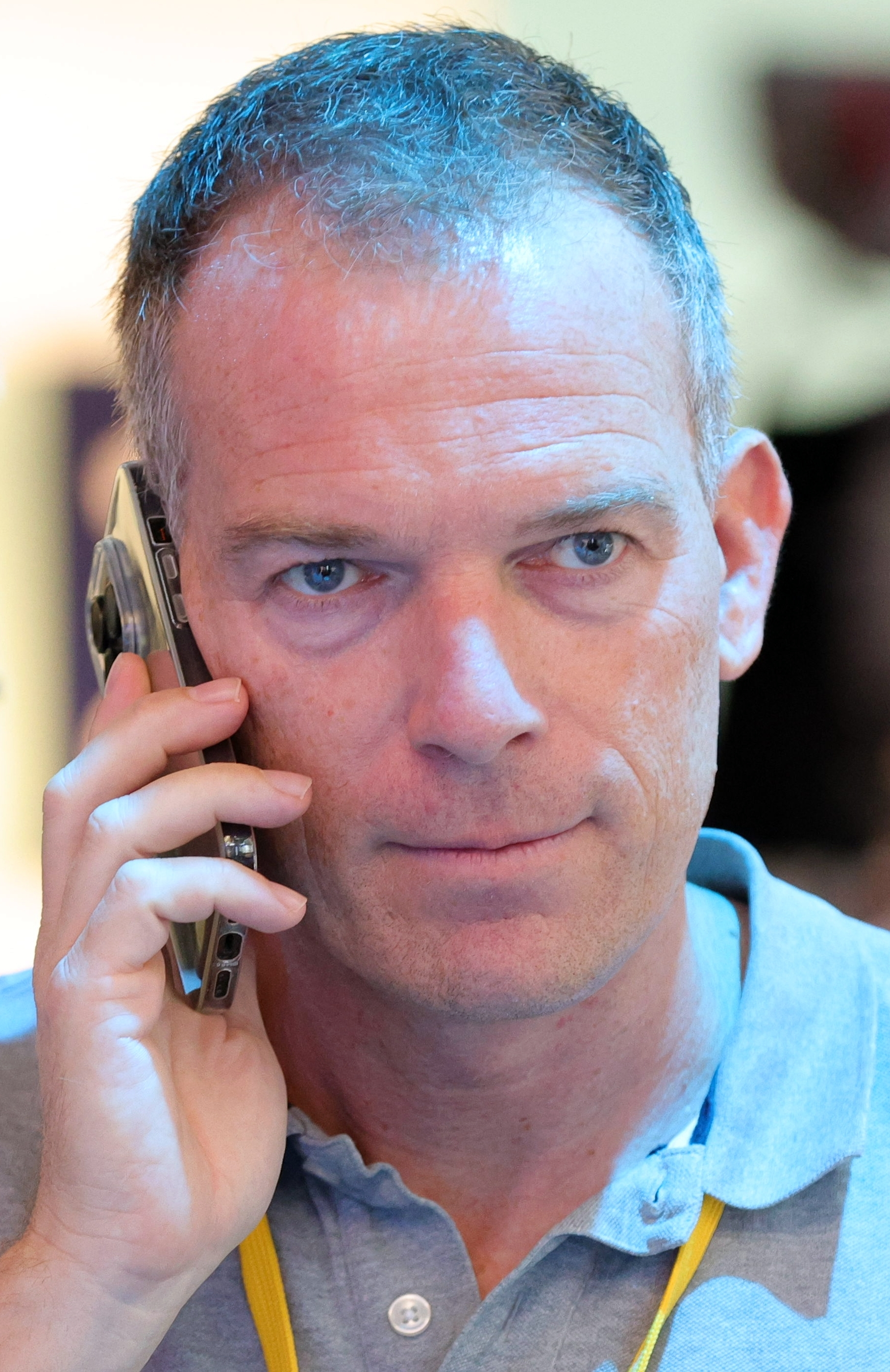
Oliver Köhr (* 1976)

- Kohr, Ralf (* 1973), deutscher Basketballspieler
- Köhrbrück, Carsten (* 1967), deutscher Leichtathlet
- Köhrbrück, Svea (* 1993), deutsche Leichtathletin
- Köhre, Thomas (* 1976), deutscher Sachbuchautor und Journalist
- Köhrer, Erich (1883–1927), deutscher Sachbuchautor und Herausgeber, Journalist, Dramatiker, Chefredakteur, Gründer und Herausgeber der Zeitschrift „Das Theater“
- Köhrer, Reinhard (1949–2021), deutscher Science-Fiction-Autor
- Kohring, Matthias (* 1965), deutscher Medien- und Kommunikationswissenschaftler
- Köhrmann, Emil (1896–1970), entscheidende Persönlichkeit in der Entstehung des heutigen Tierparks Hagenbeck in Hamburg-Stellingen
- Köhrmann, Janna (* 1981), deutsche Faustballerin
- Köhrmann, Oliver (* 1976), deutscher Handballspieler
- Kohrs, Astrid (* 1969), deutsche Theater- und Filmschauspielerin
- Kohrs, August (1808–1884), deutscher evangelisch-lutherischer Geistlicher und Abgeordneter
- Kohrs, Ekkehard (1944–2011), deutscher Journalist und Publizist
- Kohrs, Jan-Eric (* 1970), deutscher Musikproduzent, Komponist und Musiker
- Kohrs, Klaus Heinrich (* 1944), deutscher Musikwissenschaftler
- Kohrs, Latisha (* 2000), deutsche Schauspielerin
- Kohrs, Manfred (* 1957), deutscher Tätowier-Künstler und ÖkonomManfred Kohrs (* 1957)

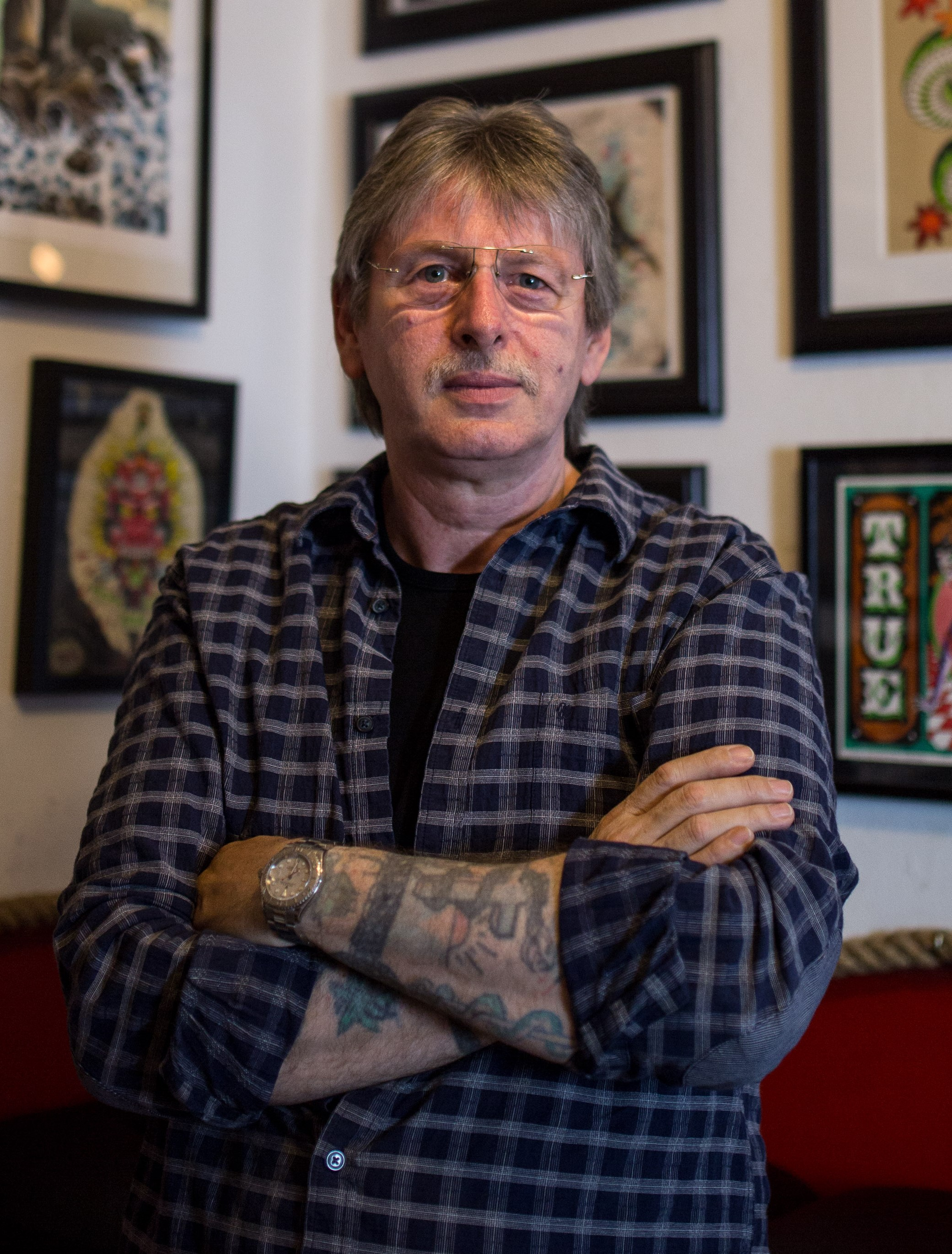
Manfred Kohrs (* 1957)

- Kohrt, Carl (* 1871), deutscher Politiker (Wirtschaftspartei), MdL
- Kohrt, Günter (1912–1982), deutscher Politiker (SED), Diplomat, stellvertretender Außenminister, Botschafter der DDR
- Kohrt, Manfred (* 1947), deutscher Germanist, Linguist und Hochschullehrer
- Kohrt, Niklas (* 1980), deutscher Schauspieler
- Kohrt, Wolfgang (1950–2008), deutscher Journalist

### Kohs
- Kohse, Gerhard (1933–2022), deutscher Sportjournalist
- Kohse-Höinghaus, Katharina (* 1951), deutsche Chemikerin

### Koht
- Koht, Halvdan (1873–1965), norwegischer Historiker und Politiker
- Koht, Karen Grude (1871–1960), norwegische Lehrerin, Autorin und Frauenrechtlerin
- Kohte, Julius (1861–1945), deutscher Konservator und Hochschullehrer
- Kohte, Wolfgang (1907–1984), deutscher Historiker und Archivar
- Kohte, Wolfhard (* 1946), deutscher Jurist und Hochschullehrer
- Kohtes, Martin Maria (* 1961), deutscher Kommunikations- und Theaterwissenschaftler
- Kohtes, Michael (* 1959), deutscher Essayist, Lyriker, Journalist und Literaturkritiker
- Kohtes, Paul J. (* 1945), deutscher Buchautor
- Kohtz, Johannes (1843–1918), deutscher Schachkomponist und -theoretiker
- Kohtz, Otto (1880–1956), deutscher Architekt, Architekturtheoretiker und Autor
- Kohtz, Rudolf (1874–1945), deutscher Figuren-, Porträt-, Landschafts- und Stilllebenmaler

### Kohu
- Kohut, Adolph (1848–1917), deutsch-ungarischer Schriftsteller und Rezitator
- Kohut, Alexander (1842–1894), ungarischer Rabbiner
- Kohut, Andrew (1942–2015), US-amerikanischer Meinungsforscher
- Kohut, Heinz (1913–1981), amerikanischer Psychoanalytiker
- Kohut, Larry, US-amerikanischer Jazzbassist und -pianist
- Kohut, Łukasz (* 1982), polnischer Politiker, MdEP
- Kohut, Michael J. (* 1943), US-amerikanischer Tontechniker
- Kohut, Oleksandra (* 1987), ukrainische Ringerin
- Kohut, Oswald (1877–1951), deutscher Redakteur und Schriftsteller
- Kohut, Oswald Adolph (1901–1977), deutscher Politiker (FDP), MdL, MdB
- Kohut, Seweryn (* 1976), polnischer Radrennfahrer
- Kohut, Sławomir (* 1977), polnischer Radrennfahrer
- Kohut, Vilmos (1906–1986), ungarischer Fußballspieler
- Kohut, Walter (1927–1980), österreichischer Schauspieler
- Kohut-Mannstein, Elisabeth (1844–1926), deutsche Opernsängerin (Sopran) und Gesangslehrerin
- Kohut-Svelko, Jean-Pierre (* 1946), französischer Szenenbildner
- Kohutek, Artur (* 1971), polnischer Hürdenläufer
- Kohútová, Anna (* 2003), slowakische Volleyballspielerin

### Kohv
- Kohvakka, Erkki (1937–2018), finnischer Orientierungsläufer
- Kohver, Eston (* 1971), estnischer Beamter der Kaitsepolitsei

### Kohz
- Kohz, Martin (1902–1971), deutscher Politiker und Jurist NSDAP, SA, SS, (GB/BHE), MdL
- Kohzad, Youssof (* 1935), afghanischer Dichter, Schauspieler und Künstler und Schriftsteller